# Tour Auto Optic 2000
Le Tour Auto est une compétition de voitures historiques créée par Peter Auto, spécialiste en événementiel automobile, dont le départ est donné à Paris, des Jardins du Trocadéro à l'origine puis du Grand Palais depuis 2012. Organisée la première fois en 1992, cette course annuelle, qui réunit 200 à 240 équipages, traverse la France en cinq jours et elle est ponctuée d'épreuves chronométrées sur circuit et d'épreuves spéciales sur des portions de route fermées.

## Histoire

### Prélude

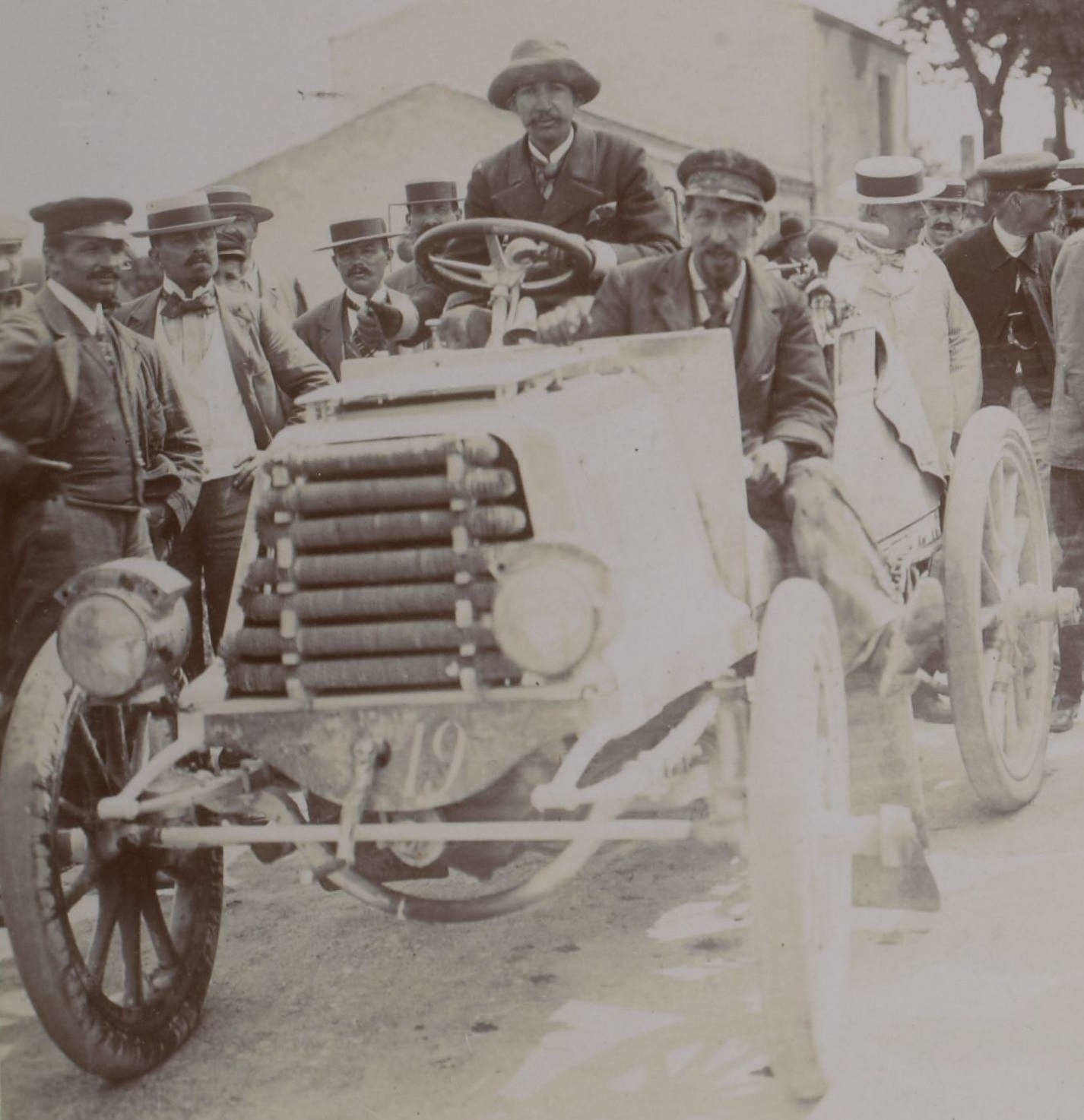
Tour de France automobile 1899.

À partir de 1899, une course automobile nommée Tour de France automobile est organisée par l’Automobile Club de France. Elle est constituée d'une alternance entre circuits et épreuves spéciales sur route avec des parcours de liaison, et se déroule à travers la France sur une boucle de 2 200 kilomètres et jusqu'à 4 000 kilomètres. Elle rassemble les voitures contemporaines de l'époque que sont les De Dion-Bouton, Panhard-Levassor, Amédée Bollée ou encore Mors. Après plusieurs interruptions et relances, la course disparaît définitivement en 1986, pour sa 50e édition, à la suite des contraintes économiques liées à la crise du pétrole et faute de sponsors et de participants.

### Historique

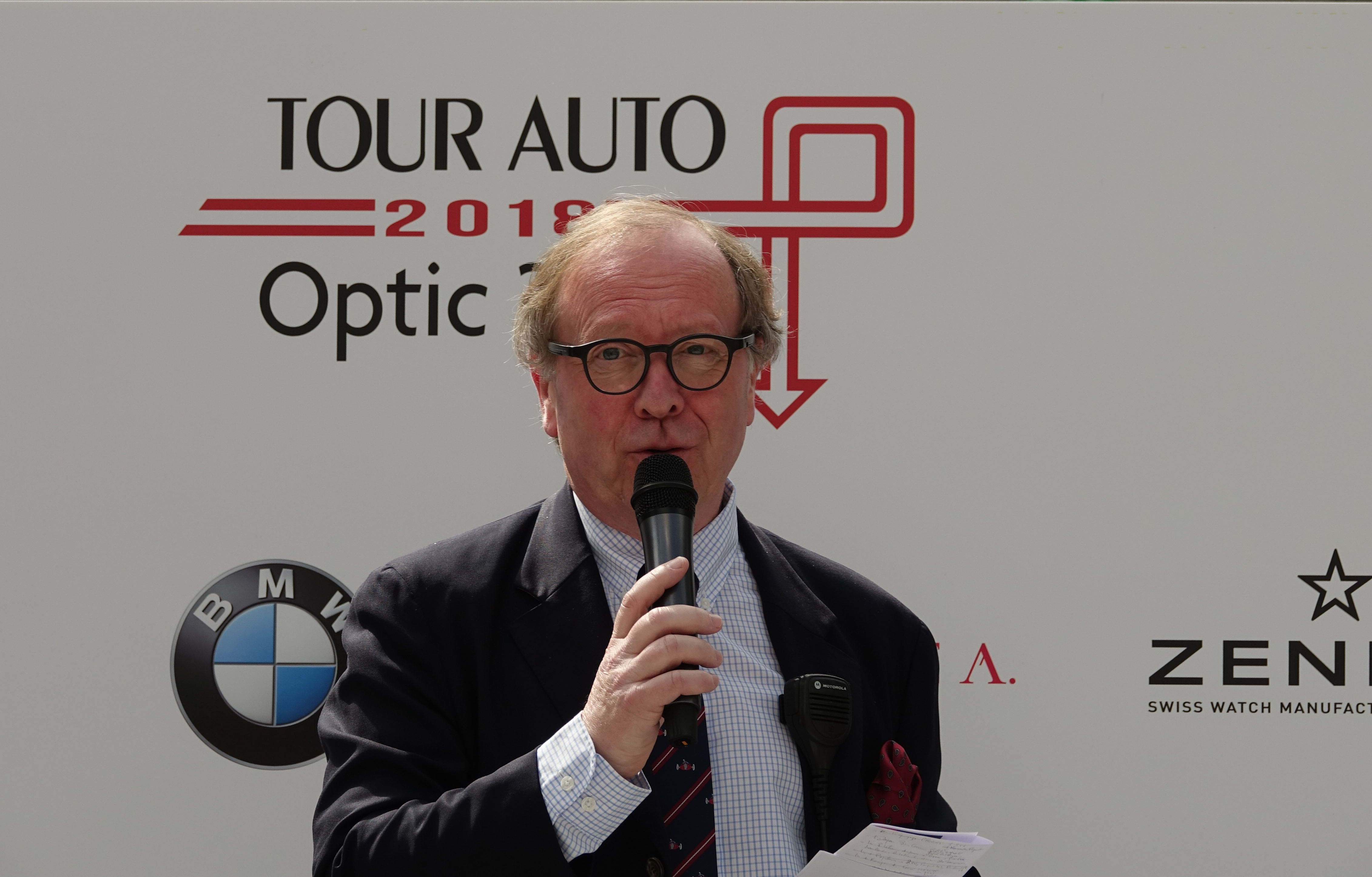
Patrick Peter, organisateur du Tour Auto Optic 2000.

En 1992, la société organisatrice de compétitions automobiles Peter Auto fondée par Patrick Peter, avec l’appui de l'Association Sportive de l'Automobile Club de Nice, de passionnés d'automobiles et d'inconditionnels de l'épreuve, décide de faire renaître le Tour de France automobile à travers une rétrospective qui prend le nom de « Tour de France Automobile Historique », mais sous la forme d’une course historique rythmée par des épreuves chronométrées sur circuits et sur sections fermées (rallye), reliées par un itinéraire de liaison sur les routes de l'hexagone[réf. souhaitée]. À la différence de l'épreuve originelle qui emmenait des voitures contemporaines, le Tour Auto fait concourir des véhicules historiques qui ont participé à l’histoire du Tour de France automobile. La co-organisation dure cinq ans.
La première édition voit 128 voitures historiques qui rallient Paris à Nice en passant par les circuits de Nevers Magny-Cours, du Mas du Clos et Paul Ricard.
En 1998, l'ASO, organisateur du Tour de France cycliste, impose l'abandon de l'appellation « Tour de France » pour cette compétition automobile. Elle est alors rebaptisée « Tour Auto », et l'ASA Tour Auto (Association Sportive Automobile) est créée en même temps.
Le spécialiste de la vue Lissac Opticien rejoint le rallye en 2004 pour y associer son nom comme sponsor principal. Le Tour Auto change alors de nom est devient « Tour Auto Lissac ». L'enseigne d'optique est rachetée en 2005 par l'opticien Optic 2000, et en 2009 la compétition historique prend le nom de « Tour Auto Optic 2000 ». Depuis l'édition 2022, il n'est plus fait mention du sponsor "Optic 2000" dans le nom de la course.

## Organisation

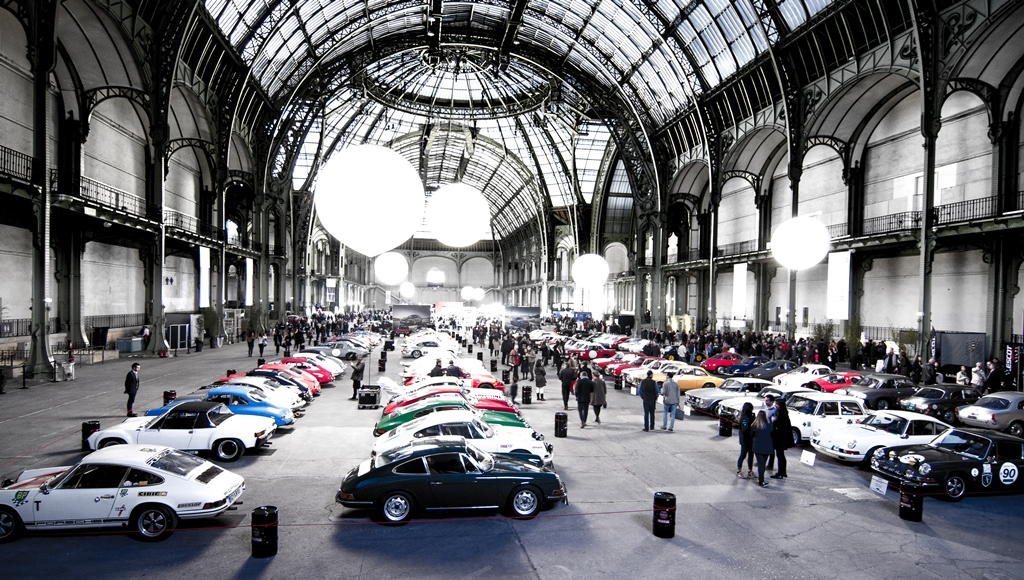
Le Tour Auto Optic 2000 au Grand Palais (Paris).

L'événement se déroule sur six jours dont cinq de courses à travers la métropole. Le lundi, l'ensemble des véhicules historiques est exposé sous la coupole du Grand Palais pour une présentation au public, qui attire chaque année plus de 10 000 spectateurs[réf. souhaitée]. Dès le mardi matin la course commence, les équipages s'élancent sur les routes par catégorie et suivant un roadbook jusqu'à l'arrivée le samedi.
Chaque année un nouveau parcours est établi avec une arrivée dans une ville différente et une marque (ou un modèle) est mis à l'honneur[réf. souhaitée]. Chaque jour, les participants effectuent des épreuves chronométrées sur circuit et/ou sur route fermées.

### Catégories
Le Tour Auto Optic 2000 propose deux catégories lors de l'inscription au rallye : Régularité et Compétition. Sur la route, les véhicules inscrits se distinguent par leur numéro, ceux en Régularité reçoivent un numéro "Rouge" sur fond blanc, tandis qu'en Compétition ils reçoivent un dossard avec un numéro "Noir" sur fond blanc.
- Régularité (n° 1 à 149) :

C'est la précision qui l'emporte, les équipages doivent tenir un temps imparti et une vitesse moyenne préalablement sélectionnée durant chacune des spéciales, la vitesse ne compte pas. Ainsi, dans les épreuves sur circuit les concurrents choisissent un temps à respecter lors d'une séance d'essais. Alors que pour les épreuves sur route fermée, l'équipage doit déclarer un temps et s'y conformer mais sans essai.
- Compétition (n° 150 à 299) :

Seul le temps compte dans les épreuves chronométrées (spéciales et circuits).
Les classements Compétition et Régularité sont divisés en trois sous-catégories :
- VHC pour les voitures d'avant 1966 (seule une voiture VHC peut remporter la compétition) ;
- G pour les voitures produites de 1966 à 1971 ;
- H/I pour les voitures produites de 1972 à 1981.

S'ajoute l'Indice de Performance dans chaque catégorie :
- Un coefficient est attribué à chaque auto : les performances et la cylindrée du véhicule diminue ce coefficient qui sert à multiplier le temps final.

### Éligibilité
Pour être éligible au Tour Auto Optic 2000, les voitures (ou modèles identiques) doivent avoir disputé le Tour de France automobile entre 1951 et 1973.
Les participants sont des amateurs ou d'anciens pilotes professionnels, qui sont en moyenne pour moitié des étrangers venus d’une trentaine de pays à travers l’Europe et le monde[réf. souhaitée], et les équipages sont constitués d'un pilote et d'un copilote par voiture.

Automobiles éligibles au Tour Auto
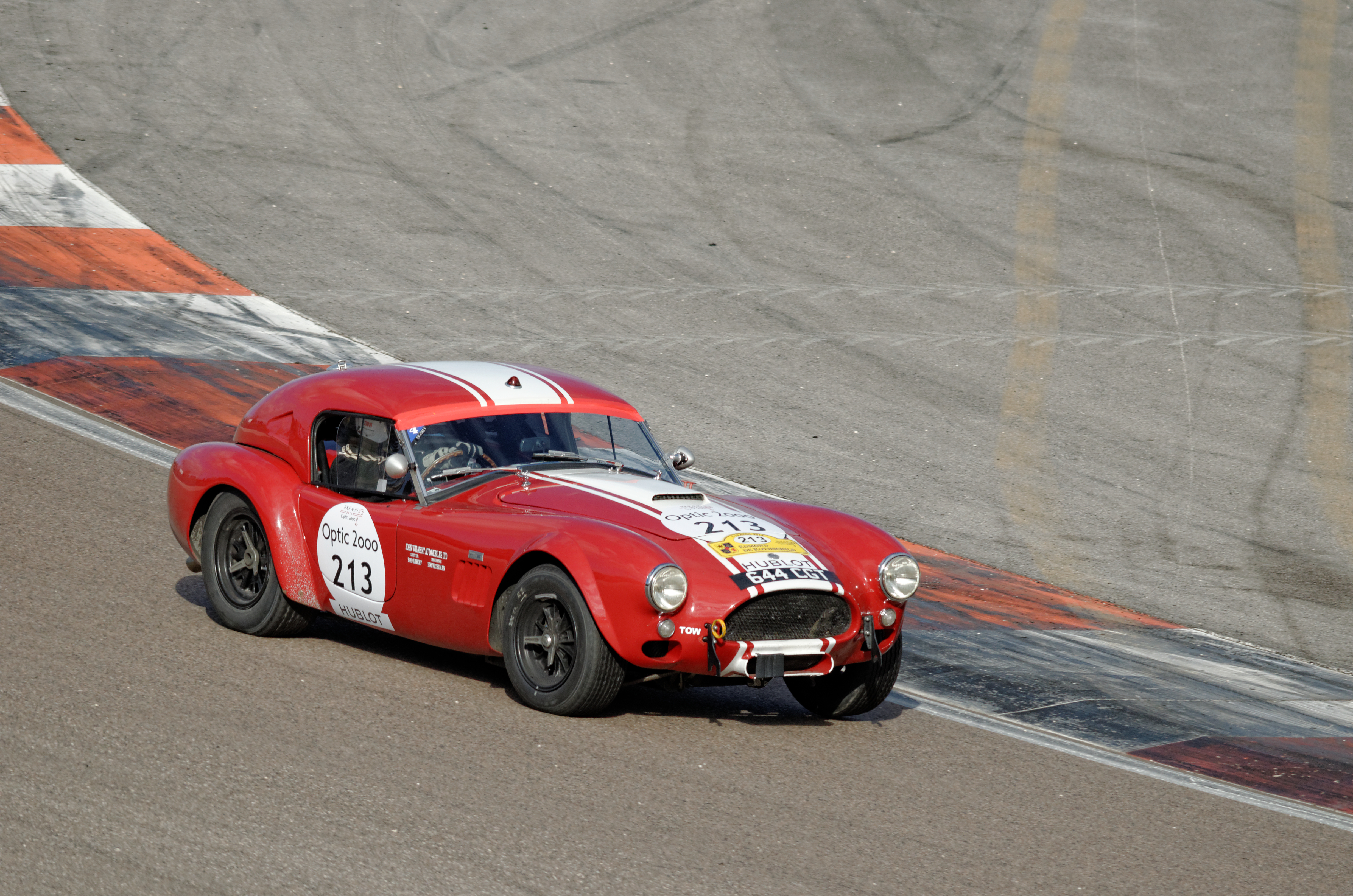
AC Cobra
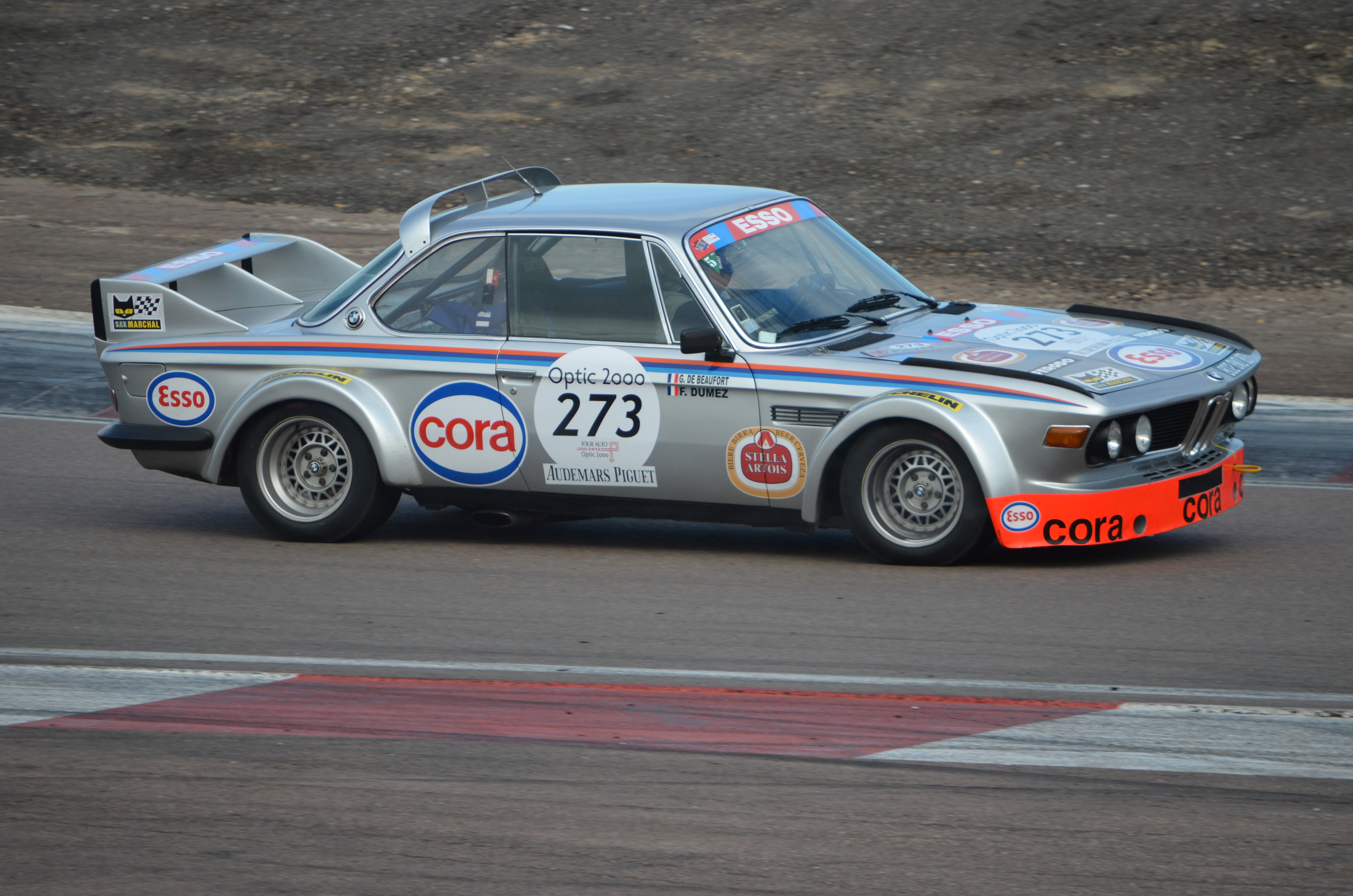
BMW E9 3.0 CSL
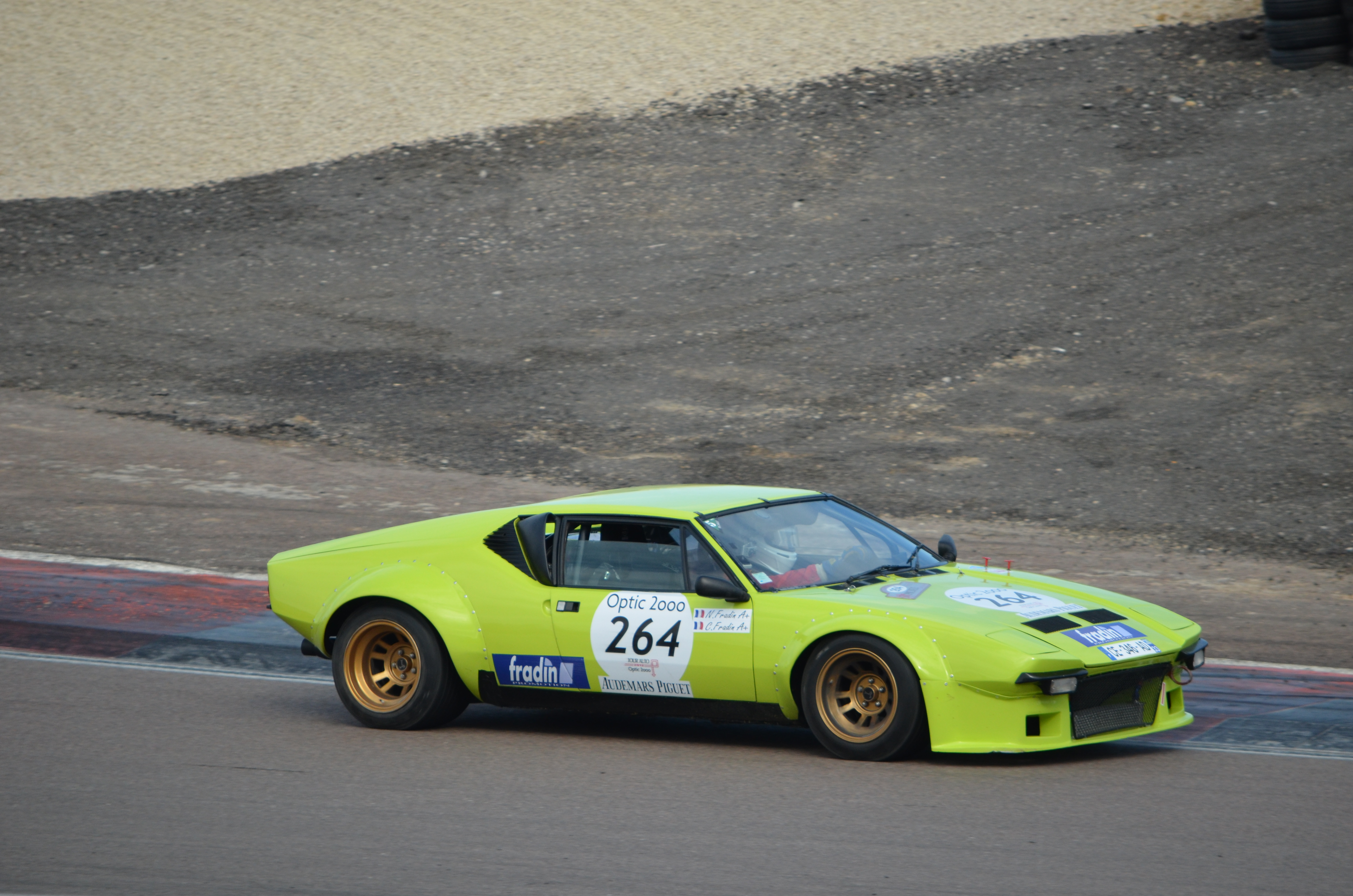
De Tomaso Pantera
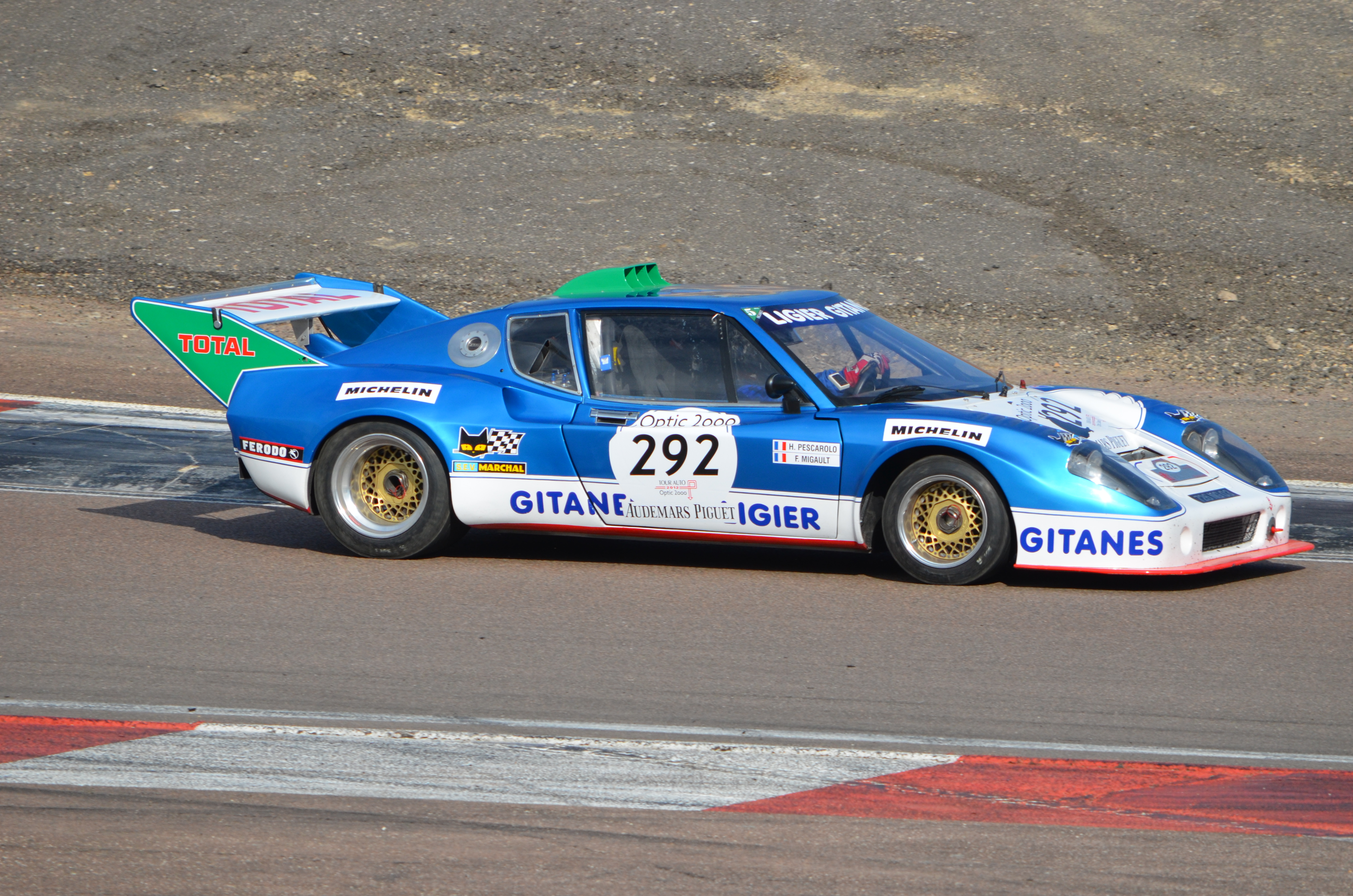
Ligier JS2
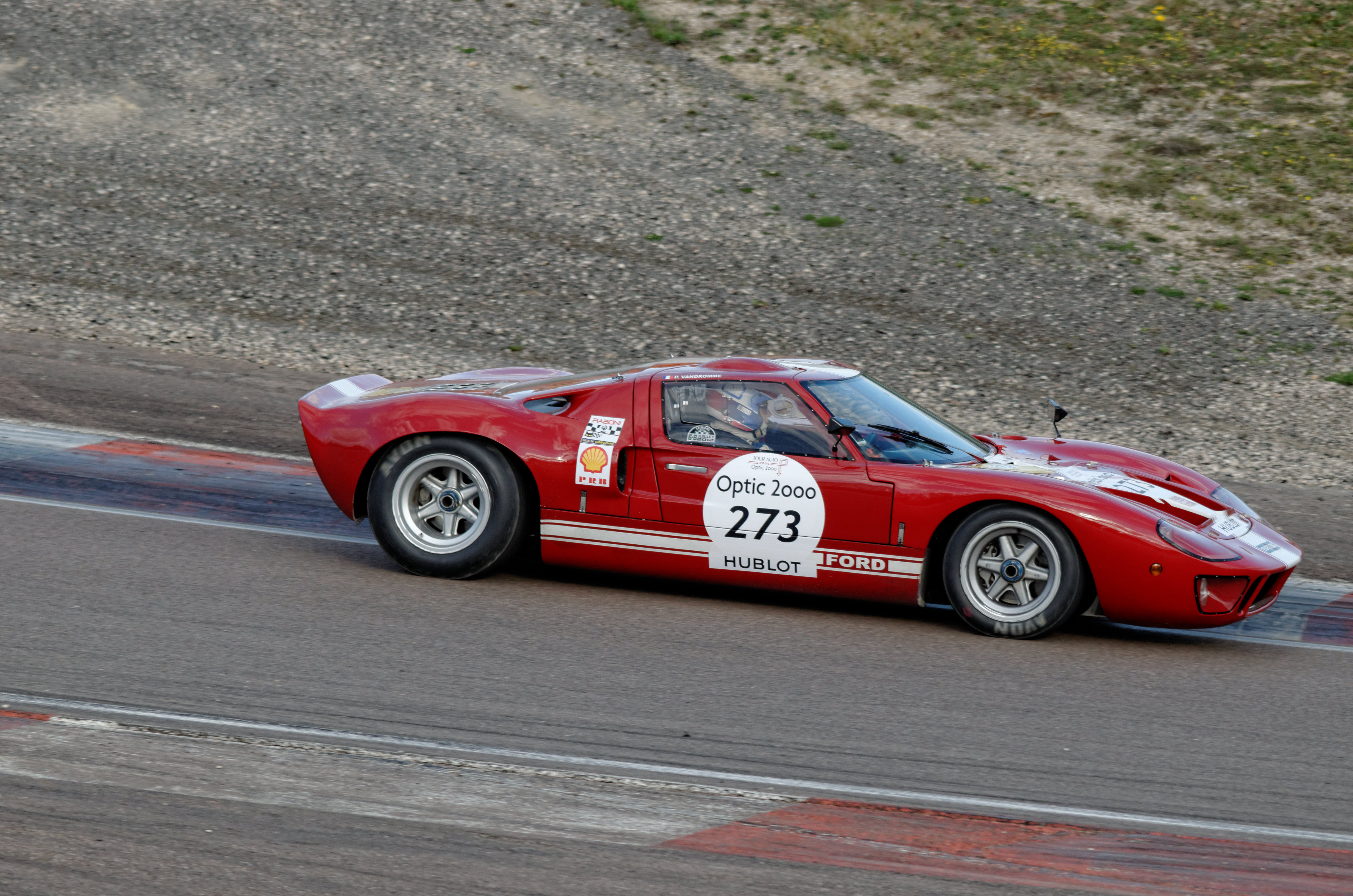
Ford GT40
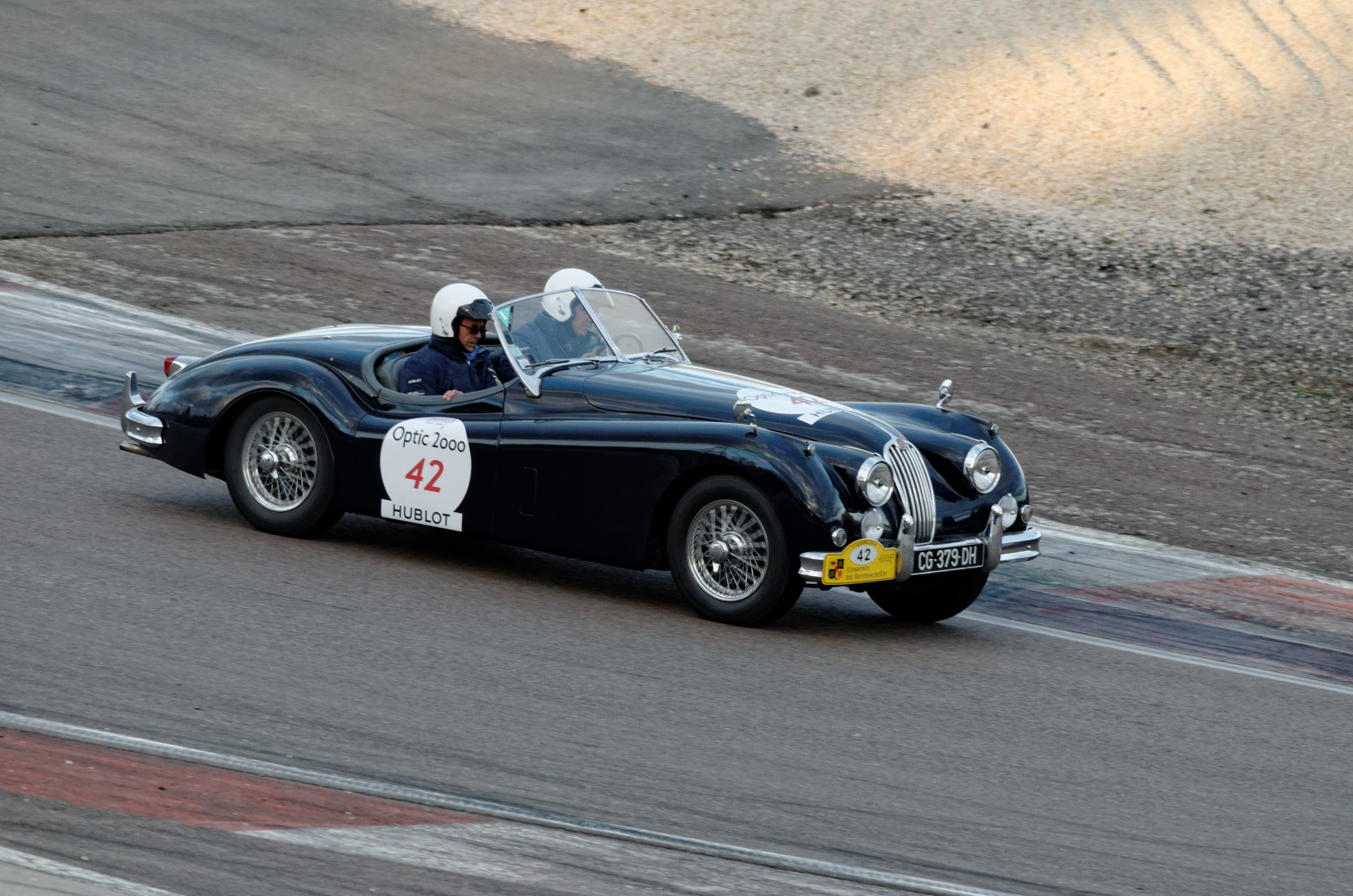
Jaguar XK140
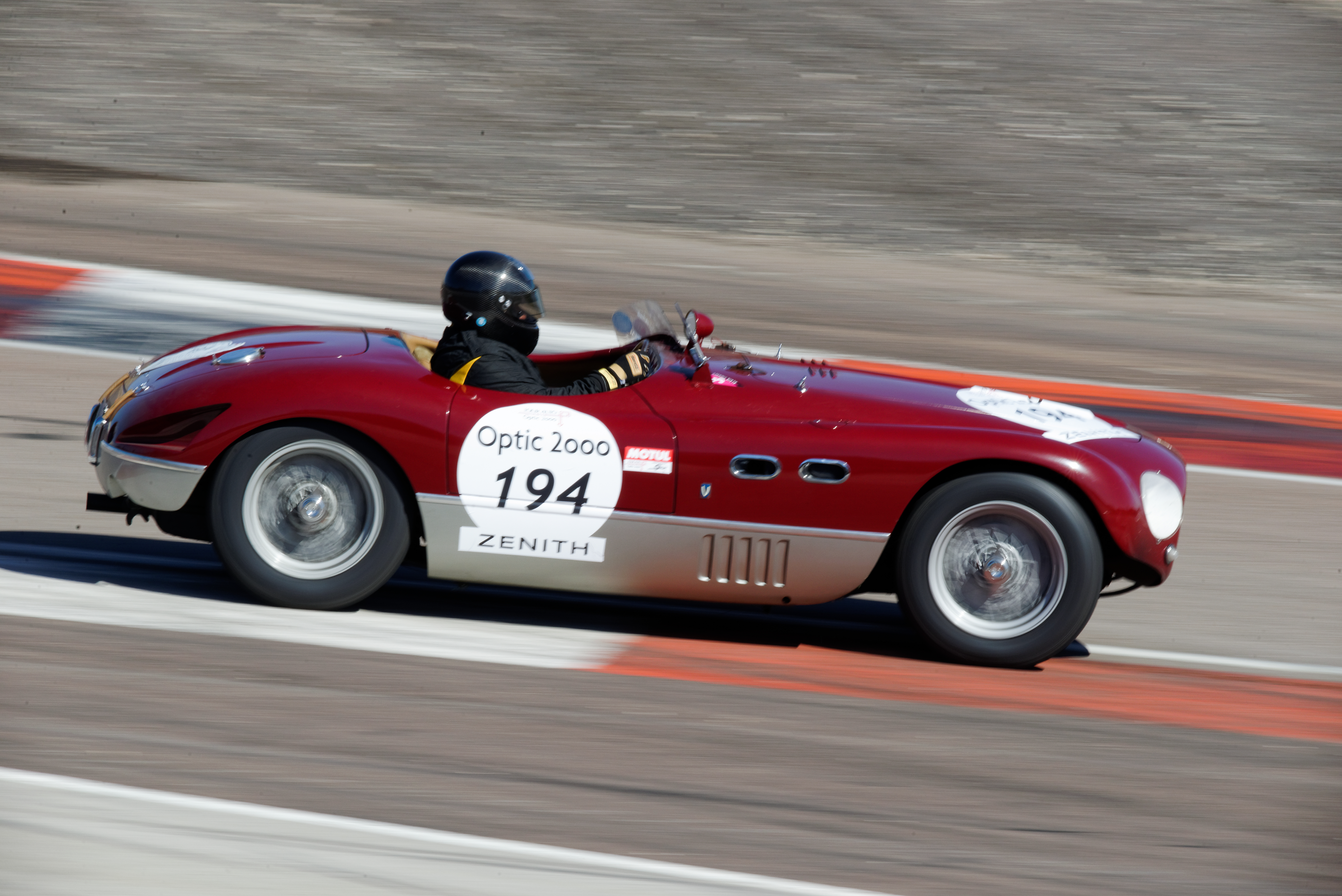
Ferrari 625 TF
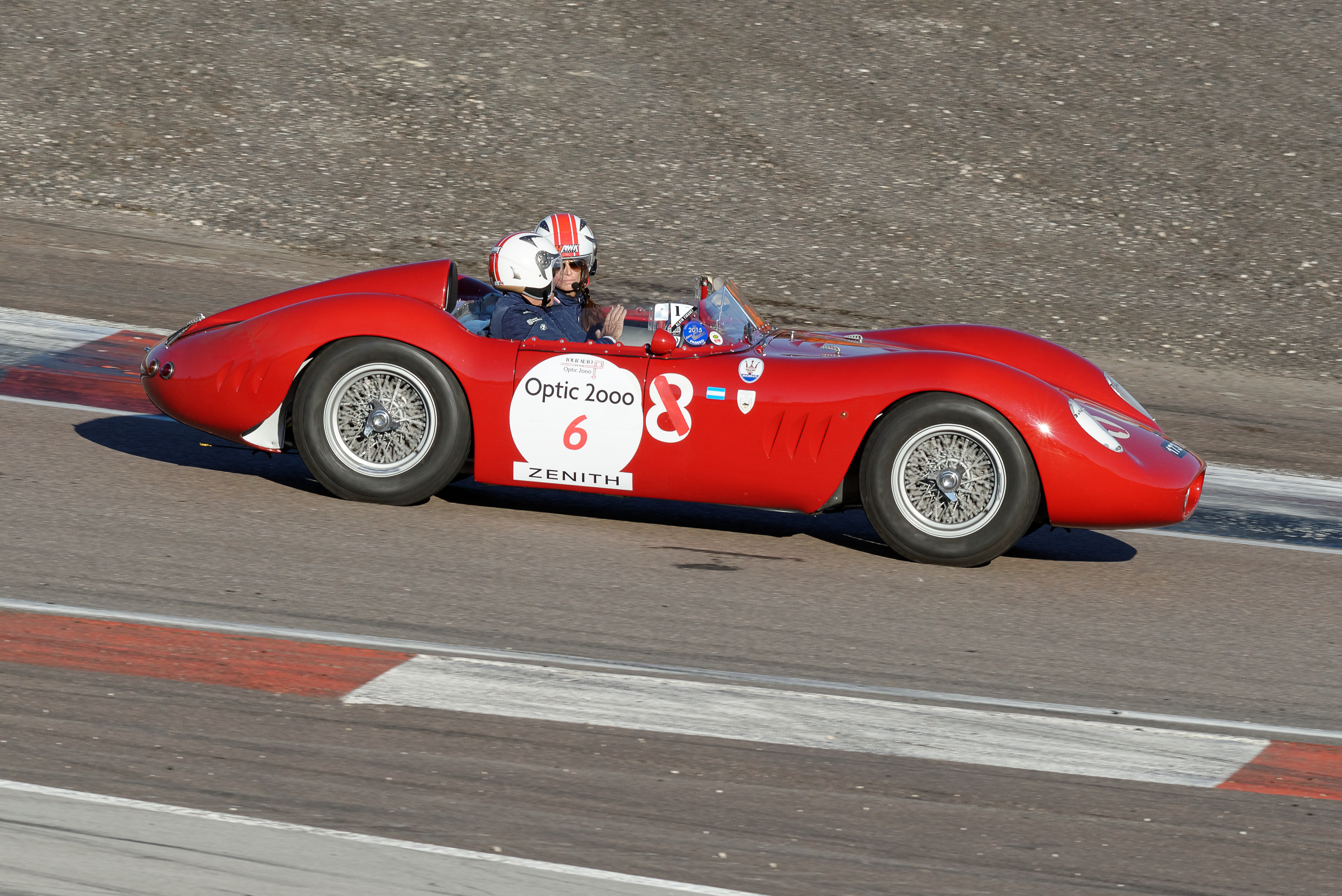
Maserati 200SI
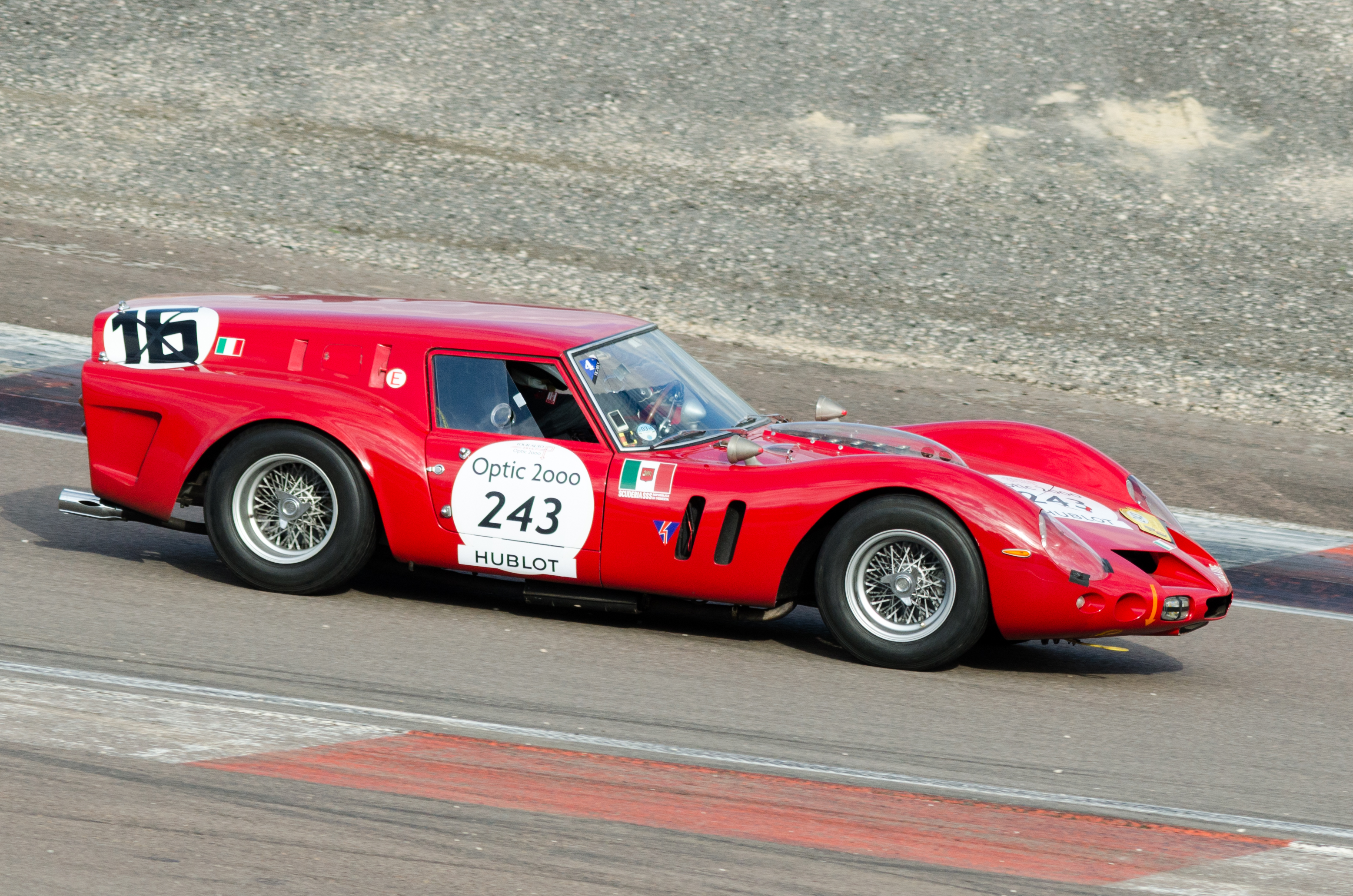
Ferrari Breadvan
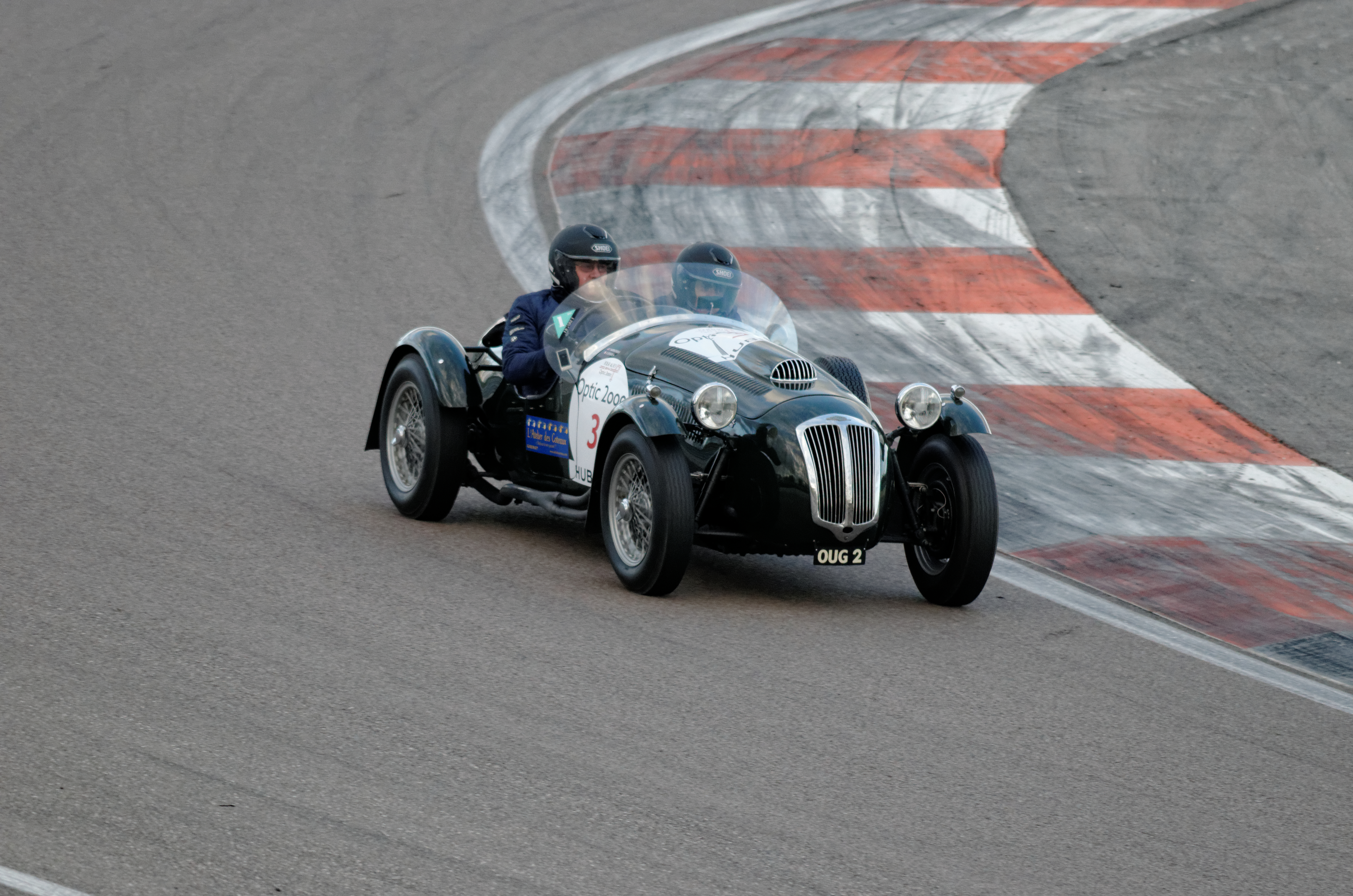
Frazer Nash Le Mans Replica
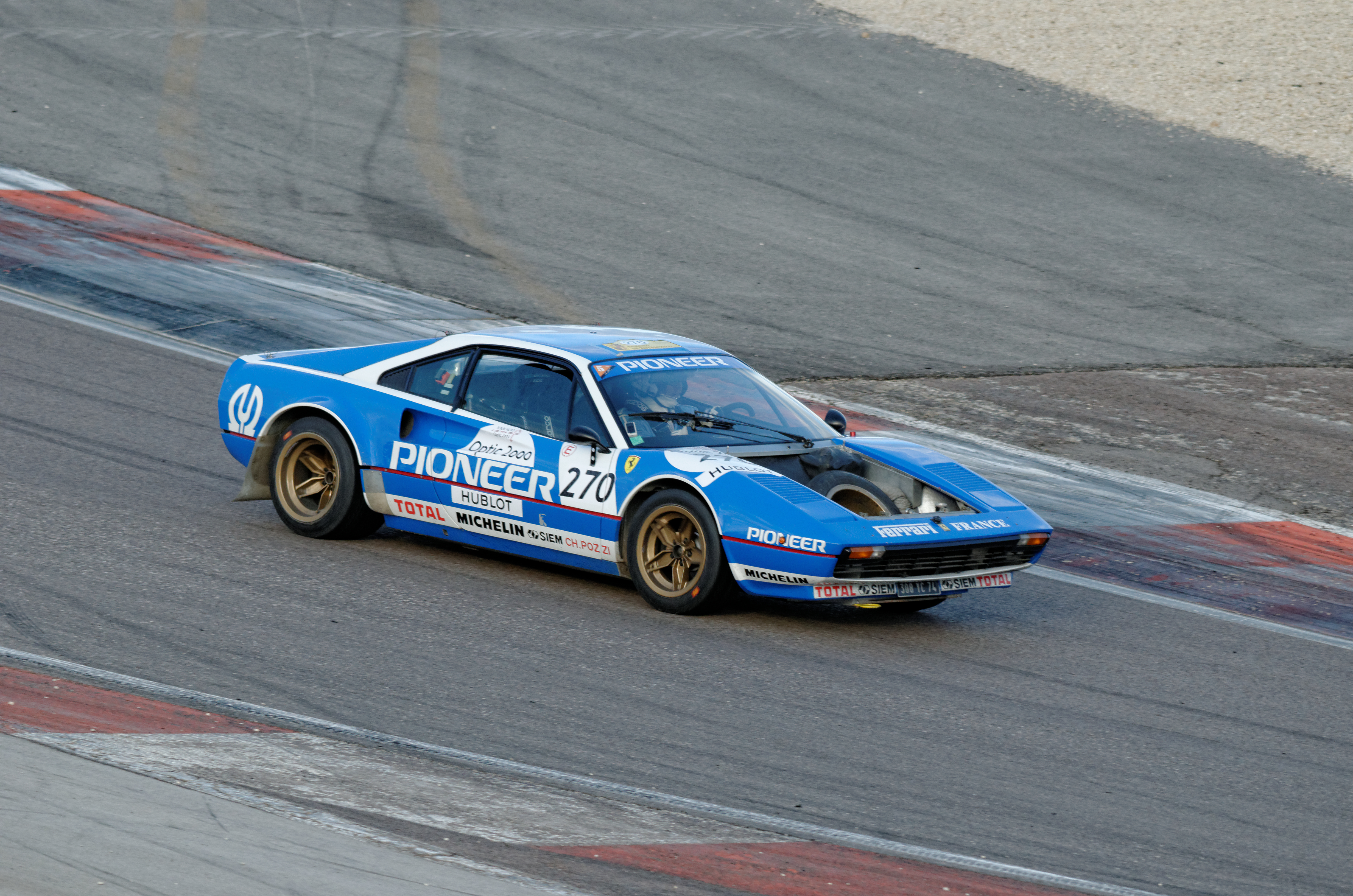
Ferrari 308GTS
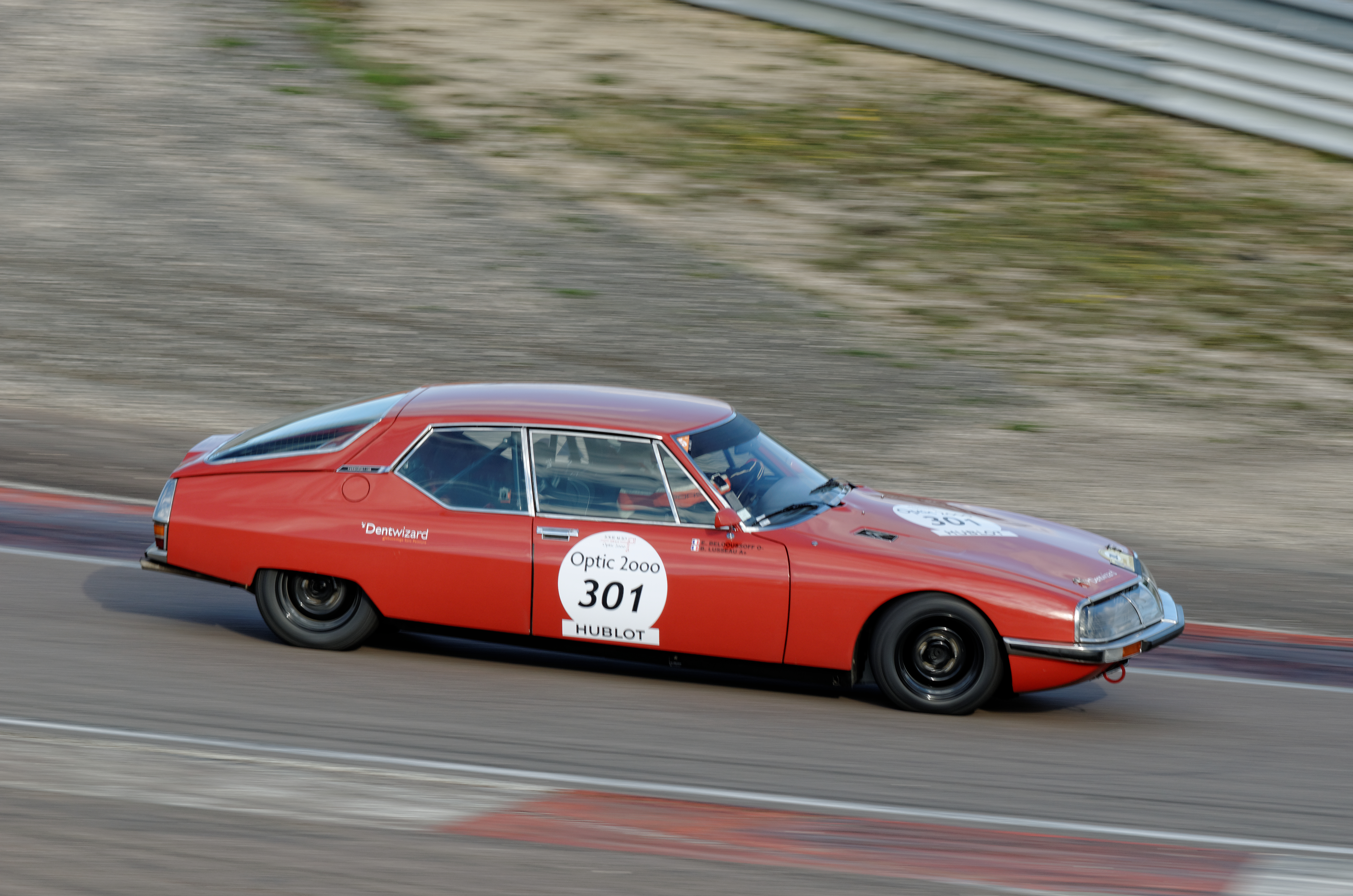
Citroën SM

### Départ

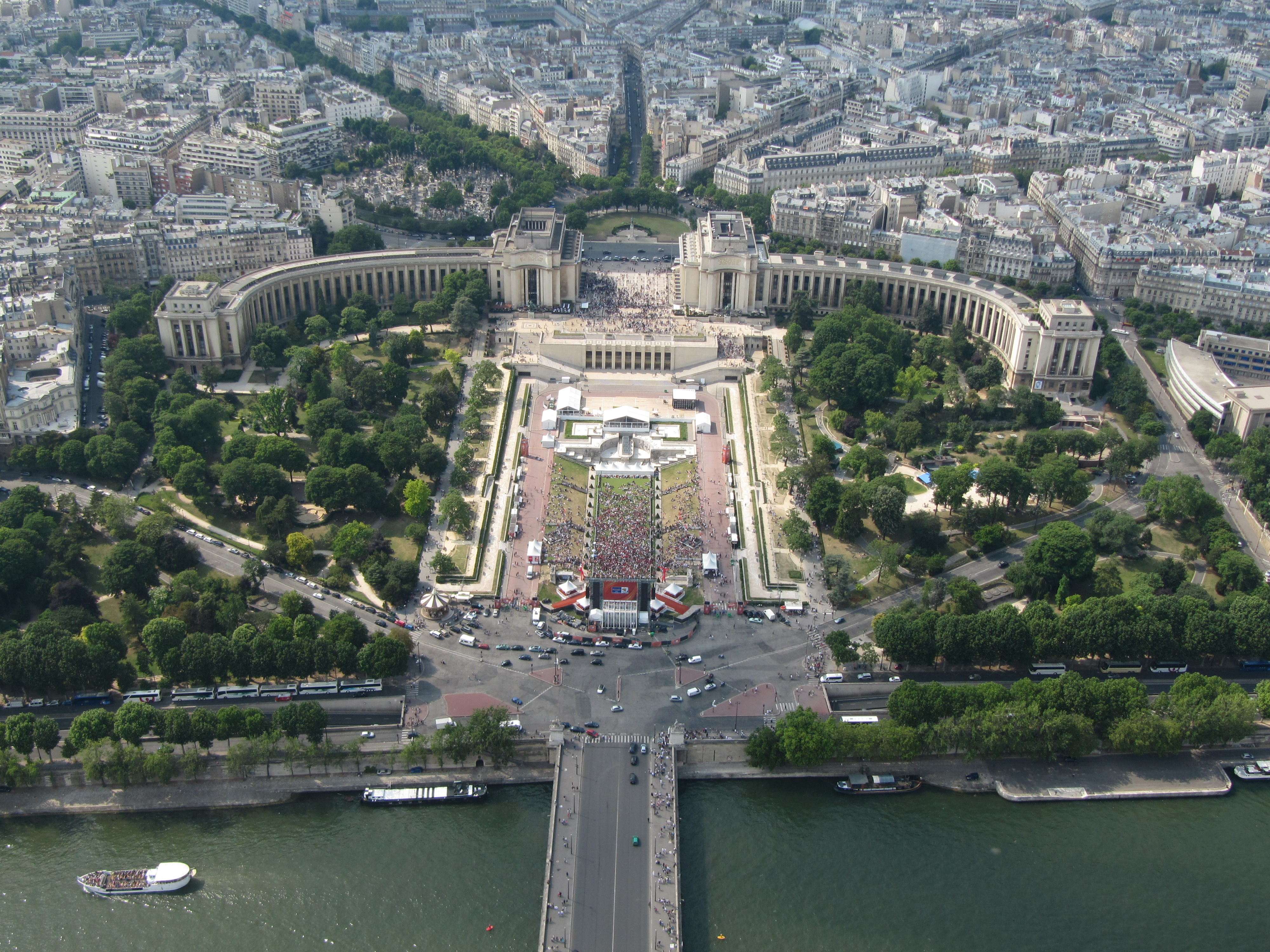
Jardins du Trocadéro

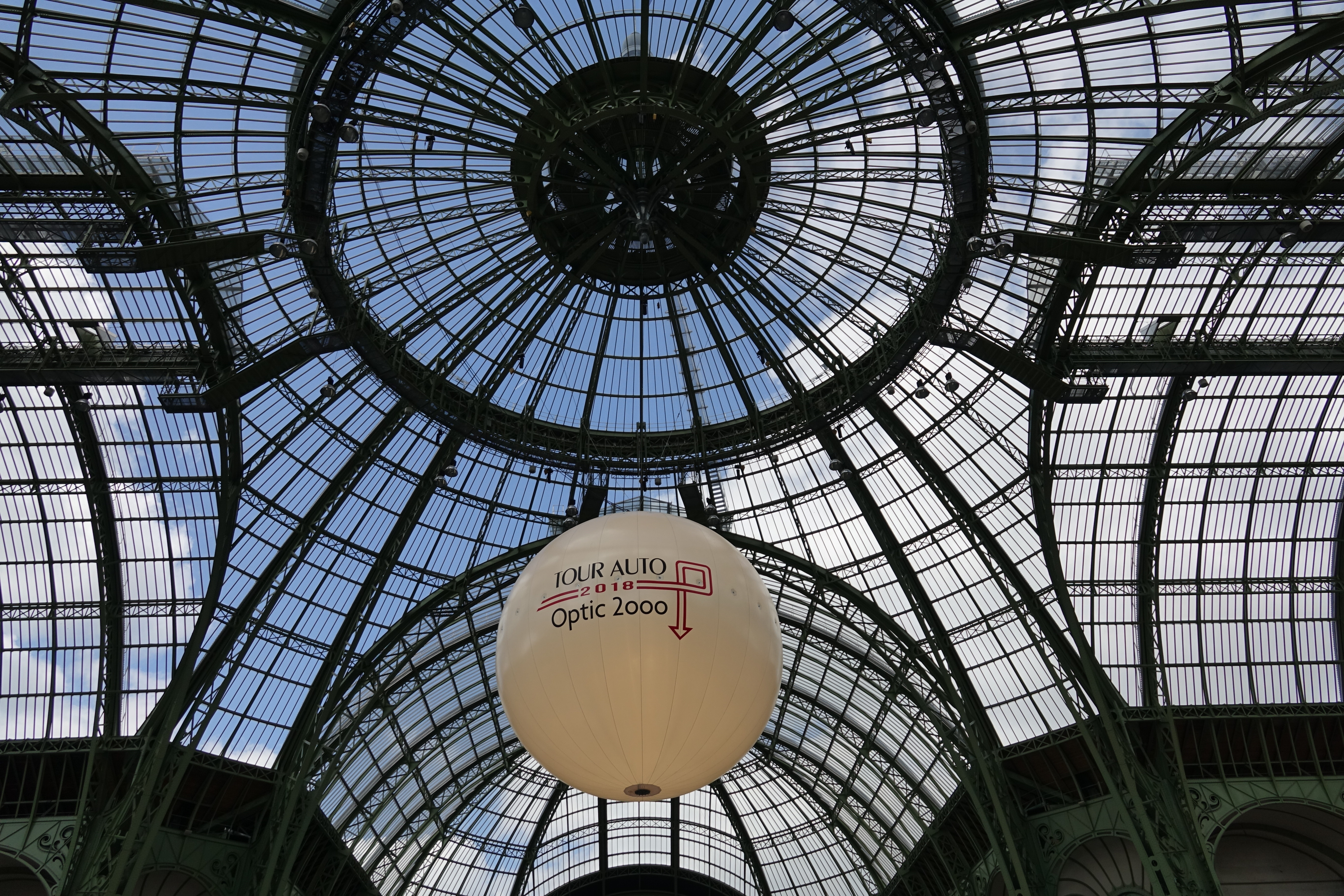
Grand Palais

Selon les éditions, l'exposition et le départ des voitures ont eu lieu depuis plusieurs sites, mais toujours situés à Paris.
- En 1992 : du Parvis de la Défense ;
- De 1993 à 2004, et en 2006 : des Jardins du Trocadéro ;
- En 2005 : de l'Esplanade des Invalides ;
- En 2007 et 2008 : du Grand Palais ;
- De 2009 à 2011 : du Jardin des Tuileries ;
- De 2012 à 2020 : du Grand Palais ;
- À partir de 2021 (sauf 2022) : du Grand Palais éphémère sur le Champ-de-Mars[6],[7].
- En 2022 et 2024 : Paris Expo Porte de Versailles [8]

Contrairement aux autres sites, le Grand Palais présente une exposition des véhicules à l'intérieur d'un bâtiment. Grâce au Tour Auto Lissac 2007, le Grand Palais a reçu pour la première fois depuis 1961 une exposition de voitures.
Le départ du Grand Palais est symbolique car la course ne peut réellement débuter dans la circulation dense de la capitale. Tous les équipages partent alors tôt le mardi matin pour rejoindre le point de départ officiel de la course, qui peut varier selon l'itinéraire du Tour, tel le Château de Courances dans l'Essonne qui est régulièrement retenu.

### Arrivée
Si le départ se fait toujours de la capitale, l'arrivée varie en fonction de l'itinéraire choisi par l'organisation, avec une large dominance pour la ville de Biarritz, ou pour la côte méditerranéenne avec Cannes, Nice, Beaulieu-sur-Mer et Saint-Tropez.
| Ville d'arrivée    | Département           | Édition                                      |
| ------------------ | --------------------- | -------------------------------------------- |
| Biarritz           | Pyrénées-Atlantiques  | 1995-1997-2000-2002-2005-2011-2015-2017-2024 |
| Cannes             | Alpes-Maritimes       | 1999-2001-2003-2006-2016-2023                |
| Nice               | Alpes-Maritimes       | 1992-1993-1994-1996-2012-2018-2021           |
| La Rochelle        | Charente-Maritime     | 1998-2013                                    |
| Marseille          | Bouches-du-Rhône      | 2008-2014-2020                               |
| Beaulieu-sur-Mer   | Alpes-Maritimes       | 2010                                         |
| Deauville          | Calvados              | 2009-2019                                    |
| Évian-les-Bains    | Haute-Savoie          | 2007                                         |
| Saint-Tropez       | Var                   | 2004                                         |
| Andorre-la-Vieille | Principauté d’Andorre | 2022                                         |

### Circuits

Circuit de Linas-Montlhéry

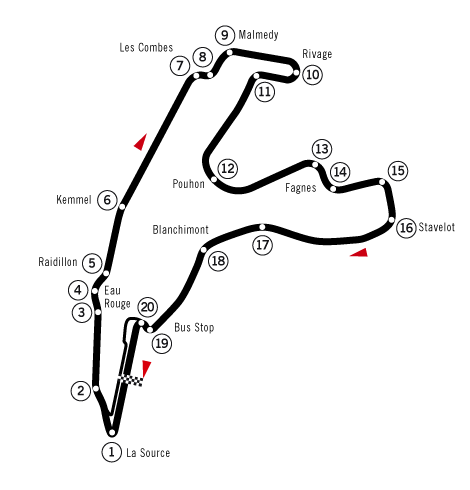
Circuit de Spa-Francorchamps

Le Tour Auto Optic 2000 fait escale sur les circuits automobiles de l’Hexagone pour effectuer les épreuves chronométrées du rallye. En 2009, il a dérogé à la règle en emmenant les équipages pour une virée hors des frontières françaises et s’est rendu en Belgique sur le circuit de Spa-Francorchamps et en Allemagne sur le circuit du Nürburgring. Le Circuit de Charade a reçu le rallye à douze reprises, grâce notamment à sa proximité avec la capitale, ville hôte du départ.
| Circuits ayant reçu le Tour Auto depuis 1992 | Circuits ayant reçu le Tour Auto depuis 1992 | Circuits ayant reçu le Tour Auto depuis 1992 | Circuits ayant reçu le Tour Auto depuis 1992                               |
| Pays                                         | Circuit                                      | Région                                       | Édition                                                                    |
| -------------------------------------------- | -------------------------------------------- | -------------------------------------------- | -------------------------------------------------------------------------- |
| Allemagne                                    | Nordschleife                                 | Rhénanie-Palatinat                           | 1999                                                                       |
| Belgique                                     | Spa-Francorchamps                            | Wallonie                                     | 1999-2009                                                                  |
| France                                       | Albi                                         | Occitanie                                    | 1993-1995-1997-2000-2001-2004-2007-2013-2015-2017-2020                     |
| France                                       | Anneau du Rhin                               | Alsace                                       | 2014                                                                       |
| France                                       | Bresse                                       | Bourgogne-Franche-Comté                      | 1994-2009-2010-2012-2014-2016-2018-2021-2023                               |
| France                                       | Bugatti (Le Mans)                            | Pays de la Loire                             | 1993-1996-2001-2004-2007-2011-2013-2017-2019-2022-2024                     |
| France                                       | Charade                                      | Auvergne-Rhône-Alpes                         | 1996-1998-1999-2002-2003-2005-2006-2007-2008-2010-2012-2015-2019-2020-2023 |
| France                                       | Chenevières                                  | Lorraine                                     | 2009                                                                       |
| France                                       | Dijon-Prenois                                | Bourgogne-Franche-Comté                      | 1994-1998-2000-2003-2006-2008-2009-2012-2014-2016-2018-2019-2021-2023      |
| France                                       | Lédenon                                      | Occitanie                                    | 2002-2003-2004-2006-2016-2018-2020-2021                                    |
| France                                       | Magny-Cours                                  | Bourgogne-Franche-Comté                      | 1992-1999-2000-2002-2005-2006-2008-2010-2013-2015-2019-2020                |
| France                                       | Mas du Clos                                  | Nouvelle-Aquitaine                           | 1992-1995-1996-1998                                                        |
| France                                       | Montlhéry                                    | Île-de-France                                | 1993-1994-1995-1996-1997-1998-2020                                         |
| France                                       | Nogaro                                       | Occitanie                                    | 1995-1997-2000-2002-2004-2005-2011-2022-2024                               |
| France                                       | Pau-Arnos                                    | Nouvelle-Aquitaine                           | 2005-2011-2015-2017-2024                                                   |
| France                                       | Paul-Ricard (Le Castellet)                   | Provence-Alpes-Côte d'Azur                   | 1992-1994-1999-2008-2010-2012-2014-2016-2018-2021-2023                     |
| France                                       | Pôle Mécanique Alès-Cévennes                 | Languedoc-Roussillon                         | 2012                                                                       |
| France                                       | Val de Vienne (Le Vigeant)                   | Nouvelle-Aquitaine                           | 1993-1997-2001-2004-2007-2011-2013-2017-2022-2024                          |

## Animations

### MiniTour
Lancé en 2011 lors de la 20e édition du Tour Auto, le MiniTour reçoit les enfants de 6 à 13 ans (entre 1,25 m et 1,60 m) sur un circuit fermé et leur permet de découvrir l’apprentissage de la conduite à bord de mini véhicules grâce aux conseils d'animateurs, et aux parents pendant ce temps d'admirer les voitures du Tour Auto Optic 2000 lors des étapes. Depuis 2015, le MiniTour est présent à Paris, le week-end avant le départ, où la piste est installée dans le Jardin des Tuileries.

### Prévention
À partir de 2004, l'opticien Lissac, qui est le sponsor du rallye, lance une opération avec la marque de lunettes Serengeti, dénommée « Mieux voir, conduire plus sûr ».
En 2009, Optic 2000 devient le sponsor principal de la compétition. Tout au long du rallye, l'opticien profite de sa présence sur les routes de France, pour développer une campagne de prévention visuelle pour les pilotes et spectateurs.

## Partenaires

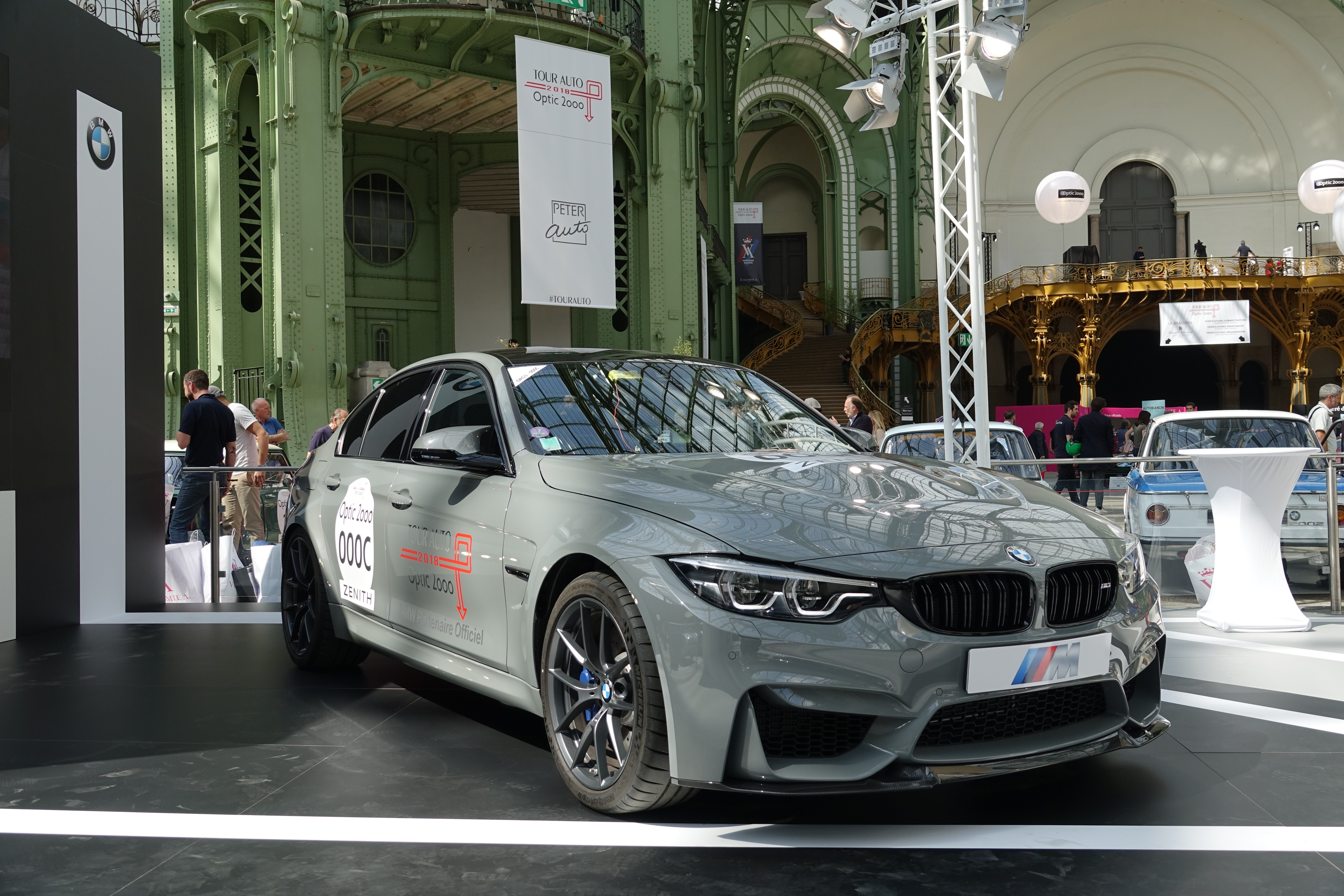
BMW partenaire du Tour Auto au Grand Palais.

Depuis ses débuts en 1992, l'événement automobile du Tour Auto reçoit l'appui de nombreux partenaires, tels :
- Optic 2000 (jusqu'en 2021)
  - Sponsor principal de l'épreuve
- BMW
  - En 2016, BMW a fourni 80 véhicules pour l'assistance, et 5 BMW M[15].
- Zenith (jusqu'en 2018)
  - Chronométreur officiel. Zenith propose un chronographe "Chronomaster El Primero Open Tour Auto Edition"[16]
- Rebellion Timepieces SA (à partir de 2019)
  - Chronométreur officiel. Rebellion Timepieces a conçu deux nouvelles versions de ses montres Wraith et Revolt (50 pièces chacune) pour célébrer ce partenariat.
- Vicomte A
  - Habilleur officiel de l’événement, remplace Alain Figaret[réf. souhaitée]
- Motul
- Le Point
- Bosch Car Service

## Palmarès

### Compétition

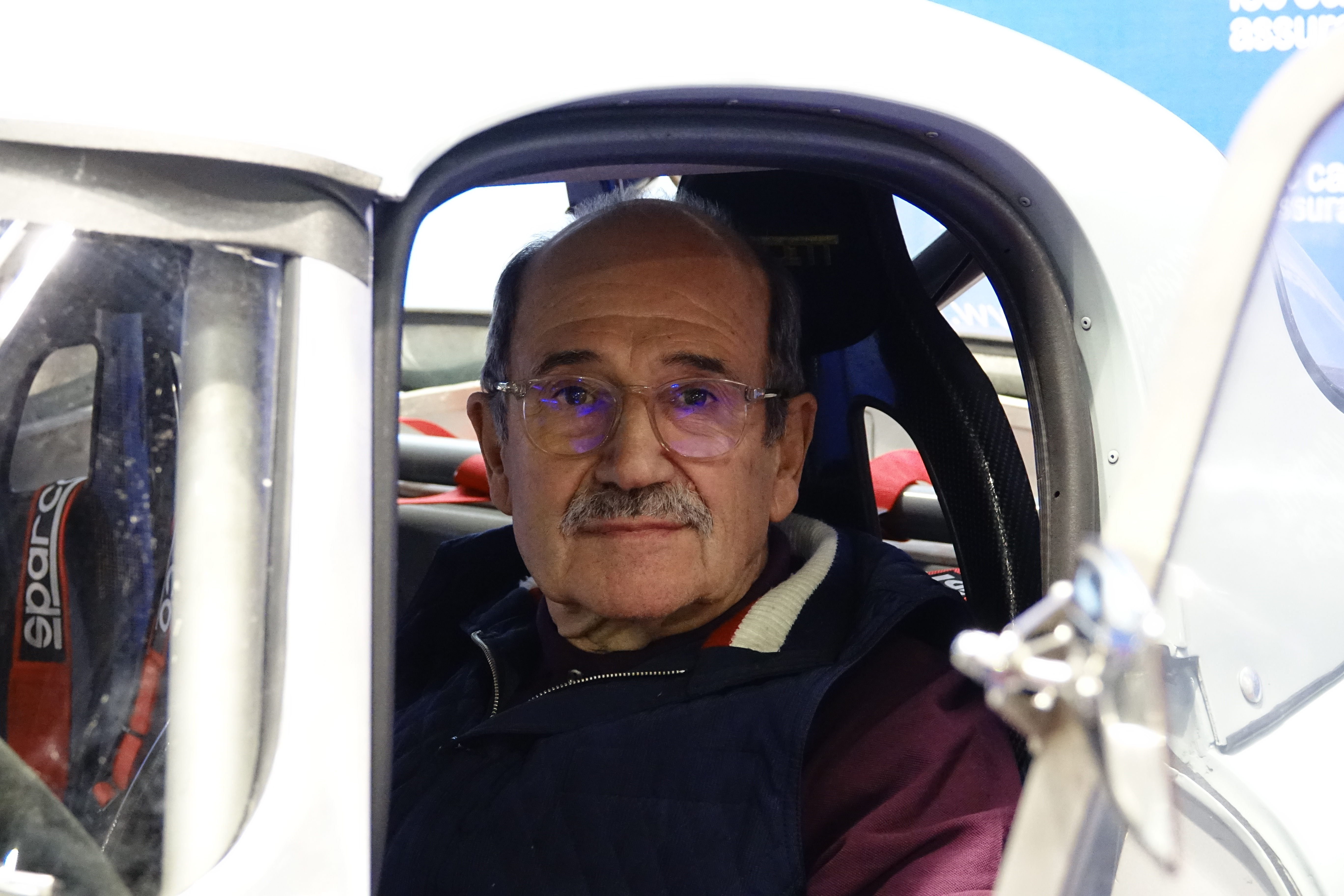
Jean-Pierre Lajournade (2020), triple vainqueur du Tour Auto.

| Édition                              | Pilote                 | Copilote               | Voiture                                |
| ------------------------------------ | ---------------------- | ---------------------- | -------------------------------------- |
| Tour de France Automobile Historique |                        |                        |                                        |
| 1992                                 | Georges Sevin          | Alain Baratta          | Porsche 911 2 litres                   |
| 1993                                 | Nico Koel              | Hans Hügenholtz        | Ferrari 365 GTB/4 Daytona Competizione |
| 1994                                 | John Lewis             | Bobby Bell             | Ford GT40                              |
| 1995                                 | Jürgen Barth           |                        | Porsche 911 Carrera RSR 2,8 litres     |
| 1996                                 | David McErlain         | Andrew Merifield       | Ford GT40                              |
| 1997                                 | Henri Pescarolo        | Johnny Rives           | AC Cobra                               |
| Tour Auto                            |                        |                        |                                        |
| 1998                                 | Walter Röhrl           | Christian Geistdörfer  | Porsche 356                            |
| 1999                                 | Hans Hügenholtz        | Laurence Hügenholtz    | Ford Mustang Shelby GT 350             |
| 2000                                 | Hans Hügenholtz        | Laurence Hügenholtz    | Ford GT40                              |
| 2001                                 | Hans Hügenholtz        | Hartmut Ibing          | Ford GT40                              |
| 2002                                 | Christopher Chiles     | David Mountford        | Ford GT40                              |
| 2003                                 | Christopher Chiles     | David Mountford        | Ford GT40                              |
| Tour Auto Lissac                     |                        |                        |                                        |
| 2004                                 | Hans Hügenholtz        | Laurence Hügenholtz    | Lotus Elan                             |
| 2005                                 | John Sheldon           | Lesley Stevens         | Lotus Elan                             |
| 2006                                 | Hans Hügenholtz        | Laurence Hügenholtz    | Lotus Elan                             |
| 2007                                 | Hans Hügenholtz        | Laurence Hügenholtz    | Lotus Elan                             |
| 2008                                 | Ludovic Caron          | Didier David           | AC Cobra                               |
| Tour Auto Optic 2000                 |                        |                        |                                        |
| 2009                                 | Shaun Lynn             | Kevin Kivlochan        | Ford GT40                              |
| 2010                                 | Jean-Pierre Lajournade | Denis Baron            | Lotus Elan                             |
| 2011                                 | Ludovic Caron          | Didier David           | AC Cobra                               |
| 2012                                 | Shaun Lynn             | Kevin Kivlochan        | AC Cobra                               |
| 2013                                 | Carlos Monteverde      | Gary Pearson           | AC Cobra                               |
| 2014                                 | Shaun Lynn             | Kevin Kivlochan        | AC Cobra                               |
| 2015                                 | Jean-Pierre Lajournade | Christophe Bouchet     | Jaguar Type E 3.8 cabriolet hard-top   |
| 2016                                 | Jean-Pierre Lajournade | Christophe Bouchet     | Jaguar Type E 3.8 cabriolet hard-top   |
| 2017                                 | Andrew Smith           | James Cottingham       | Ford GT40                              |
| 2018                                 | Raphaël Favaro         | Yves Badan             | Lotus Elan 26R                         |
| 2019                                 | Raphaël Favaro         | Yves Badan             | Lotus Elan 26R                         |
| 2020                                 | Raphaël Favaro         | Lucien-Charles Nicolet | Jaguar Type E 3.8 L                    |
| 2021                                 | Christophe Van Riet    | Éric Werner            | AC Cobra                               |
| 2022                                 | Thierry Boutsen        | Hervé Ordioni          | Shelby Cobra 289                       |
| 2023                                 | Sébastien Berchon      | Sébastien Bordier      | Jaguar Type E 3.8 L                    |
| 2024                                 | Emmanuel Brigand       | Yann Albert            | Jaguar Type E 3.8 L                    |

### Régularité
| Édition                              | Pilote                 | Copilote           | Voiture                      |
| ------------------------------------ | ---------------------- | ------------------ | ---------------------------- |
| Tour de France Automobile Historique |                        |                    |                              |
| 1992                                 | Peter Binns            | Pascal Collard     | Ford Cortina                 |
| 1993                                 | Damien Köhler          | Maltzan            | Austin-Healey 100/4          |
| 1994                                 | Yves Saguato           | Christophe Saguato | Lancia Stratos               |
| 1995                                 | Robinet                | Chalseche          | NSU 1000 TTS                 |
| 1996                                 | Richard Weiland        | Georges Walter     | Mercedes-Benz 300 SL         |
| 1997                                 | Jean-Claude Thiriet    | Yves Meffray       | Triumph TR3 A                |
| Tour Auto                            |                        |                    |                              |
| 1998                                 | Alexander Berstein     | Eike Klages        | Jaguar XK120                 |
| 1999                                 | Peter Lindner          | Lindner            | Porsche 904 GTS              |
| 2000                                 | Peter Krieglsteiner    | Berger             | Porsche 356 A                |
| 2001                                 | Martin Sucari          | José Luis Celada   | Ferrari 365 GTB/4            |
| 2002                                 | Martin Sucari          | José Luis Celada   | Ferrari 365 GTB/4            |
| 2003                                 | Martin Sucari          | José Luis Celada   | Ferrari 365 GTB/4            |
| Tour Auto Lissac                     |                        |                    |                              |
| 2004                                 | Martin Sucari          | Maximo Baccanelli  | Ferrari 250 GT Lusso         |
| 2005                                 | Alexandre de Lesseps   | Hansueli Brand     | Aston Martin DB4 GT          |
| 2006                                 | Robert Linwood         | Ann Linwood        | Alfa Romeo Giulia            |
| 2007                                 | Robert Linwood         | Ann Linwood        | Citroën SM                   |
| 2008                                 | Robert Linwood         | Ann Linwood        | Porsche 911 Carrera RS 2,7 ℓ |
| Tour Auto Optic 2000                 |                        |                    |                              |
| 2009                                 | James Willis           | Fiona Willis       | MG A                         |
| 2010                                 | Carlos De Miguel       | Secundino Suarez   | Ferrari 275 GTB              |
| 2011                                 | John Ruston            | Jeremy Haylock     | Porsche 356 Speedster        |
| 2012                                 | Jean-François Nicoules | Patrice Gauthier   | Ford Mustang                 |
| 2013                                 | Jean-Francois Nicoules | Francois Nicoules  | Ford Mustang                 |
| 2014                                 | Georges-Henri Meylan   | Julien Tervinou    | Alpine A110 1600 S           |
| 2015                                 | Jean-Francois Nicoules | Francois Nicoules  | Alpine A110 1600 S           |
| 2016                                 | Martin H. Sucari       | Francisco Sucari   | Ferrari 250 GT Berlinetta    |
| 2017                                 | Tomas Hinrichsen       | Solange Mayo       | Maserati 200 SI              |
| 2018                                 | Jean Rigondet          | Olivier Souillard  | CG 1200 S                    |
| 2019                                 | Éric Hamoniau          | Edouard Lotthe     | Ferrari 250 GT Lusso         |
| 2020                                 | Jean-François Nicoules | François Nicoules  | Ford Mustang 289             |
| 2021                                 | Jean-François Nicoules | François Nicoules  | Mercedes-Benz 300 SL         |
| 2022                                 | Jean-Jacques Martens   | Aswin Pyck         | Volvo PV444                  |
| 2023                                 | Eric Hamoniau          | Jerôme Dupard      | Ferrari 250 GT Lusso         |
| 2024                                 | Marc Jay               | Étienne Bruet      | MG A 1500                    |

## Les éditions du Tour Automobile
Le Tour Auto, sous ses différentes appellations que sont Tour de France Automobile Historique (1992-1997), Tour Auto (1998-2003), Tour Auto Lissac (2004-2008) et Tour Auto Optic 2000 (2009-), se déroule chaque année et commence à Paris.

### 1reédition (1992)
Du 22 au 26 avril, 128 voitures historiques s'élancent pour le premier « Tour de France Automobile Historique » et traversent la France en partant de Paris, pour se rendre à Orléans, Vichy, Nîmes, Cannes et finir à Nice, et en passant par les circuits de Nevers Magny-Cours, du Mas du Clos et Paul Ricard.
Cette première édition est remportée par Georges Sevin et Alain Baratta avec leur Porsche 911 2 litres de 1965.

### 2eédition (1993)
La seconde édition (21 au 24 avril) emmènent les équipages au Mans, puis Cognac et Albi pour une arrivée à Nice avec des épreuves sportives sur les circuits de Montlhéry, Le Mans, Val de Vienne et Albi. Cinq Ferrari 250 GTO (Gran Turismo Omologato) sont au départ de la course.
La première marche du podium reçoit le pilote Nico Koel et son copilote Hans Hügenholtz pour leur première victoire sur le rallye, à bord de leur Ferrari 365 GTB/4 Daytona Competizione.

### 3eédition (1994)
Le nombre de participants continue de progresser avec 170 concurrents internationaux qui s'élancent de Paris avec 35 Ferrari, du 13 au 16 avril 1994, vers Dijon, Aix-les-Bains, Avignon, Mont-Ventoux, pour un final à Nice, quasiment sous la pluie tout le long du parcours.
C'est John Lewis et Bobby Bell qui remportent l'épreuve au volant de leur Ford GT40.

### 4eédition (1995)
L'édition 1995 se termine pour la première fois à Biarritz, dans les Pyrénées-Atlantiques avec la victoire de Jürgen Barth. Elle se déroule du 26 au 29 avril et rejoint les villes de Tours, Clermont-Ferrand et Albi en passant par Laguiole, Rodez et les circuits de Monthléry, Mas du Clos, Albi et pour la première fois Nogaro.

### 5eédition (1996)
1996 est certainement l'édition la plus difficile dans la mémoire des pilotes[réf. nécessaire]. Elle se termine à Nice avec la victoire de l'équipage de la Ford GT40 no 26 de David Mc Erlain et Andrew Merifield. 180 équipages étaient inscrits à cette 5e édition (du 24 au 27 avril) qui s'est rendue au Mans, Vichy et Avignon.

### 6eédition (1997)

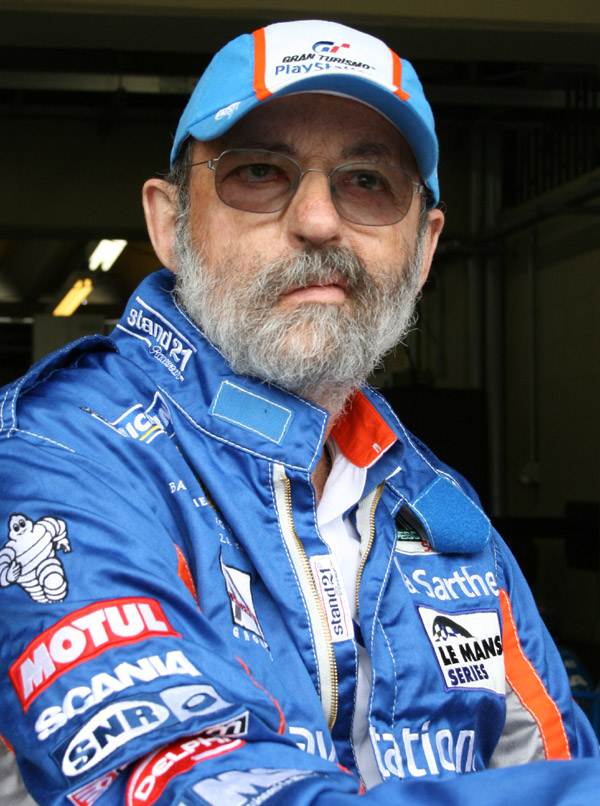
Henri Pescarolo

C'est parmi les 205 participants arrivés à Biarritz qu'Henri Pescarolo fête sa première victoire au Tour Auto, avec sa Shelby AC Cobra préparée par l’atelier ATS au Mans, aux couleurs de la « Fondation Carroll Shelby », après les quatre villes étapes inédites que sont Poitiers (au Futuroscope), Limoges, Bordeaux et Carcassonne, entre le 23 et 26 avril.

### 7eédition (1998)
Cette année est une édition particulière dans l'histoire de la compétition[Interprétation personnelle ?]. L'organisateur du Tour de France, épreuve cycliste, impose l'abandon de l'appellation « Tour de France Automobile ». Le rallye est alors rebaptisé Tour Auto.
L'arrivée se fait à La Rochelle le 18 avril 1998, en passant par Dijon, Annecy et Vichy. Ce sont les circuits de Montlhéry, Dijon, Charade et pour la dernière fois Le Mas du Clos qui reçoivent les épreuves chronométrées.

### 8eédition (1999)

Circuit de Nordschleife

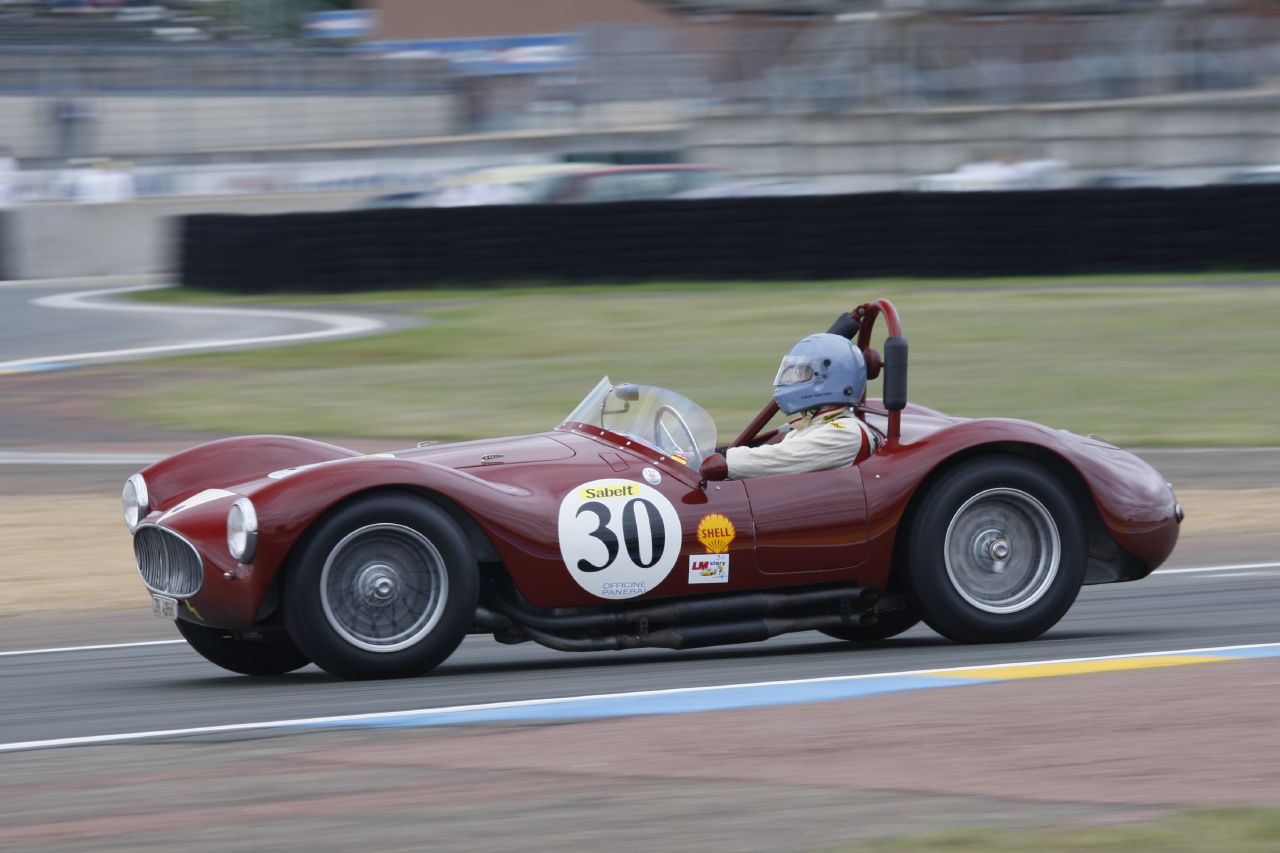
Maserati A6G CS

Du 20 au 24 avril, le Tour Auto fête le centenaire (1899-1999) du Tour de France automobile et quitte pour la première fois la France avec un passage sur les circuits de Spa en Belgique, et du Nordschleife (ex Nürburgring) en Allemagne
Circulent ainsi sur la route, et dans les villes étapes de Spa, Mulhouse, Vichy, Avignon et à l'arrivée à Cannes, une Maserati A6G CS, une collection de Ferrari 250 GT Coupé Boano, SWB Berlinetta, TDF, des Ferrari 365GTB/4 Daytona, une Dodge Viper et même une Porsche 911 GT1[pertinence contestée].
Hans Hügenholtz monte sur le podium à Cannes, toujours accompagné de sa femme Laurence[pourquoi ?][réf. souhaitée].

### 9eédition (2000)
Le Tour Auto de l'an 2000 se termine une nouvelle fois à Biarritz, après s'être rendu à Dijon, Vichy, Nîmes et Toulouse du 11 au 15 avril. Le Tour Auto reçoit Jean Rédélé à bord d'une Alpine berlinette 1800 cm3 Groupe IV de 1973.

### 10eédition (2001)
Le parcours du rallye (du 10 au 14 avril), qui passe par Le Mans, Bordeaux, Carcassonne, Aix-en-Provence et Cannes, est constitué de dix épreuves spéciales sur route et de trois courses sur circuits (Bugatti, Val de Vienne et Albi).
C'est Hans Hügenholtz qui remporte la 10e édition du Tour Auto by Peter Auto, avec Hartmut Ibing comme copilote.

### 11eédition (2002)
Se déroulant du 16 au 20 avril, le 11e rallye est remporté par l'équipage composé de Christopher Chiles et David Mountford sur Ford GT 40 (no 56), avec une arrivée au Pays basque à Biarritz sur la place Sainte-Eugénie, précédée d'un passage (étape) à Vichy, Avignon, et pour la première fois en Andorre puis Toulouse. Cette édition comprend sept spéciales sur route dont le col d'Ordino (Andorre), le col du Chioula (Ariège), Molandier (Aude) et Arzacq (Pyrénées- Atlantiques).
Des modèles rares accompagnent les équipages telles une Delahaye 148 carrossée par Antem, une Honda N 600, une Auto Union 1000 (1960), une Maserati A6 GCS, une Lancia Stratos, une Lamborghini Miura SV et une Frazer Nash. Cette année, le pilote Jacques Laffitte participe pour la première fois à l'événement, où à Magny-cours, il a violemment percuté le mur de pneus avec son AC Cobra Daytona.

### 12eédition (2003)
Comme l'année précédente, c'est l'équipage Chiles/Mountford qui remporte l'édition 2013 (8 au 12 avril) du Tour Auto, sur une Ford GT 40 dont c'est la 6e victoire depuis 1992. Les villes étapes sont Dijon, Vichy, Aix-les-Bains et Nîmes avec une arrivée sur la Croisette à Cannes, le parcours comptant neuf épreuves spéciales et trois circuits qui sont Dijon, Charade et Lédenon.

### 13eédition (2004)
À partir de cette édition 2004, le Tour Auto est nommé Tour Auto Lissac.
Autre nouveauté de la 13e édition, l'arrivée se fait sur la Côte d'Azur à Saint-Tropez.
La course, du 20 au 24 avril, est remportée une nouvelle fois par Hans Hügenholtz avec sa Lotus Elan.

### 14eédition (2005)
Après 1 643 km, les 240 concurrents se retrouveront pour la 5e fois à Biarritz après être passés, entre le 26 et le 30 avril, par Vichy, Clermont-Ferrand, Toulouse et Pau, et les circuits de Magny-Cours, Charade, Nogaro et Pau-Arnos.
Pour la première fois depuis 1992, les équipages sont partis de l'Esplanade des Invalides à Paris, avec à leur tête le dossard no 1 porté par une Citroën 2 CV de 1960, en état d'origine. Après 2 000 km de parcours, c’est l'équipage John Sheldon et Lesley Stevens qui s’impose avec leur Lotus Elan.

### 15eédition (2006)

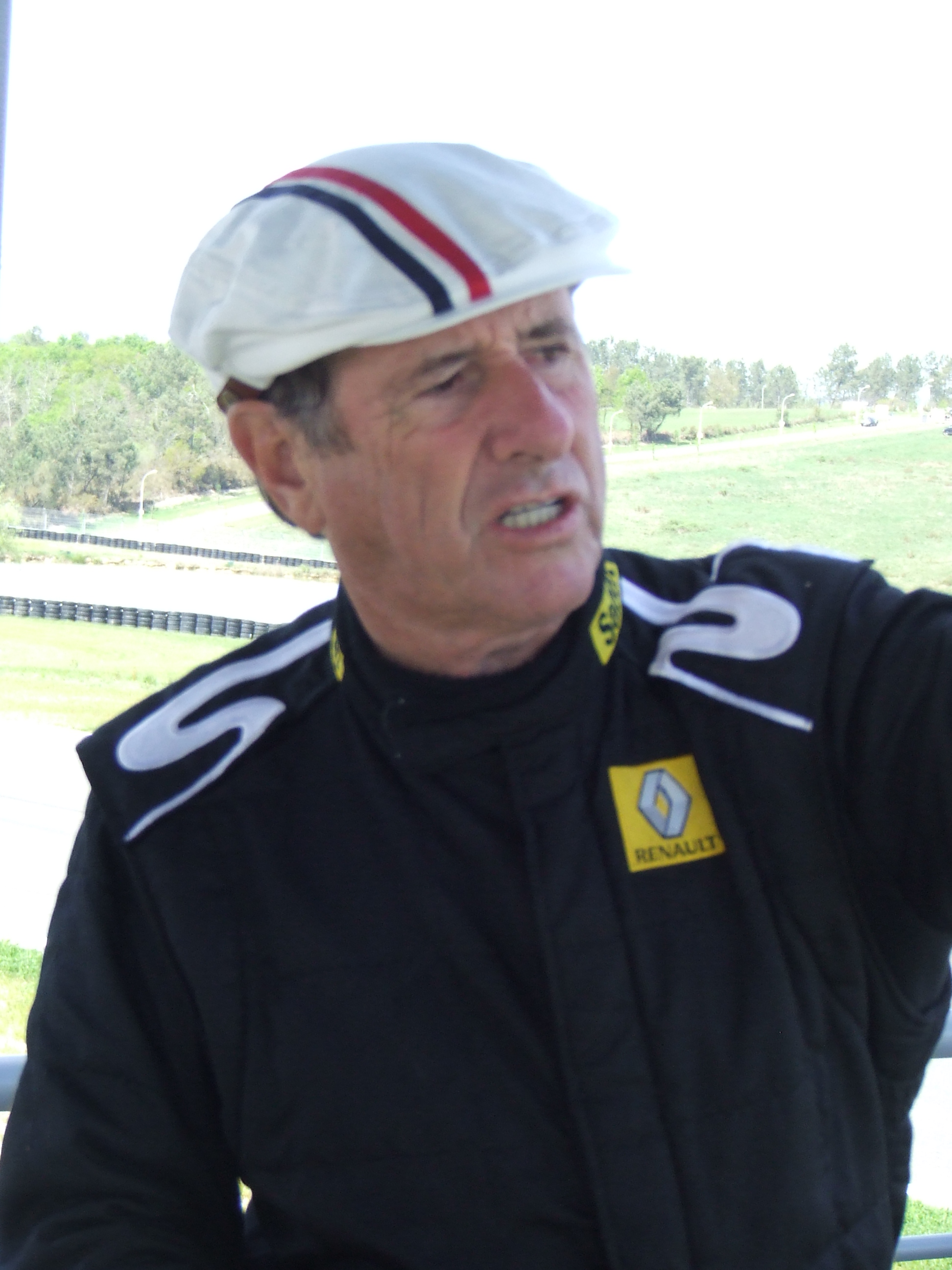
Jean Ragnotti

Cette année les 240 concurrents ont rejoint les étapes de Dijon, Beaune, Vichy, Châteauneuf-sur-Isère, Nîmes et Cannes en passant par les circuits de Magny-Cours, Dijon-Prenois, Charade et Lédenon.
Erik Comas est présent avec son écurie d'Alpine « Comas Historic Racing », accompagné de l'acteur Claude Brasseur. De nombreux pilotes professionnels sont inscrits sur cette édition tels les anciens champions de France des rallyes Bernard Consten et François Chatriot, ou le fidèle du Tour Auto Jean Ragnotti.
Hans Hügenholtz remporte sa 6e victoire à Cannes le 29 avril 2006.

### 16eédition (2007)

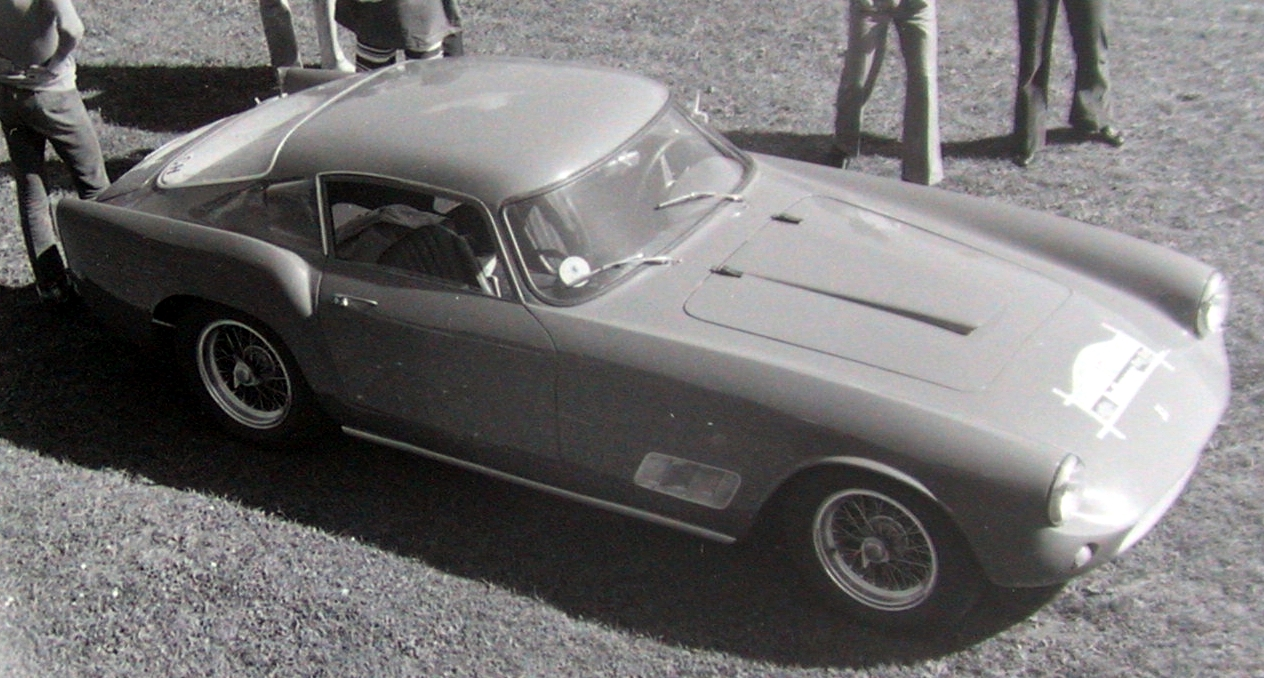
Ferrari 250 GT TDF

Le Tour Auto Lissac 2007 (du 24 au 28 avril) rend hommage aux Ferrari 250 GT Berlinetta « Tour de France », qui ont triomphé en 1957, 1958 et 1959 au Tour de France automobile en catégorie GT avec les Belges Olivier Gendebien et Lucien Bianchi.
Cette année l’itinéraire fait étape à Poitiers, Sarlat, Albi et Vichy alors que l'arrivée du Tour Auto trouve son terme à Évian.
Doublé 2006-2007 pour Hans Hügenholtz qui remporte son 7e trophée sur le Tour Auto Lissac.

### 17eédition (2008)

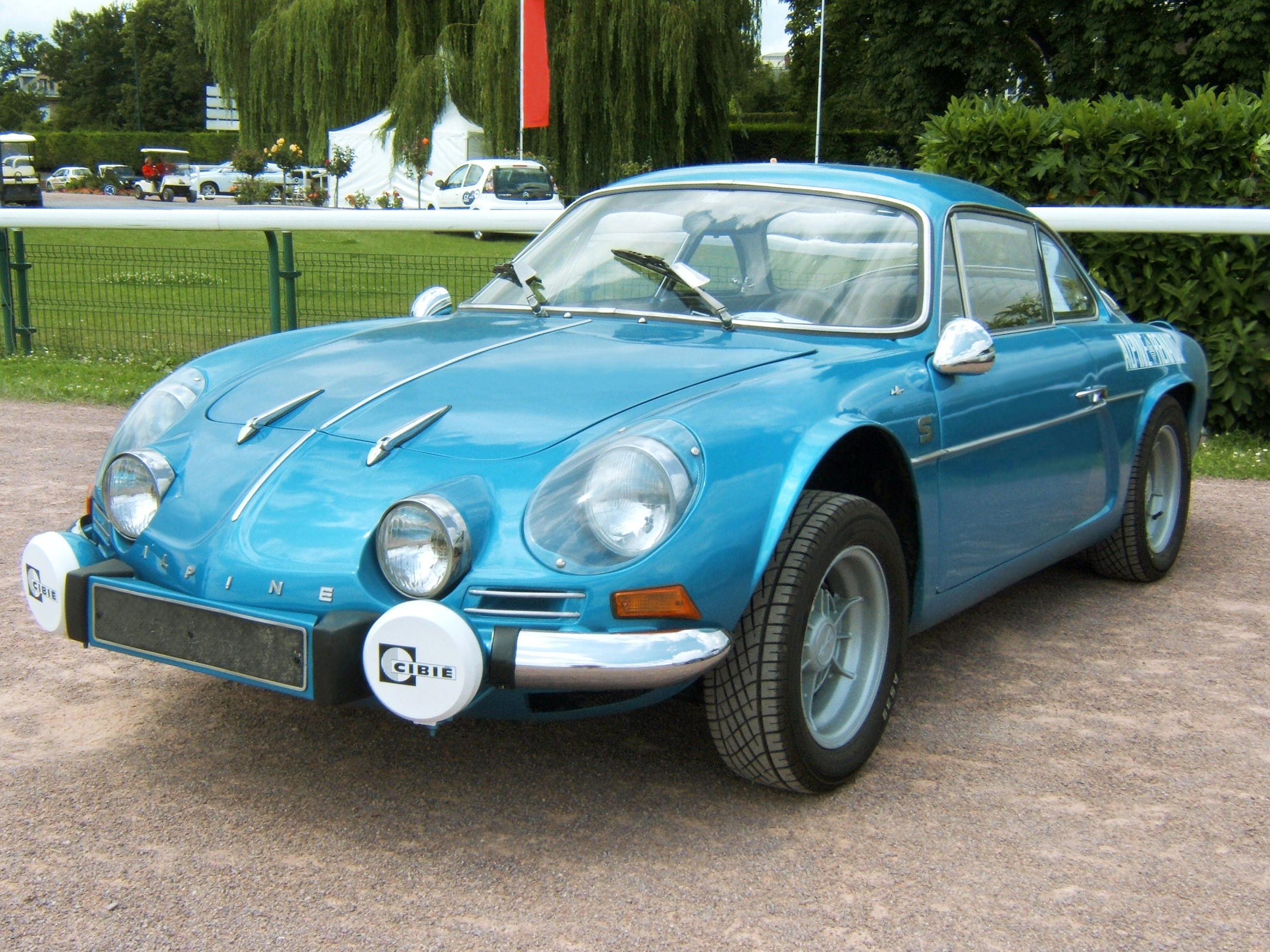
Alpine A110

L'arrivée de cette édition se fait à Marseille, après les étapes de Beaune, Vichy, Brive et Avignon. Les concurrents ont profité des circuits de Dijon-Prenois, Magny-Cours, Charade et du Castellet pour les épreuves de course.
L'édition 2008 (du 15 au 19 avril) met à l'honneur la marque automobile Osca et rend hommage à Jean Rédélé, fondateur du constructeur d'automobiles sportives françaises Alpine, décédé le 10 août 2007, qui avait participé au Tour Auto en 2000 avec son fils Jean-Charles Rédélé. Dix-huit Alpine participent à l'épreuve en hommage à leur créateur.
On retrouve trois AC Cobra aux trois premières places du classement, avec la victoire de Ludovic Caron pour le dernier Tour Auto Lissac.

### 18eédition (2009)
Pour cette édition du 21 au 25 avril 2009, c'est la Jaguar Mk1 qui a droit aux honneurs. Le tour auto s'installe dans les Jardins des Tuileries à Paris au lieu du Grand Palais. Le trajet passe par Beaune, Mulhouse, Marcq-en-Barœul, et sort des frontières avec le Luxembourg et la Belgique pour revenir en France et finir à Deauville, avec un départ de Montlhéry et une étape sur les circuits de Dijon Prénois, Bresse, Chenevières, et Spa-Francorchamps.
2009 est l'année où le Tour Auto change de nom est devient « Tour Auto Optic 2000 », et il met à l'honneur le cinquantenaire de la première victoire des Jaguar Mk1/Mk2 au Tour de France automobile.
Les pilotes Jean Ragnotti et Érik Comas étaient de la partie cette année et c'est Shaun Lynn avec une Ford GT40 qui a remporté l'édition 2009, la première sous le nom Tour Auto Optic 2000.

### 19eédition (2010)
20 au 24 avril 2010. Ferrari est à la fête avec la Ferrari 250 Berlinetta Passo Corto (châssis court), dont 17 modèles sont présents sur le Tour Auto à l'occasion du cinquantenaire de leur première victoire au Tour de France Automobile. Elles sont accompagnées de deux Ferrari 250 GTO, dix Ferrari 275 GTB4, des Porsche 356, deux Porsche 906 et une Porsche 910, des AC Cobra, deux Ligier JS2, et de trois Lancia Stratos Gr IV.
Le parcours au départ de Fontainebleau rejoint Vichy, Lyon, Megève, Aix-en-Provence pour finir à Beaulieu-sur-Mer. Avec une étape sur les circuits de Magny-Cours, de Charade, de Bresse et le Castellet, comptant 136 voitures en catégorie Régularité et 114 en Compétition.
Victoire de Jean-Pierre Lajournade avec une Lotus Elan.

### 20eédition (2011)
La 20e édition du Tour Auto met à l'honneur le carrossier Zagato, avec la présence d'Alfa Romeo Giulia TZ et de deux Aston Martin DB4 GT Zagato. Cette édition se déroule du 12 au 16 avril, où 220 voitures rejoignent Biarritz (comme en 1995, 1997, 2000, 2002 et 2005) en passant par Poitiers, Objat, Bordeaux et Pau, avec des épreuves aux circuits Bugatti, Val de Vienne, Nogaro et Pau-Arnos.
Ludovic Caron remporte le rallye avec une AC Cobra de 1963.

### 21eédition (2012)

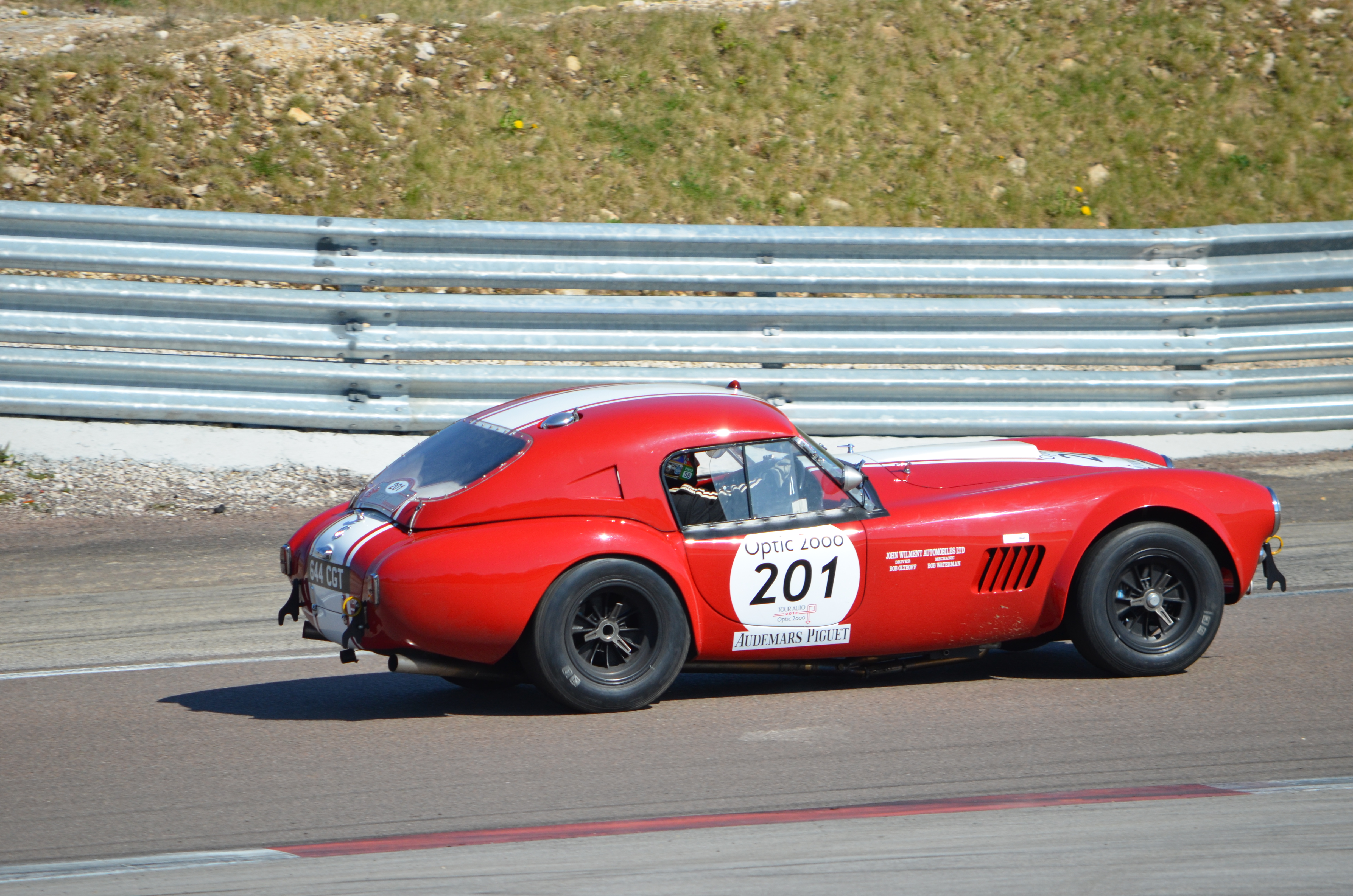
Shaun Lynn en AC Cobra

Ce sont 230 équipages qui sont inscrits du 17 au 21 avril 2012 comprenant entre autres deux Mercedes 300 SL, une Alfa Romeo 1900 SS Zagato, trois Ferrari 250 GTO , une Ferrari 250 LM et Chevrolet Corvette de 1972. Le Tour Auto Optic 2000 fera étape à Beaune, Aix-les-Bains, Clermont-Ferrand et Nîmes avant de rejoindre la Côte d'Azur à Nice.
Après trois ans d’absence, le Tour Auto Optic 2000 fait son retour au Grand Palais. Cette année BMW présente une exposition intitulée « BMW Art Car ».
Le vainqueur est Shaun Lynn au volant de l'AC Cobra (no 201).

### 22eédition (2013)
À l'occasion de l'édition 2013, BMW présente un modèle unique créé spécialement en l’honneur du Tour Auto : la BMW M6 Coupé édition Tour Auto exposée au Grand Palais.
Cette 22e édition reçoit 240 engagés du 23 au 27 avril, sur 2 187 km entre Paris, Orléans, Vichy, Albi, Limoges et La Rochelle. Des épreuves chronométrées se passe sur les circuits Bugatti du Mans, de Magny-Cours dans la Nièvre, d'Albi dans le Tarn et le Circuit du Val de Vienne dans la Vienne. De nombreuses Aston Martin sont présentes à l'occasion du Centenaire (créée en 1913 par Lionel Martin et Robert Bamford) de la marque.
Cette édition 2013 rend hommage à Ferdinand Alexander Porsche, le père de la Porsche 911, décédé le 5 avril 2012, en mettant à l'honneur les prototypes Porsche.
Troisième victoire consécutive pour l'AC Cobra  avec cette fois-ci Carlos Monteverde aux commandes, devant Jean-Pierre Lajournade (2e).

### 23eédition (2014)

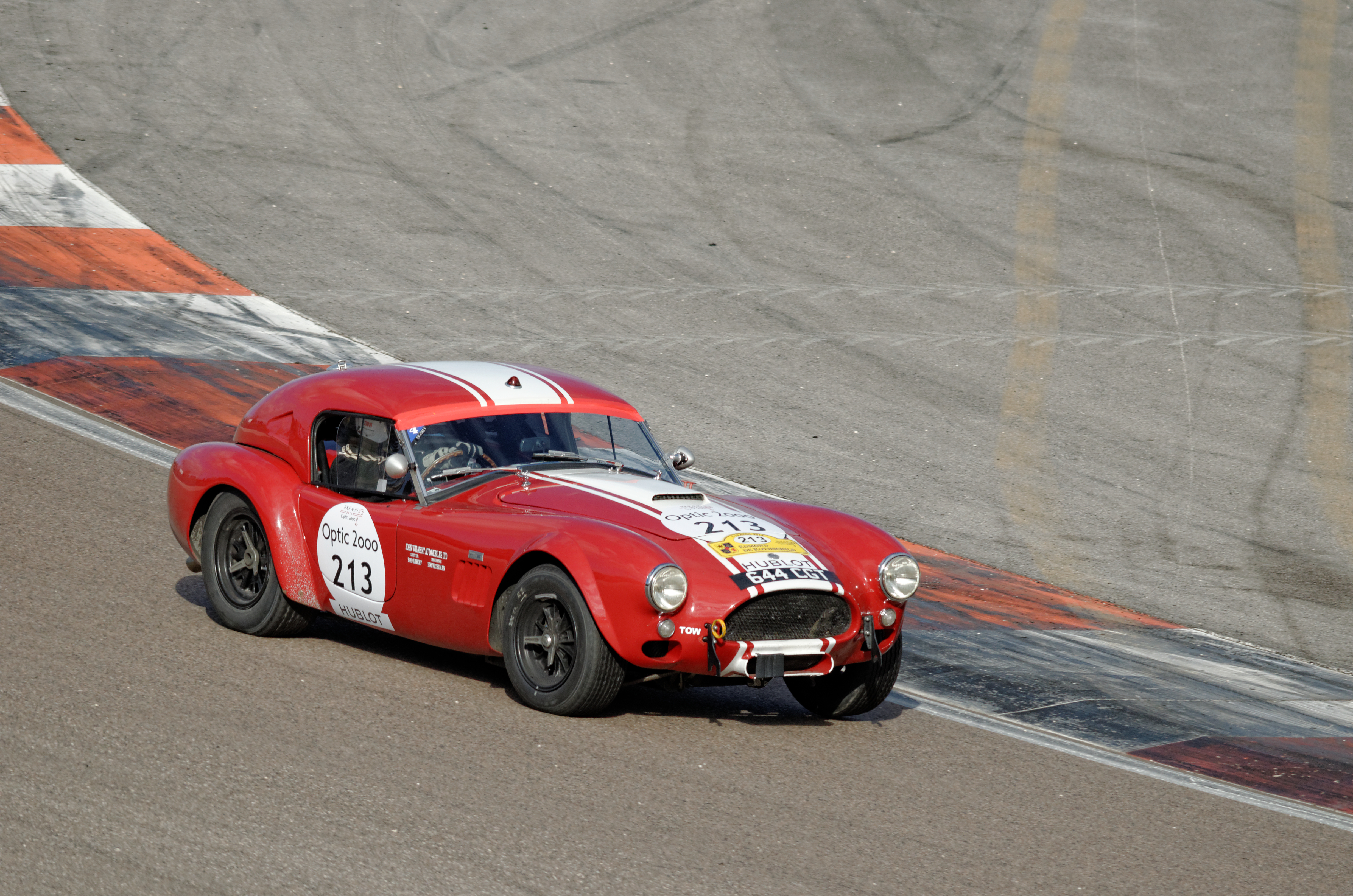
4e victoire consécutive pour une AC Cobra

Ce sont 237 équipages (104 en Régularité, 133 en Compétitions) qui partent à Marseille, du 8 au 12 avril, avec pour 1re étape Dijon puis Mulhouse, Aix-les-Bains, Valence. Cette année de nombreux pilotes sont présents pour la course pour disputer les quatre courses sur circuit (Dijon-Prenois, Anneau du Rhin, Bresse, Paul Ricard) et neuf spéciales sur routes fermées : Érik Comas, Olivier Panis, Mark Blundell, François Delecour, Juha Kankkunen et Armin Schwarz.
Ce 23e Tour Auto de Patrick Peter met à l'honneur les marques BMW et Mini.
Arrivé à Marseille, Shaun Lynn remporte une nouvelle victoire au Tour Auto Optic 2000 avec son AC Cobra (no 213), devant Jean-Pierre Lajournade encore une fois 2e avec sa Jaguar Type E Coupé.

### 24eédition (2015)
La 24e édition (21 au 25 avril) mets les barquettes (voitures de course ouvertes) à l’honneur. Cette édition 2015 du Tour Auto passe par Vichy, Clermont-Ferrand, Toulouse puis Pau avant un final en région Nouvelle-Aquitaine à Biarritz avec 225 voitures engagées. Les circuits sont Magny-Cours, Charade, Albi et Pau pour les épreuves de courses. On note la présence de nouvelles personnalités avec Simon Le Bon, le Chanteur de Duran Duran, ou Félix Baumgartner le parachutiste extrême.
C'est la 2e victoire de Jean-Pierre Lajournade et sa Jaguar Type E 3.8 cabriolet hard-top (no 201), accompagné de son copilote Christophe Bouchet, avec 31 secondes d'avance sur Ludovic Caron après 1 907 kilomètres parcourus.

### 25eédition (2016)

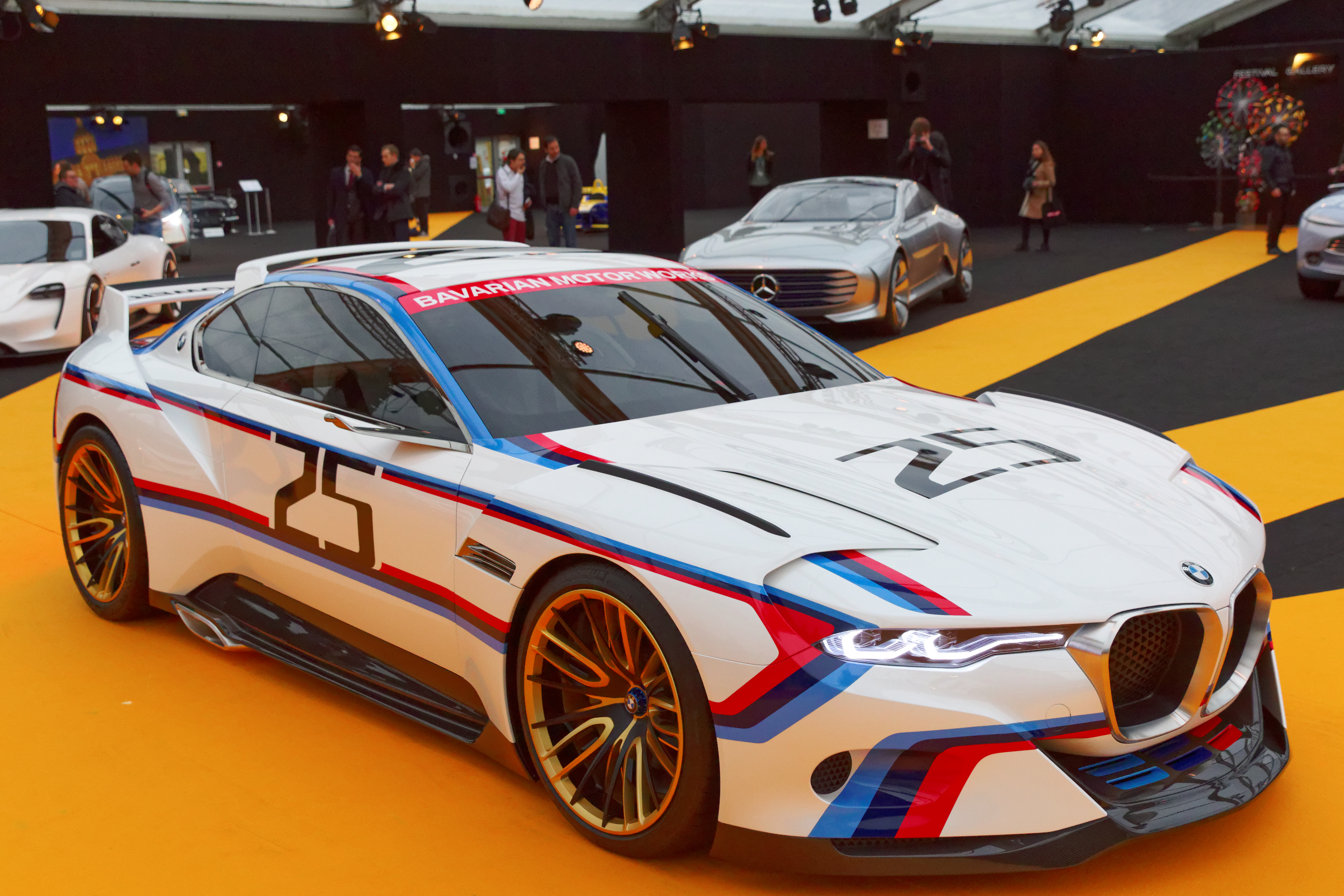
BMW 3.0 CSL Hommage R

Cette année (19 au 23 avril), 237 équipages ont concouru entre Beaune, Lyon, Valence et Marseille, avant l’arrivée sur la Croisette à Cannes après 1 997 kilomètres. Triumph TR4, Ford Mustang 1967, AC Cobra et Ford GT40 étaient présentes sur les circuits de Dijon-Prenois, Bresse, Lédenon et Paul Ricard, avec une nouveauté, une boucle nocturne à Cannes.
BMW a présenté la BMW M4 Tour Auto Edition, une berline sportive limitée à 5 exemplaires, exposée aux côtés du concept BMW 3.0 CSL Hommage R.
C'est la 3e victoire et seconde consécutive de Jean-Pierre Lajournade, encore une fois juste devant Ludovic Caron et sa Cobra 289.

Tour Auto 2016 - Circuit de Dijon-Prenois
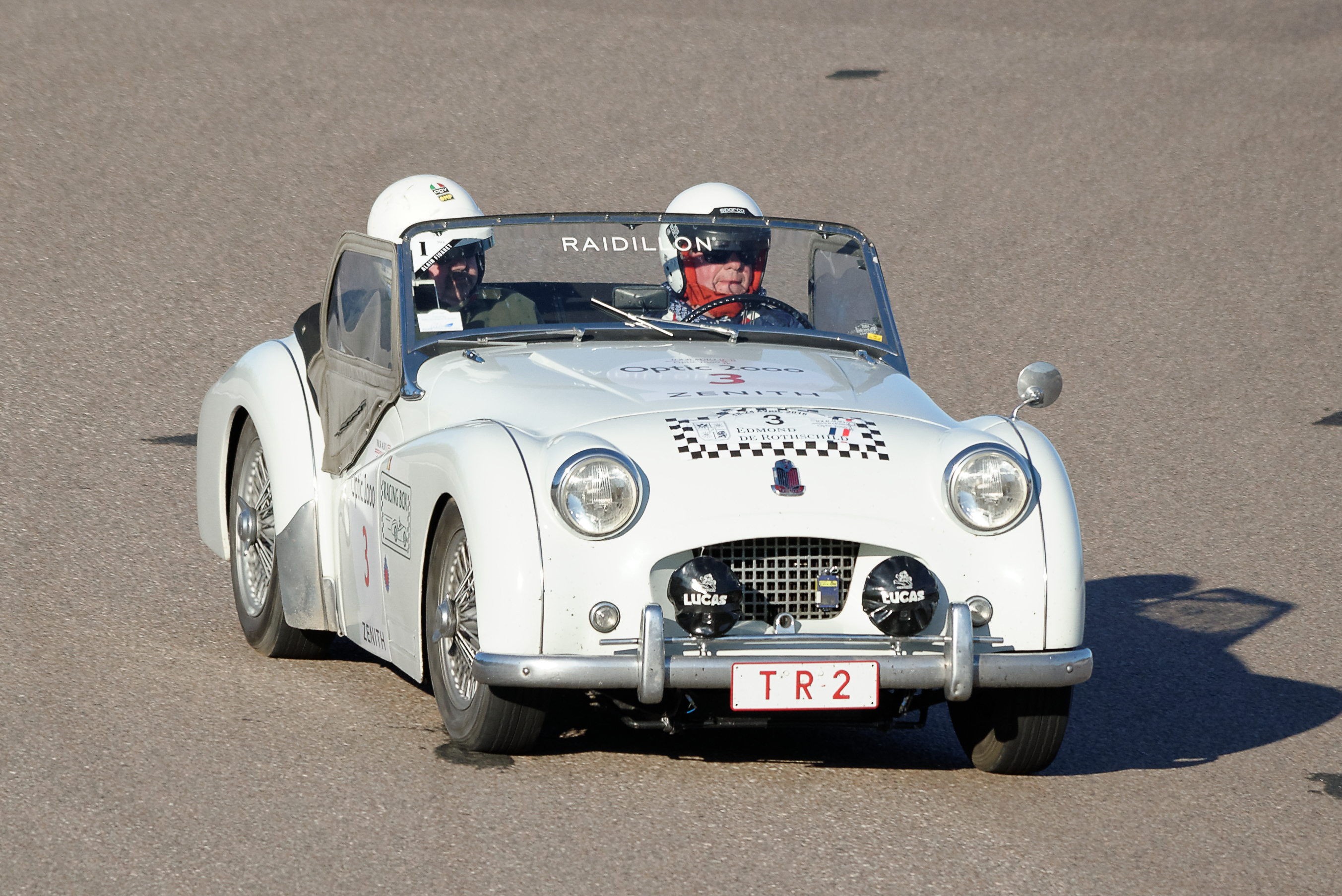
Triumph TR2
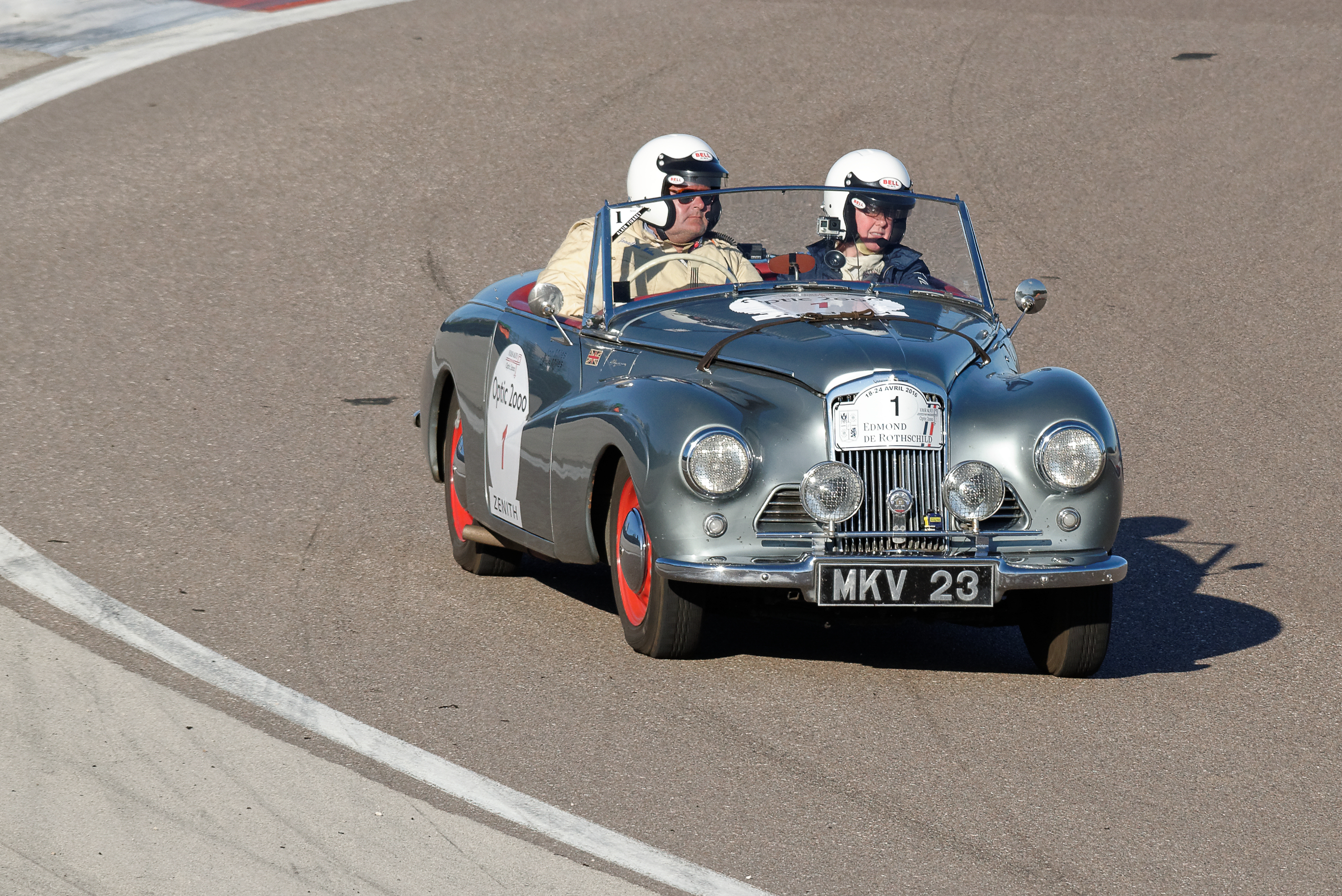
Sunbeam Alpine
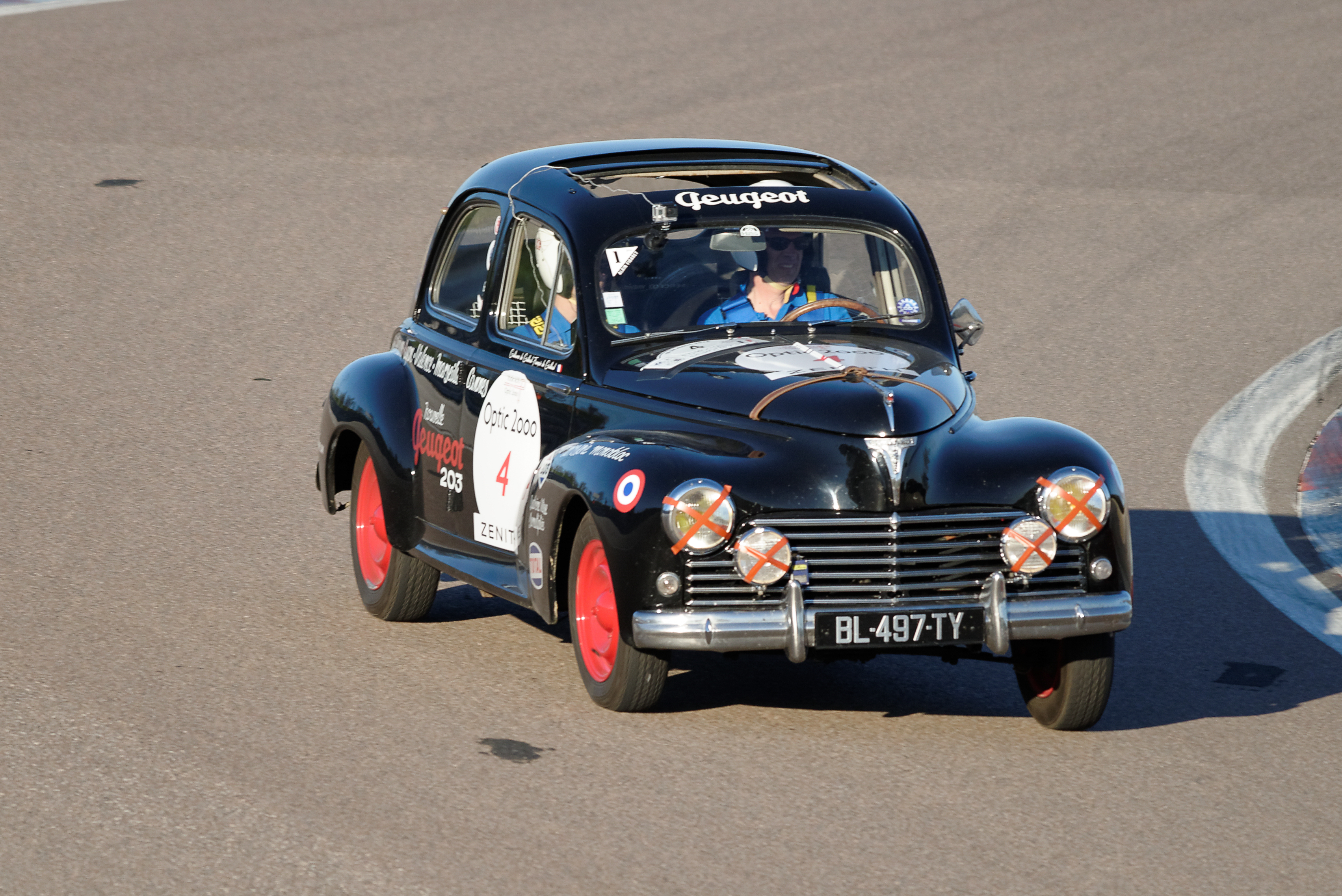
Peugeot 203
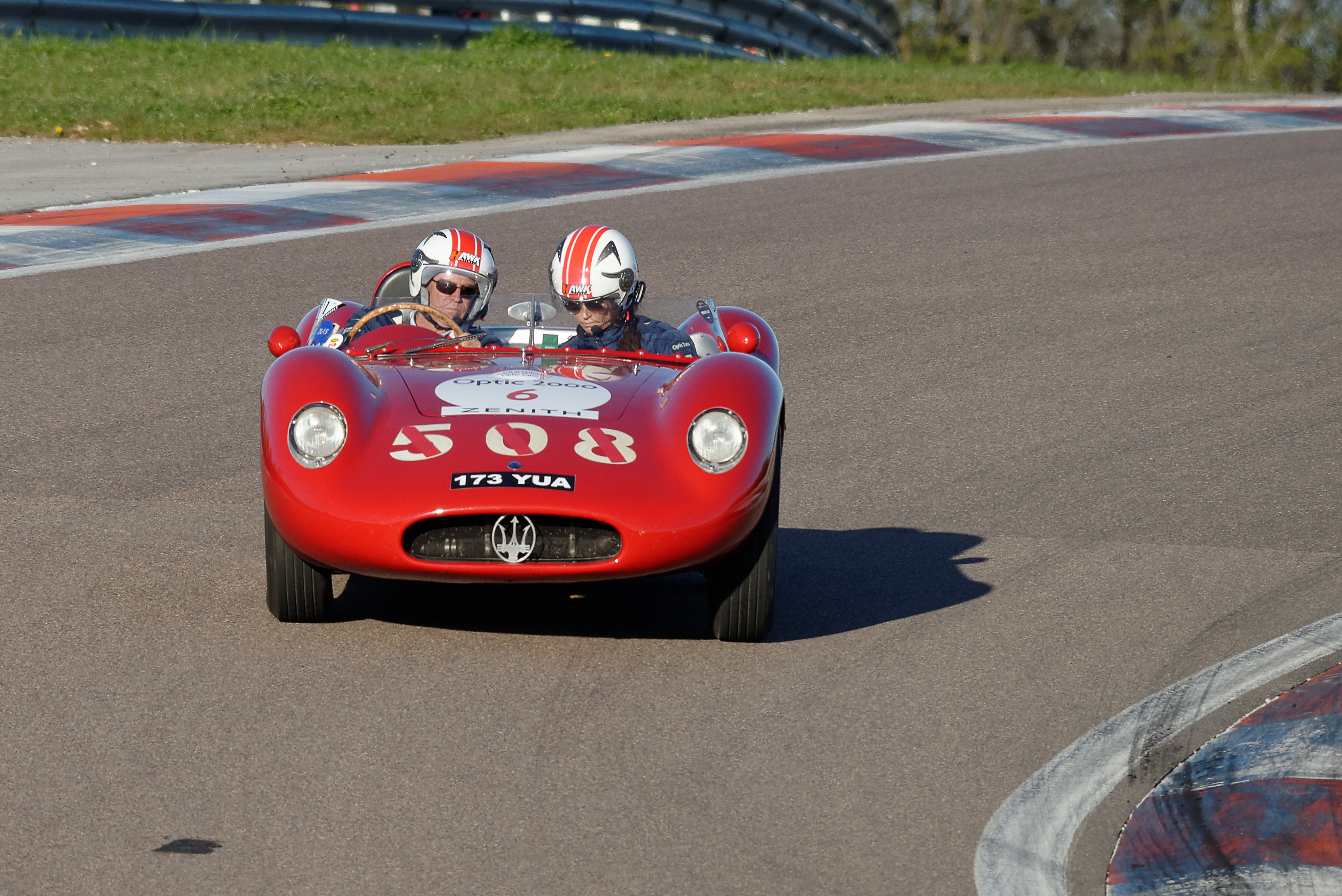
Maserati 200SI
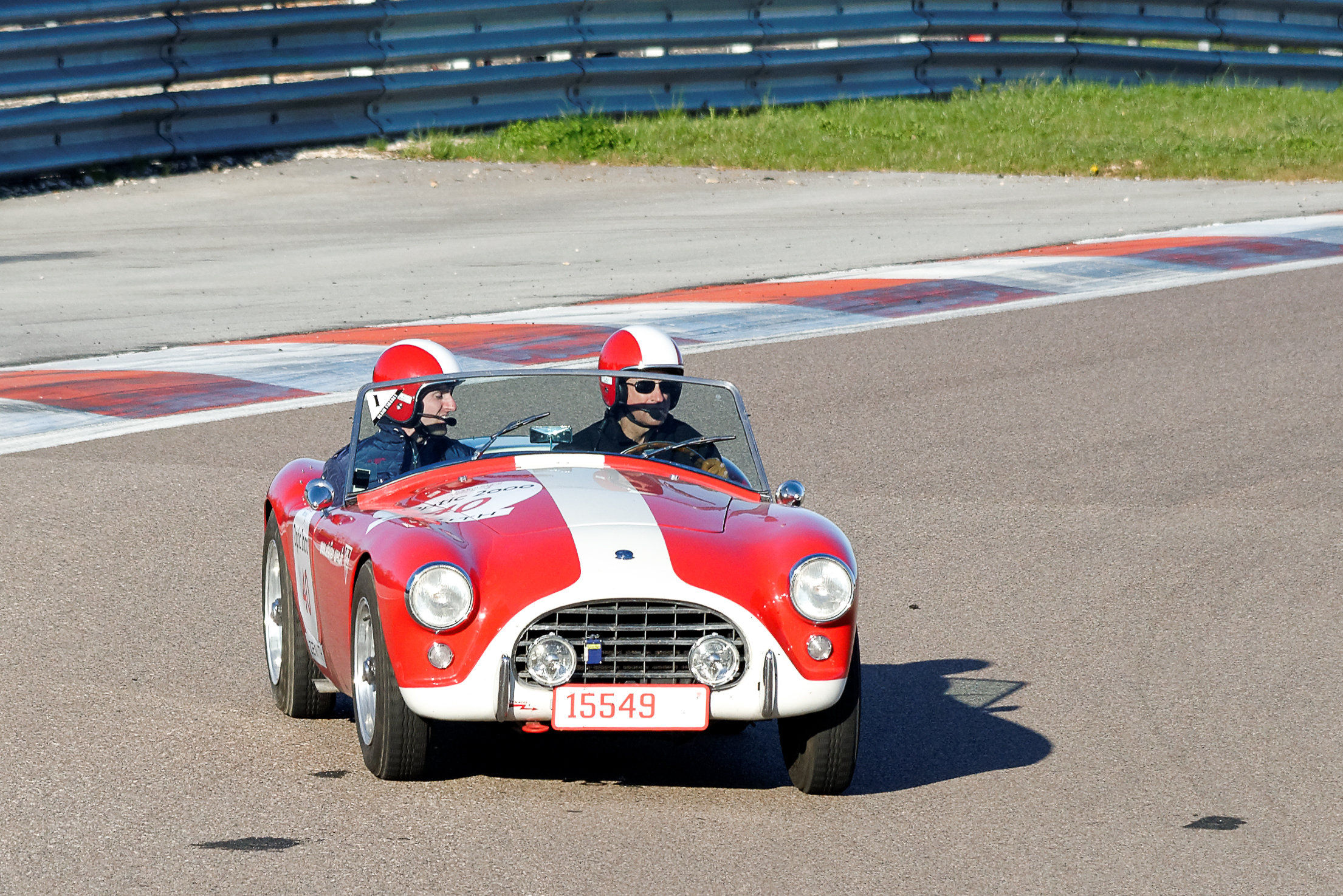
AC Ace Bristol

### 26eédition (2017)

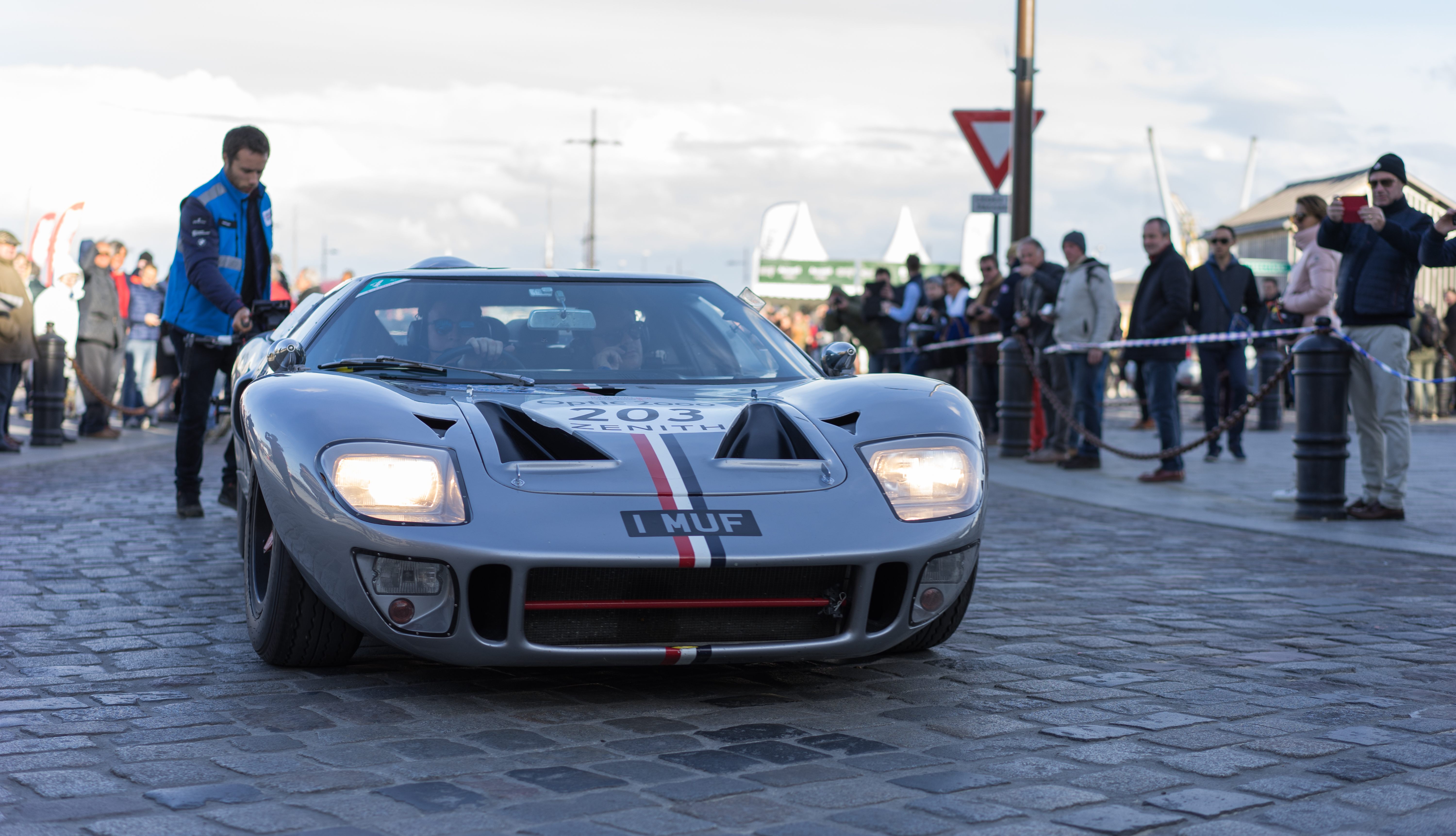
Vainqueur du Tour Auto 2017

242 voitures de collection sont réunies du 25 au 30 avril pour un Paris-Biarritz, via, pour la première fois de l‘histoire du Tour Auto, une étape en Bretagne à Saint-Malo, puis direction Nantes, Limoges et Toulouse, le tout agrémenté d’épreuves chronométrées (Compétition ou Régularité) sur quatre circuits (Le Mans, Val de Vienne, Albi, Pau-Arnos) et 11 épreuves spéciales sur routes fermées.
Cette année ce sont les marques et préparateurs français disparus qui sont à l'honneur (Delahaye, Facel Vega, Hotchkiss, Jidé, Deutsch-Bonnet, Simca, Chappe et Gessalin, BSH...). Sont ainsi présentes quatre DB (Deutsch-Bonnet) Coach HBR5, une Ligier JS2, une Matra Djet, une CG 1300 et quelques Alpine comme la A110 1800 groupe 4, bien qu'Alpine n'est plus une marque disparue mais ressuscitée cette année 2017.
À l'occasion du 70e anniversaire de Ferrari 23 voitures sont présentes sur le rallye, dont notamment une 166 MM Barchetta Touring, une 250 GT Berlinetta de 1960 et une 225 S Vignale Berlinetta de 1952.
Deux émissions consacrées à l'automobile sont présentes sur le Tour Auto, avec la présence de leurs journalistes respectifs, telles l'émission « Turbo » de M6 qui participe au rallye avec le journaliste automobile Étienne Bruet et son copilote Laurent Picard à bord d’une Peugeot 504 et l'émission « Direct Auto » sur C8, dont le journaliste Grégory Galiffi concourt avec une Alfa Romeo Giulia 1300 GTA Junior. En 2016, c'était l'émission « Auto Moto » de TF1 qui était engagée avec une Chevrolet Corvette C3 de 1972, avec à son bord le journaliste Jean-Pierre Gagick et le pilote Anthony Beltoise[source secondaire nécessaire].
Le pilote écossais Andrew Smith  remporte sa première victoire, en gagnant onze épreuves sur les quinze possibles, avec une Ford GT40.

### 27eédition (2018)

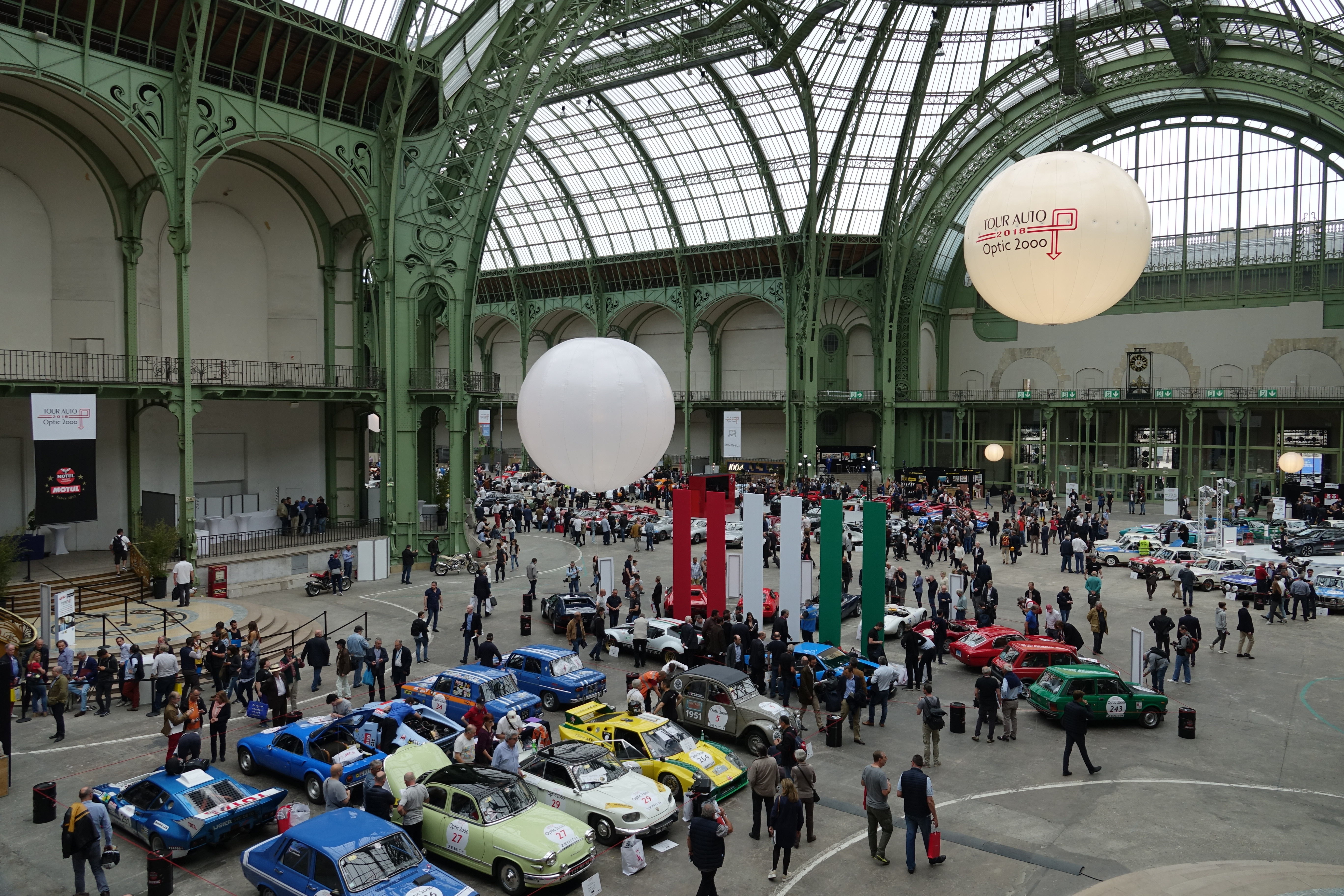
Tour Auto 2018.

La 27e édition du Tour Auto a lieu du 24 au 28 avril 2018 avec 246 voitures inscrites (128 en Régularité et 118 en Compétition G/H/I). Cette édition est l'occasion de célébrer les 10 ans du partenariat entre le Tour Auto et Optic 2000, et elle met à l'honneur les marques italiennes disparues telles Autobianchi, Cisitalia, De Tomaso, Lombardi, Moretti, Osca ou encore Siata[réf. nécessaire]. Sont ainsi présentes sur le tour 2018, deux Autobianchi A112 Abarth, trois De Tomaso Pantera Gr.IV, une O.S.C.A. 1600 GT Zagato et une Siata 208 S.

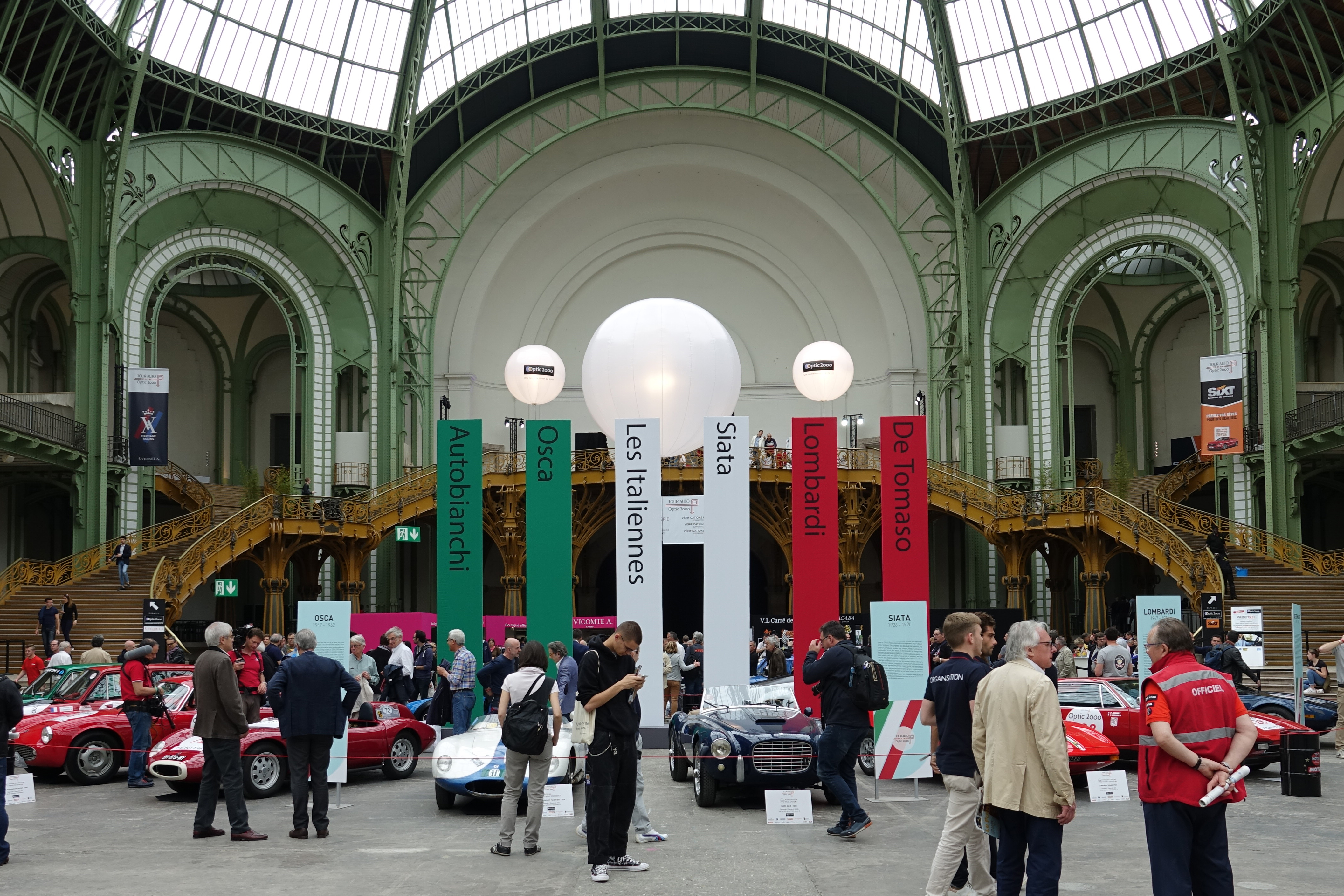
Les marques italiennes disparues
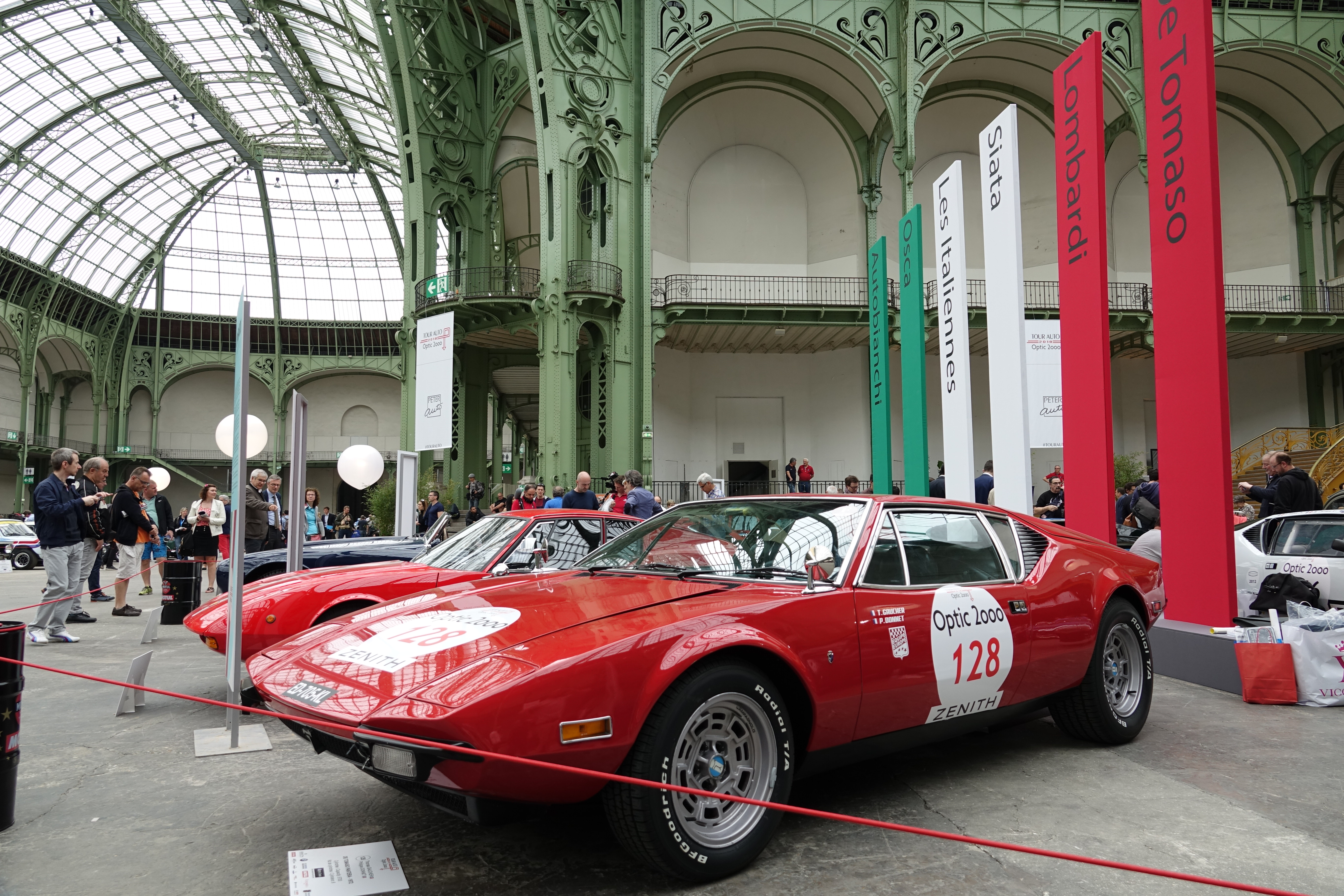
De Tomaso Pantera
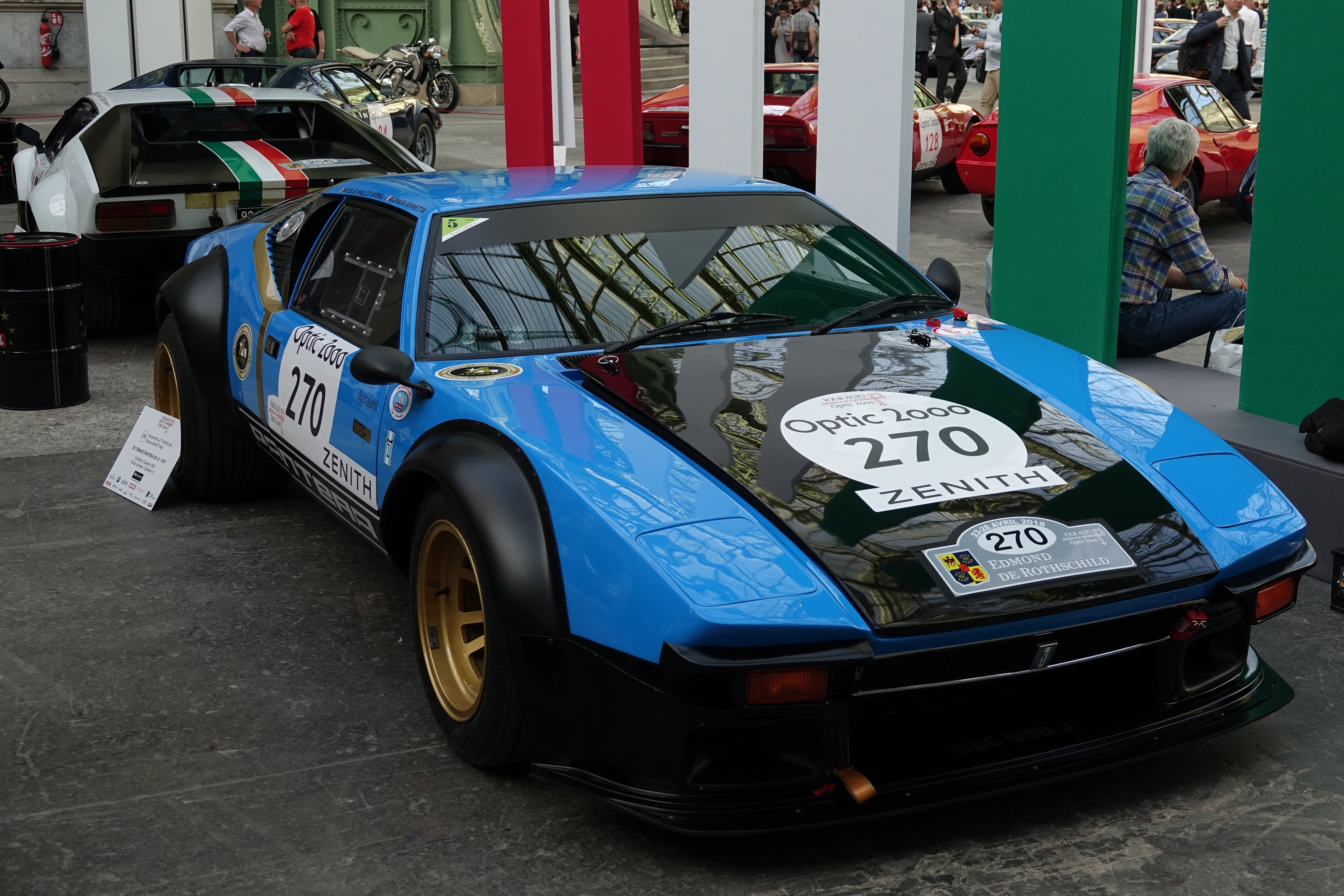
De Tomaso Pantera GR.IV
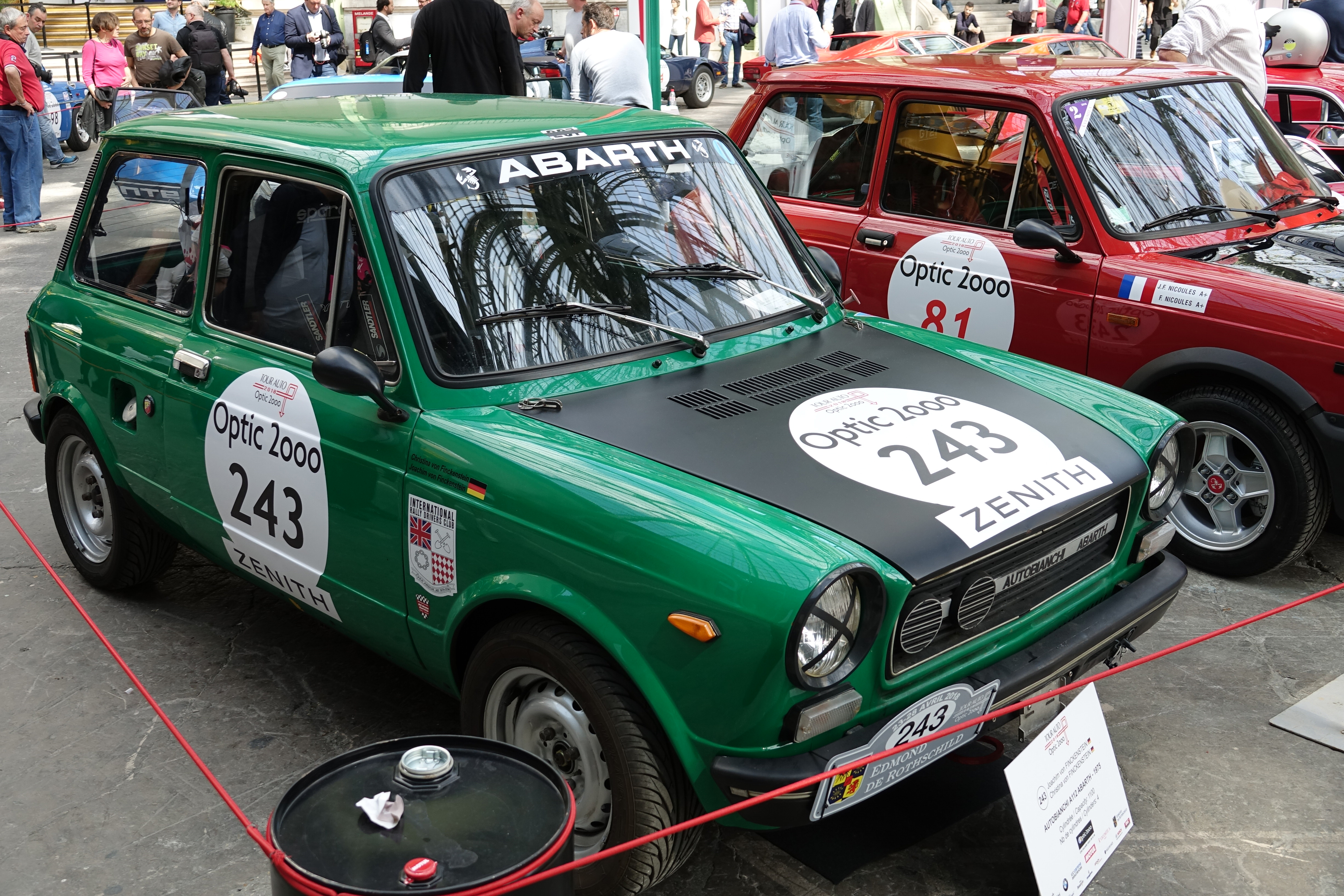
Autobianchi A112 Abarth

Le rallye, au départ du Grand Palais, se rend à Besançon, Megève, Avignon, Aix-en-Provence avec une arrivée à Nice et c'est l'occasion pour les circuits de Dijon-Prenois, Bresse, Lédenon et Le Castellet de recevoir les épreuves chronométrées.
Comme chaque année, des voitures sont inscrites pour le rallye telles les Ford GT40, Maserati 200 SI, et pas moins de 19 Ferrari, avec les 250 (GT Berlinetta, GT MM, GT Lusso, GT Boano), 275 GTB, 308 Gr.IV Michelotto et 365 GTB/4.

Quelques participants au Tour Auto 2018
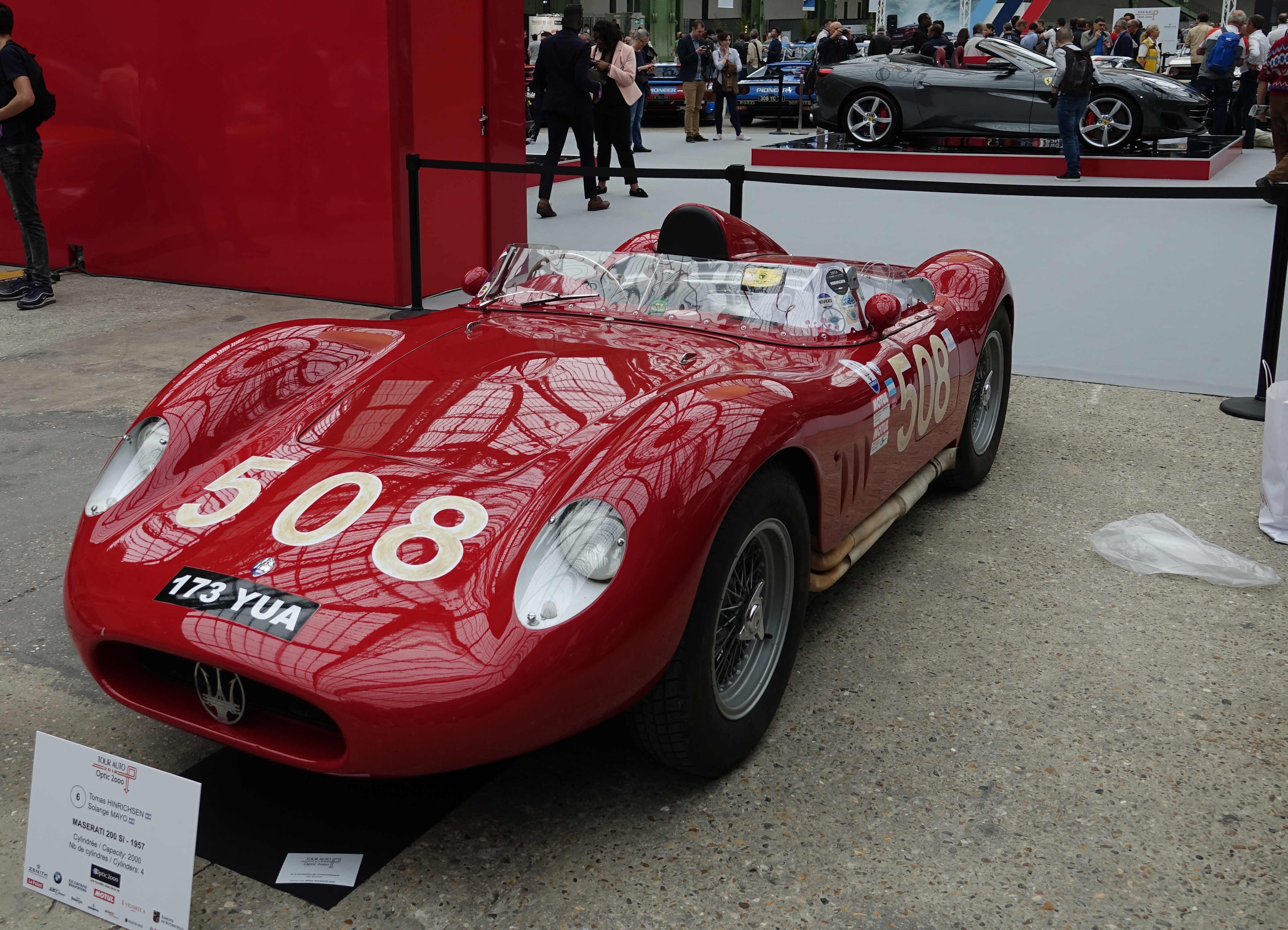
Maserati 200 SI
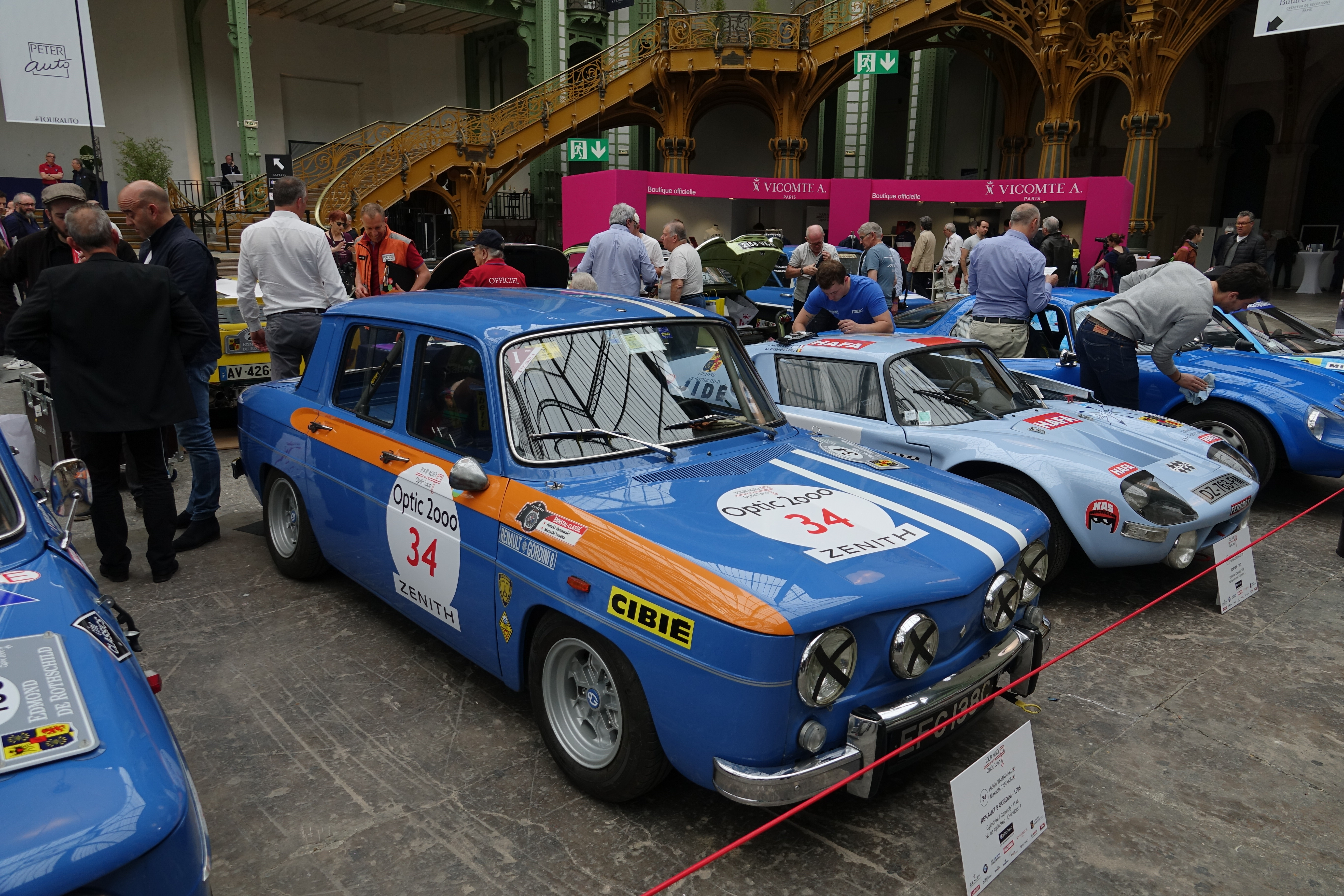
Renault 8 Gordini
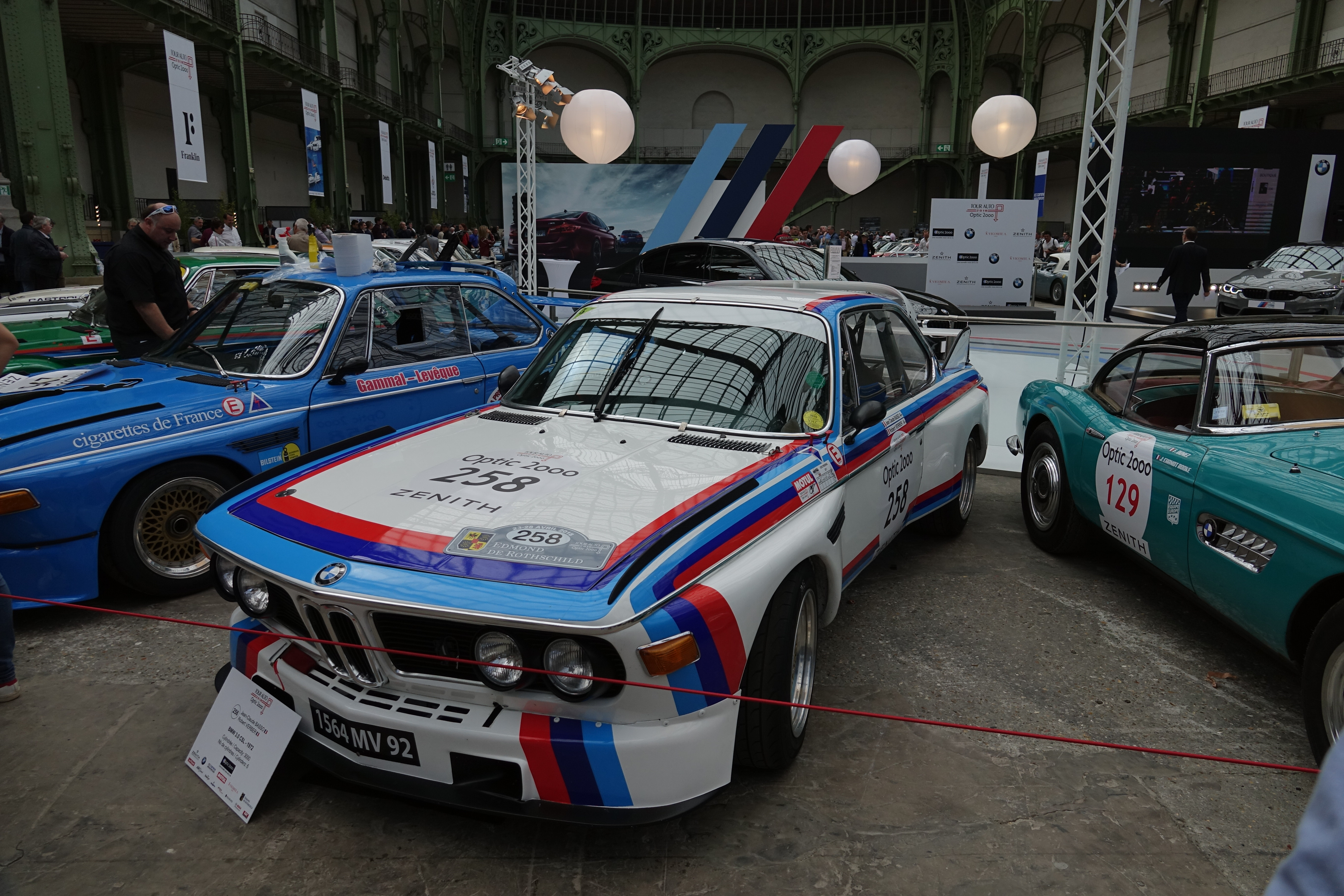
BMW 3.0 CSL
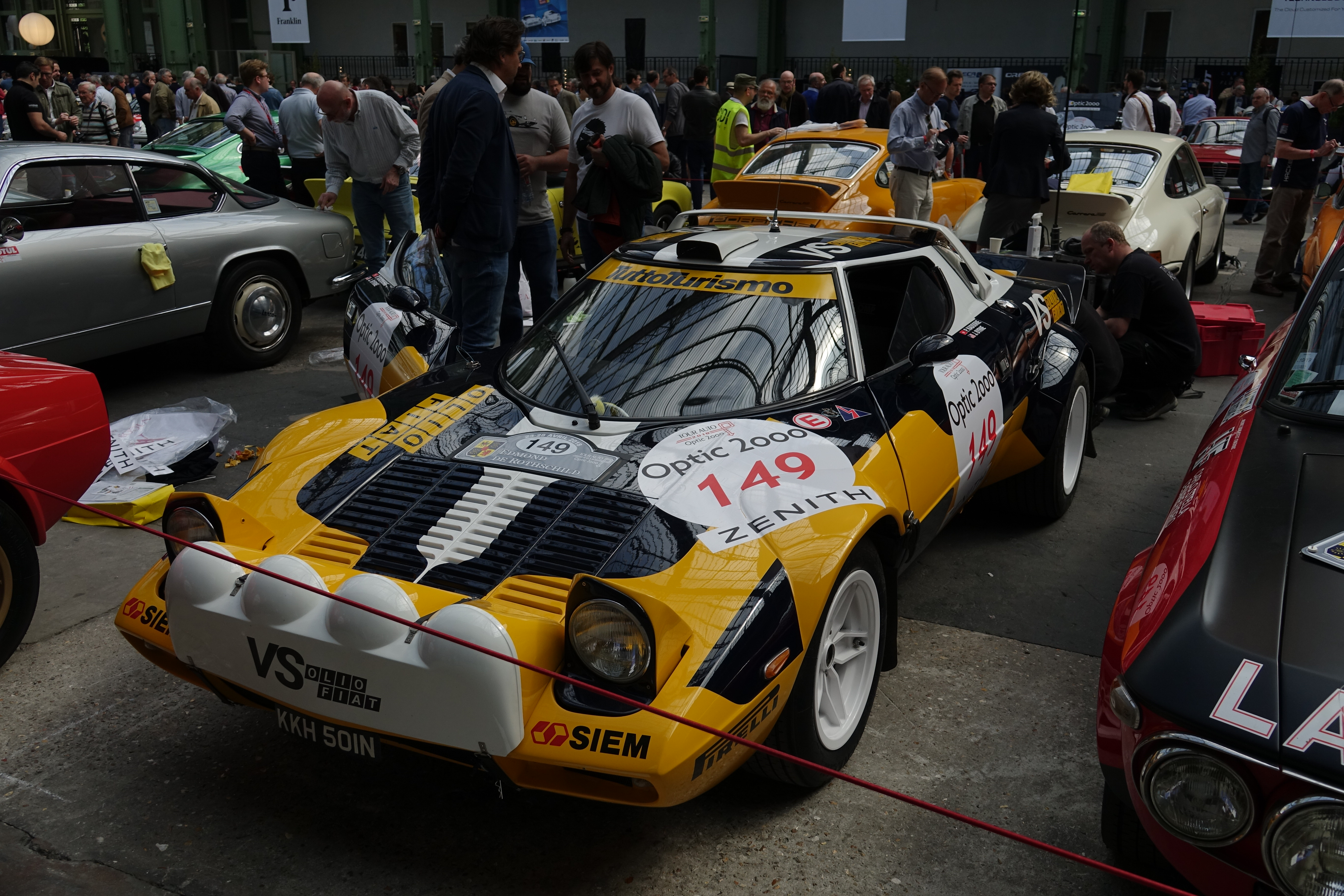
Lancia Stratos
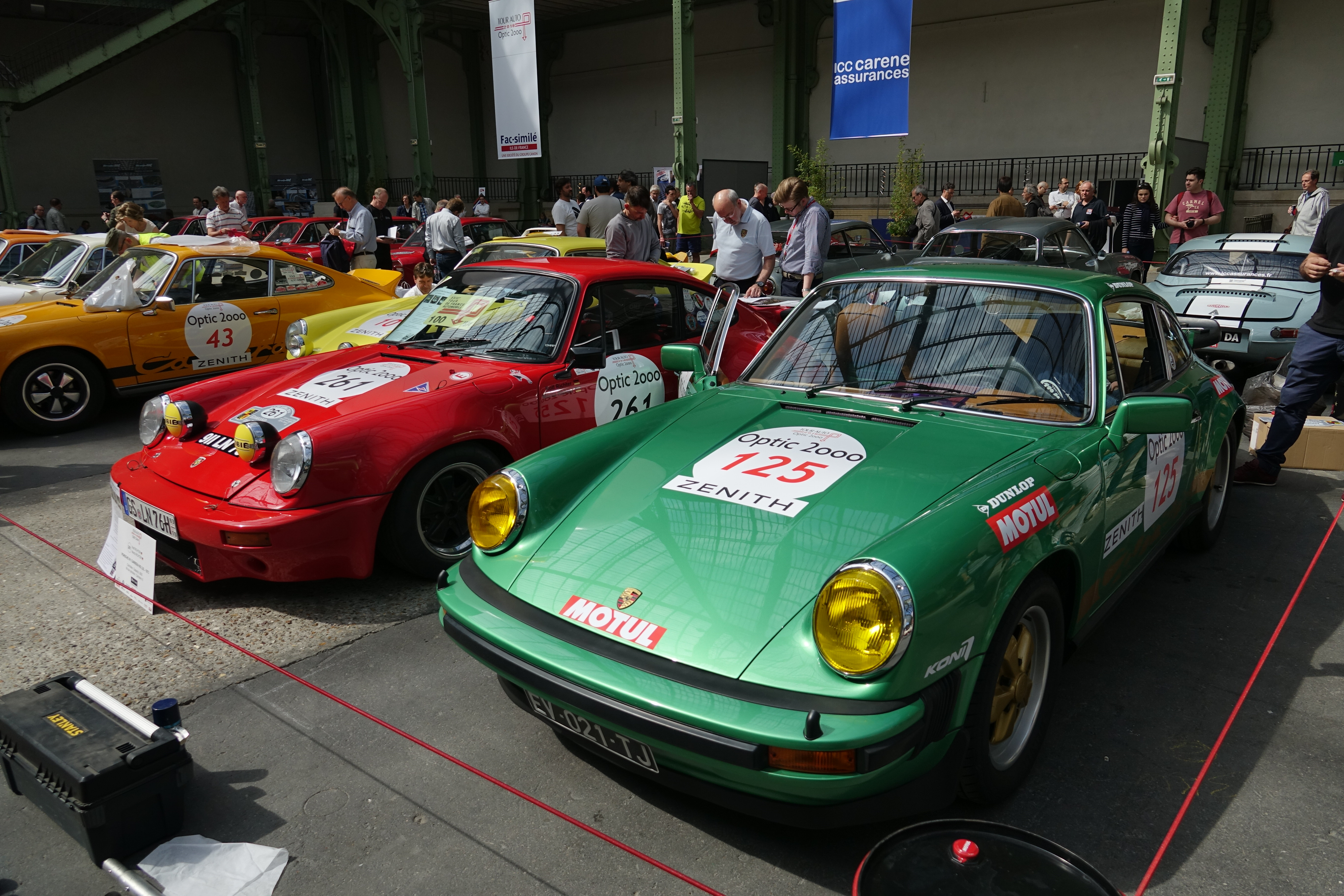
Porsche 911
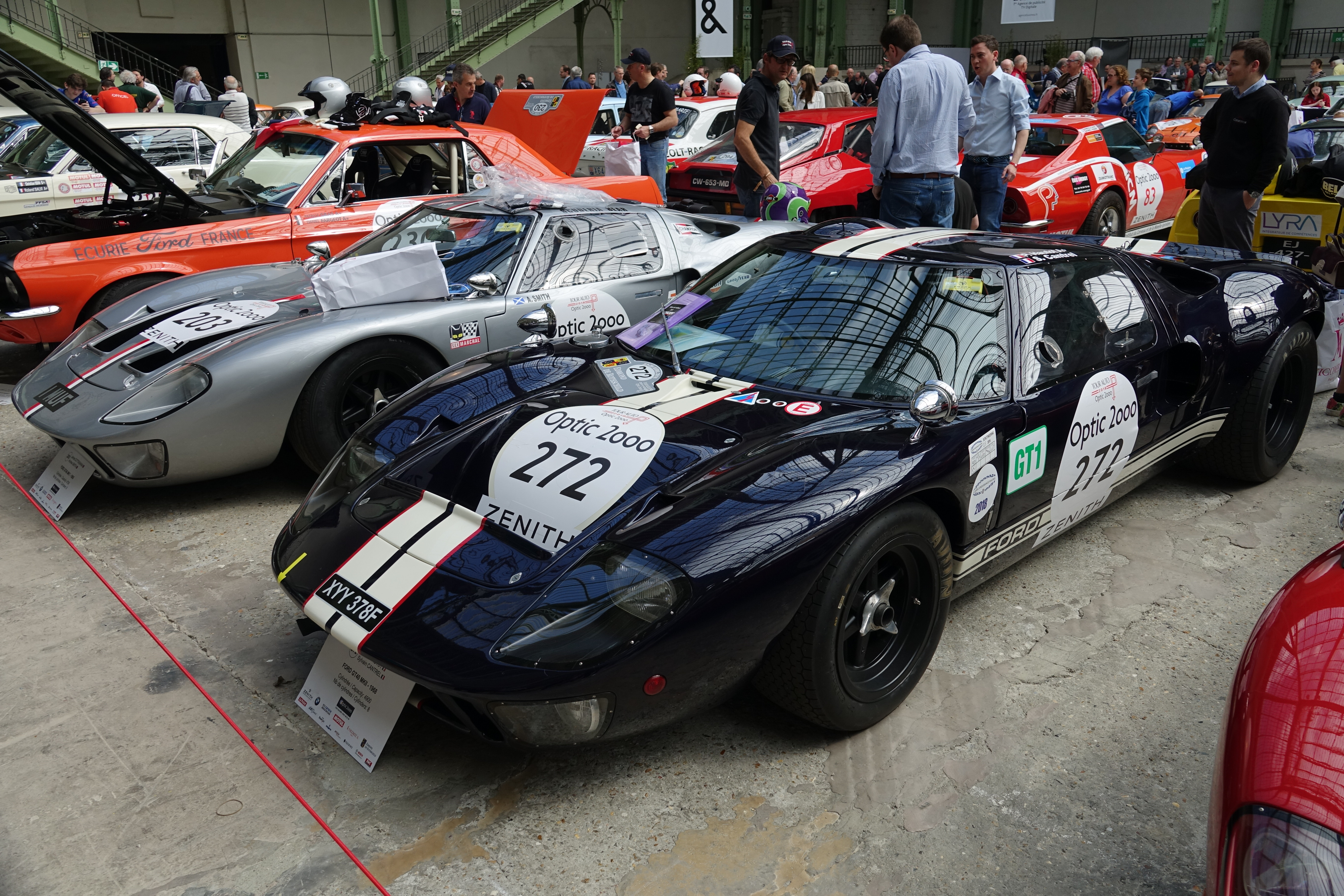
Ford GT 40 Mk II
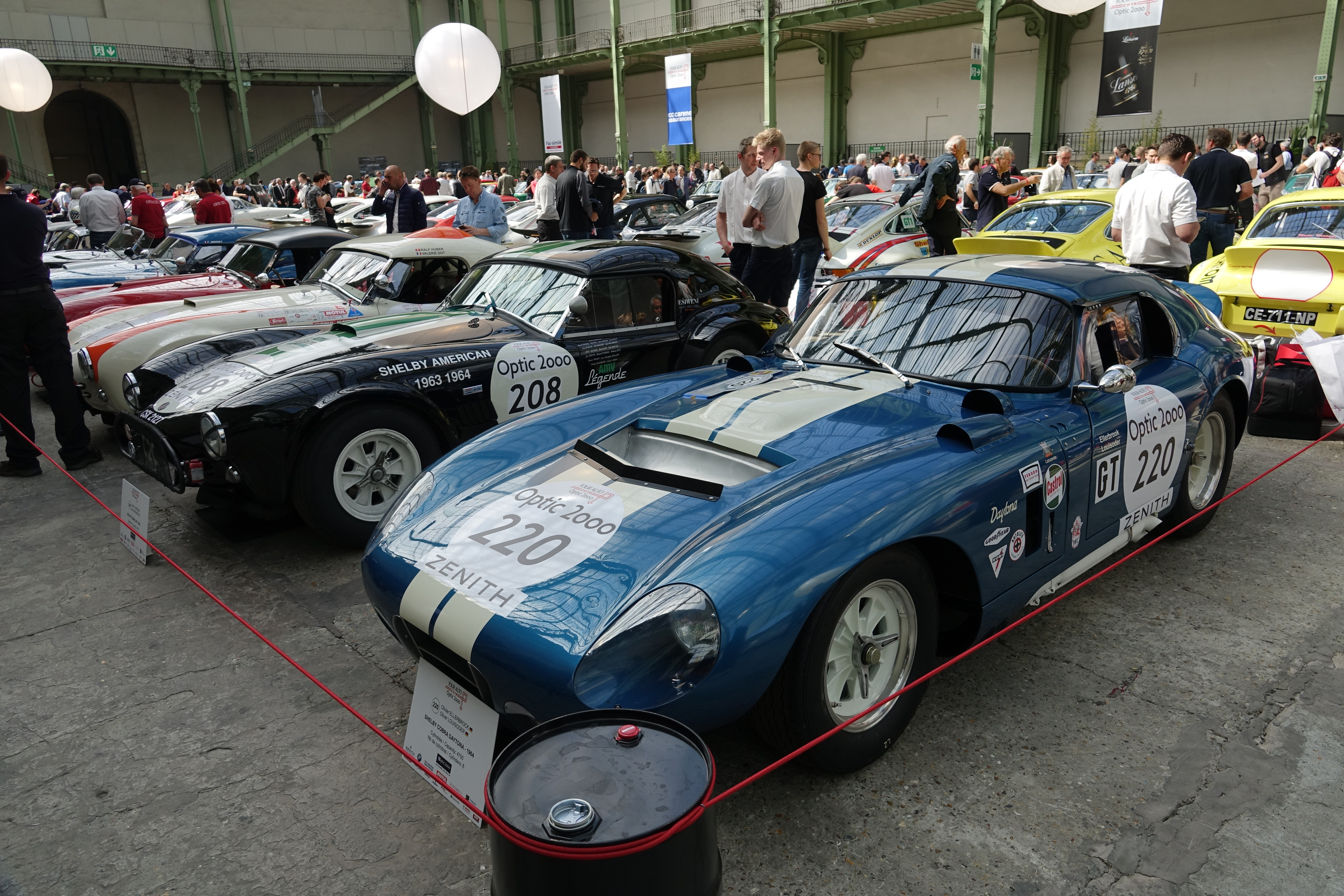
Shelby Cobra 289

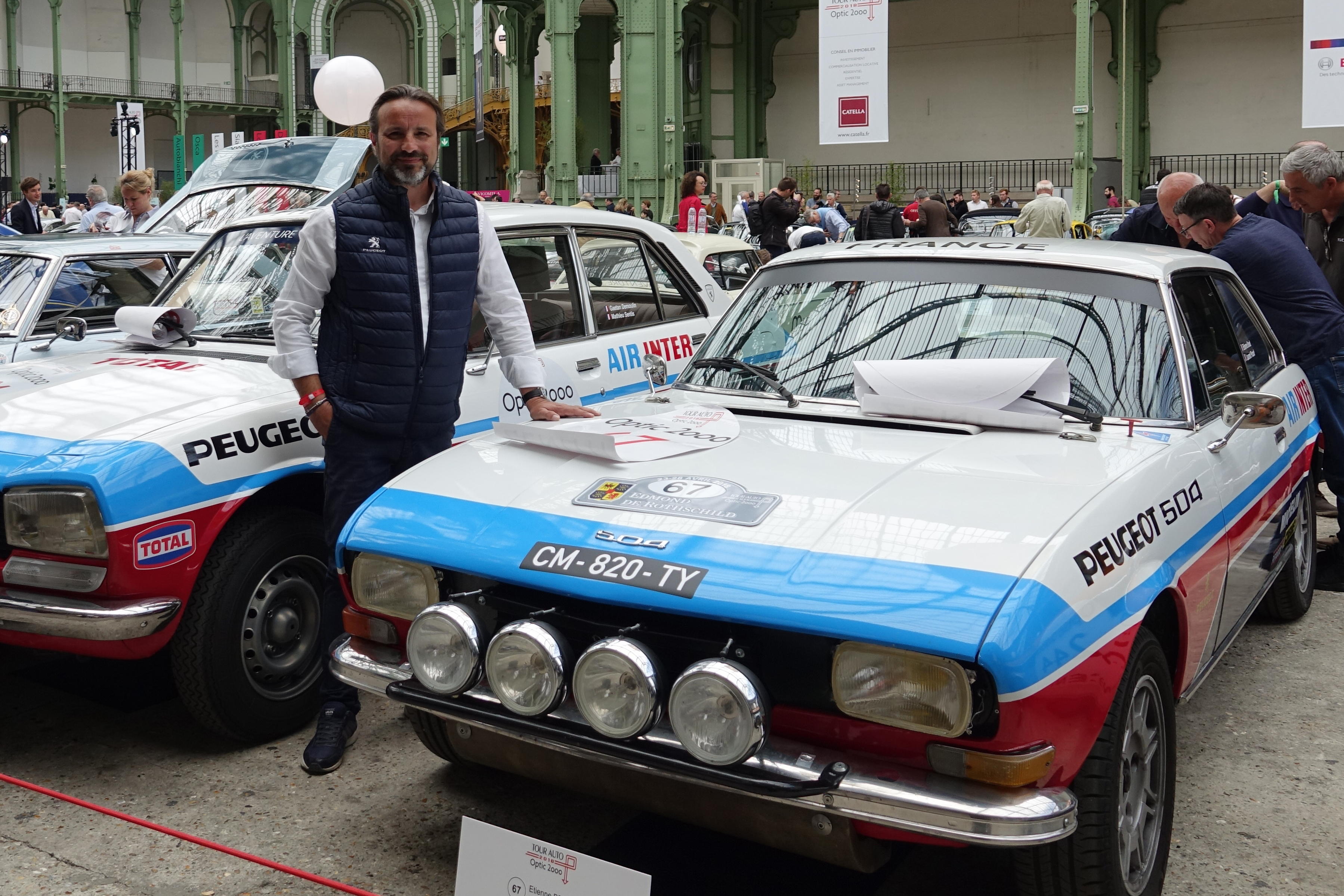
Étienne Bruet et la 504 coupé

Cette année, la Peugeot 504 fête ses cinquante ans sur le Tour Auto avec deux exemplaires engagés par le constructeur Peugeot qui participe officiellement pour la troisième fois à la compétition, avec une berline de 1976 et un coupé de 1974, appartenant à Jean-Pierre Nicolas, ancien patron de Peugeot Sport. Le coupé 504 est piloté par le journaliste Étienne Bruet de l'émission Turbo sur M6, en concurrence avec son confrère Dominique Chapatte sur une BMW 2002 Turbo de 1975. Les 504 sont accompagnées de deux nouvelles Peugeot 508 d'assistance qui, petit clin d’œil à leur aînée, affiche son patronyme « 508 » au bout de son capot moteur.
D'autres présentateurs de télévision sont présents, tels Grégory Galiffi (C8 Direct Auto) avec une Porsche 911 Carrera 3.0L, François Allain (RMC Découverte) avec une Citroën 2CV Type A ou Margot Laffite (Canal +) avec une Alfa Romeo Giulia Sprint GT. Des personnalités de tous horizons les accompagnent comme le « Team des chefs » qui réunit les trois chefs étoilés Michel Chabran et sa BMW 1602, Jean-Paul Lacombe (et son fils) et sa BMW 2002 TI, et enfin Michel Rostang avec sa Lancia Fulvia 1.6 L HF. Ou encore Maëva Coucke, Miss France 2018, qui participe à la première étape du Tour Auto, Eva Colas, Première Dauphine 2018 et Miss Corse 2017, avec une Fiat 600D, Guy Berryman, Alexandre Brasseur, Gaspard Ulliel ou Michel Périn.

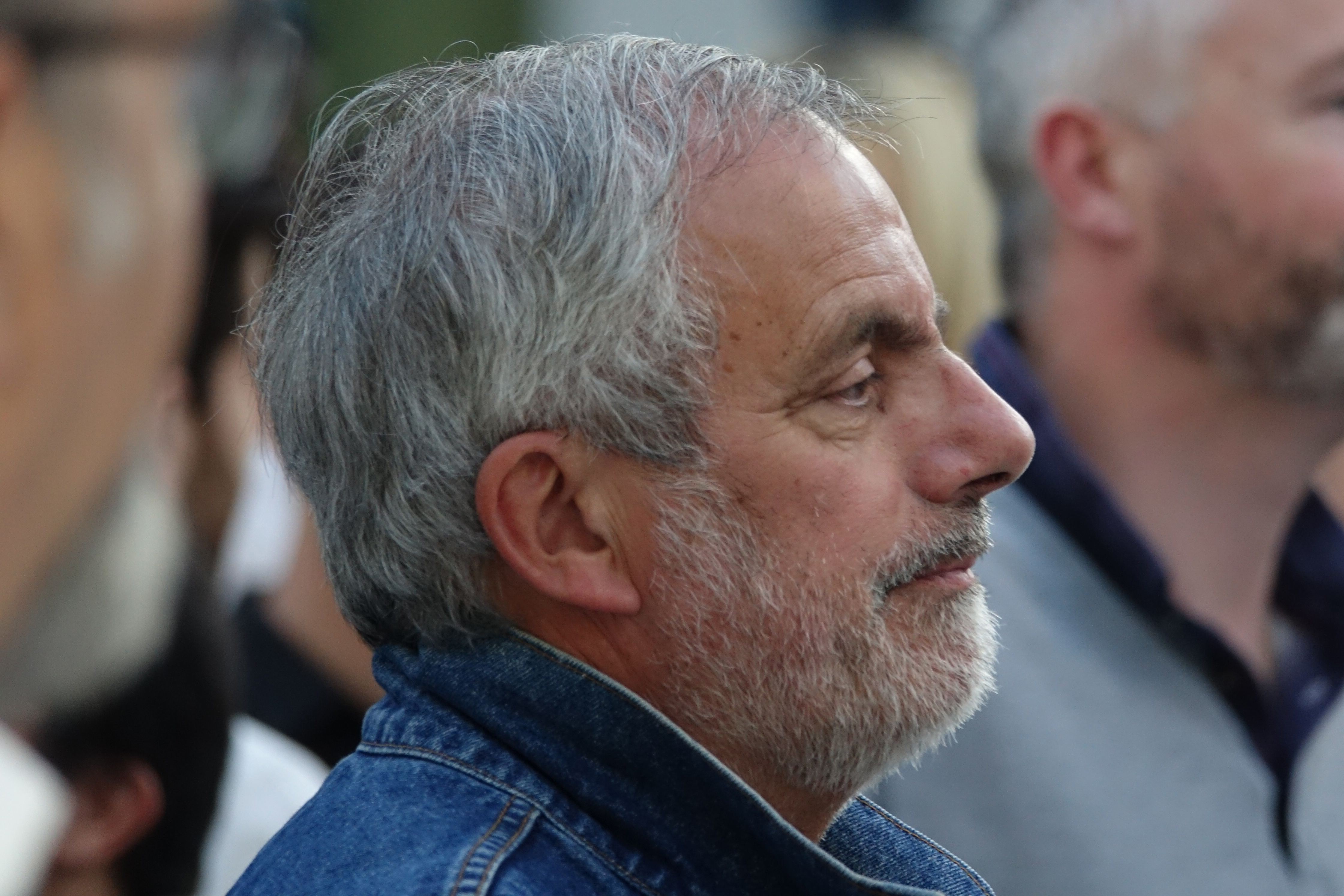
Dominique Chapatte Turbo (M6)
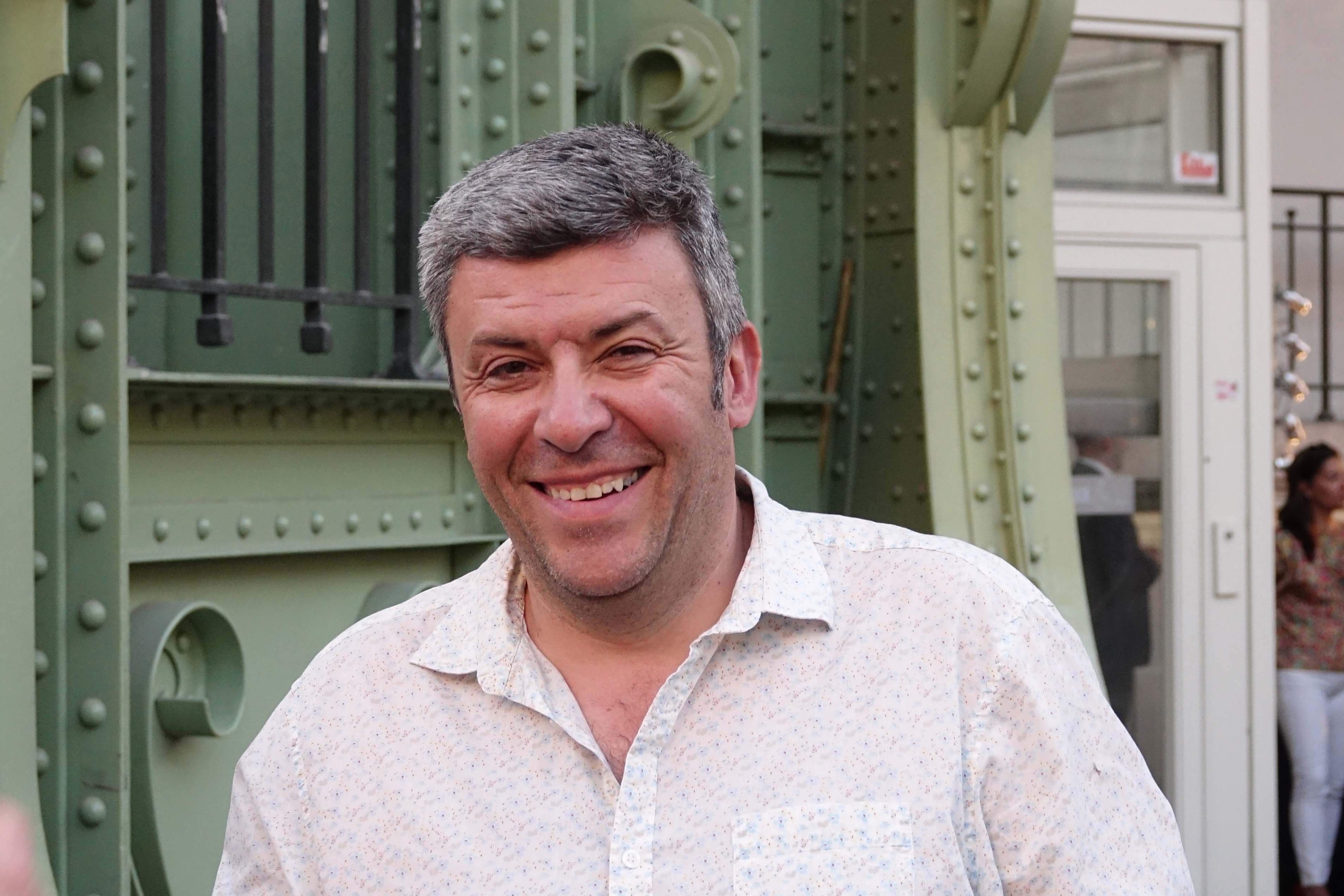
François Allain Vintage Mecanic (RMC)
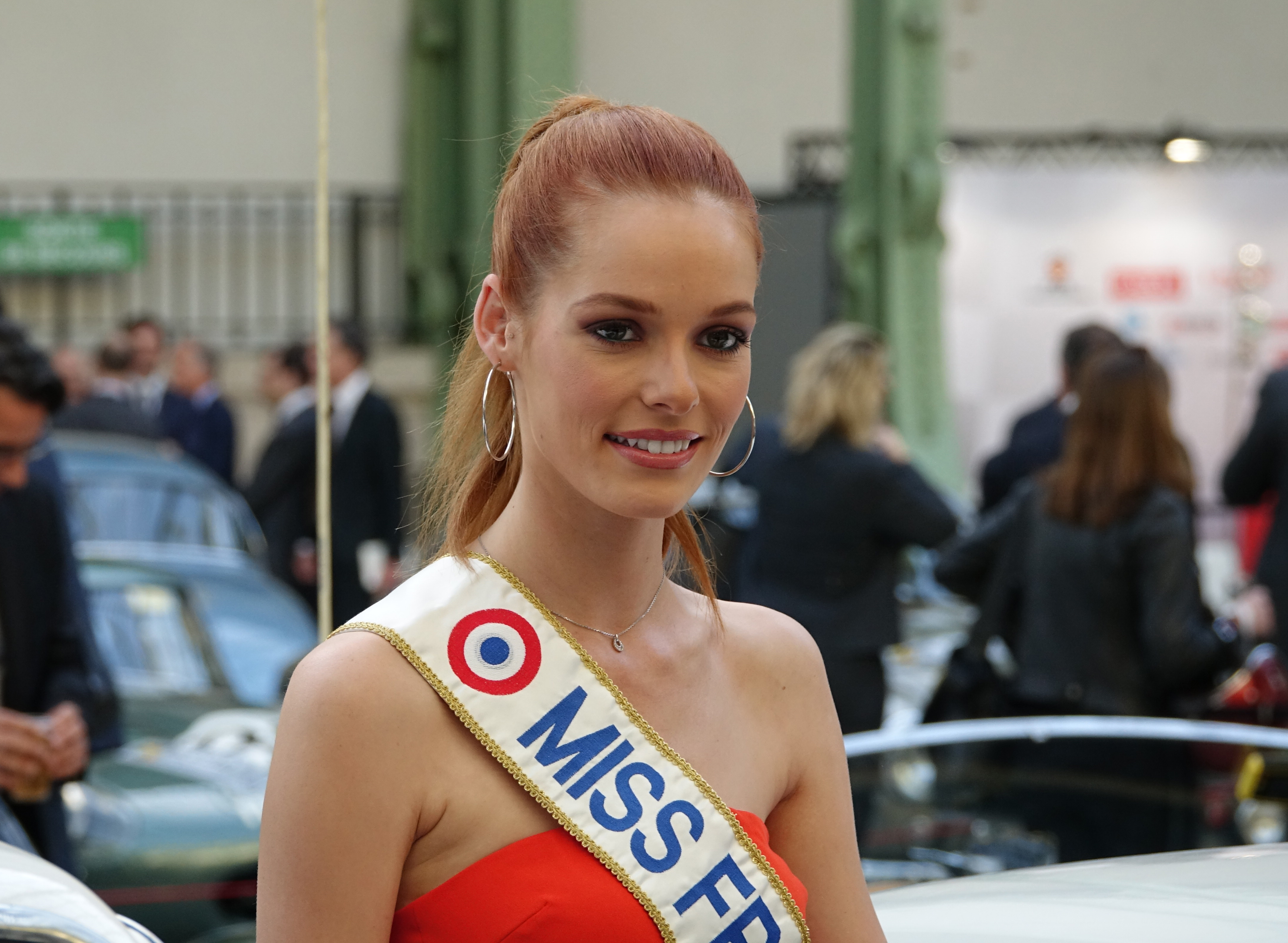
Maëva Coucke Miss France 2018
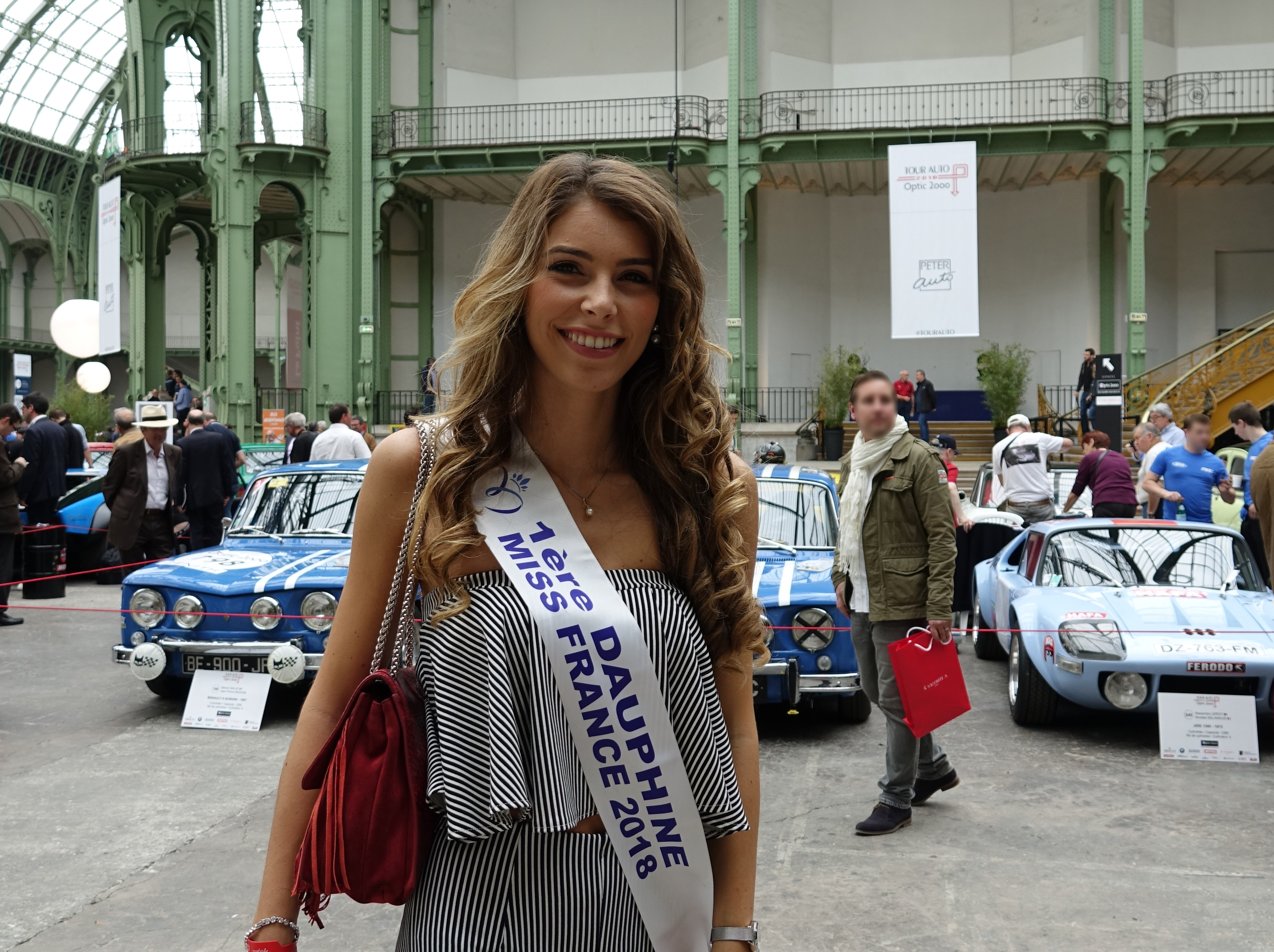
Eva Colas Miss Corse 2017

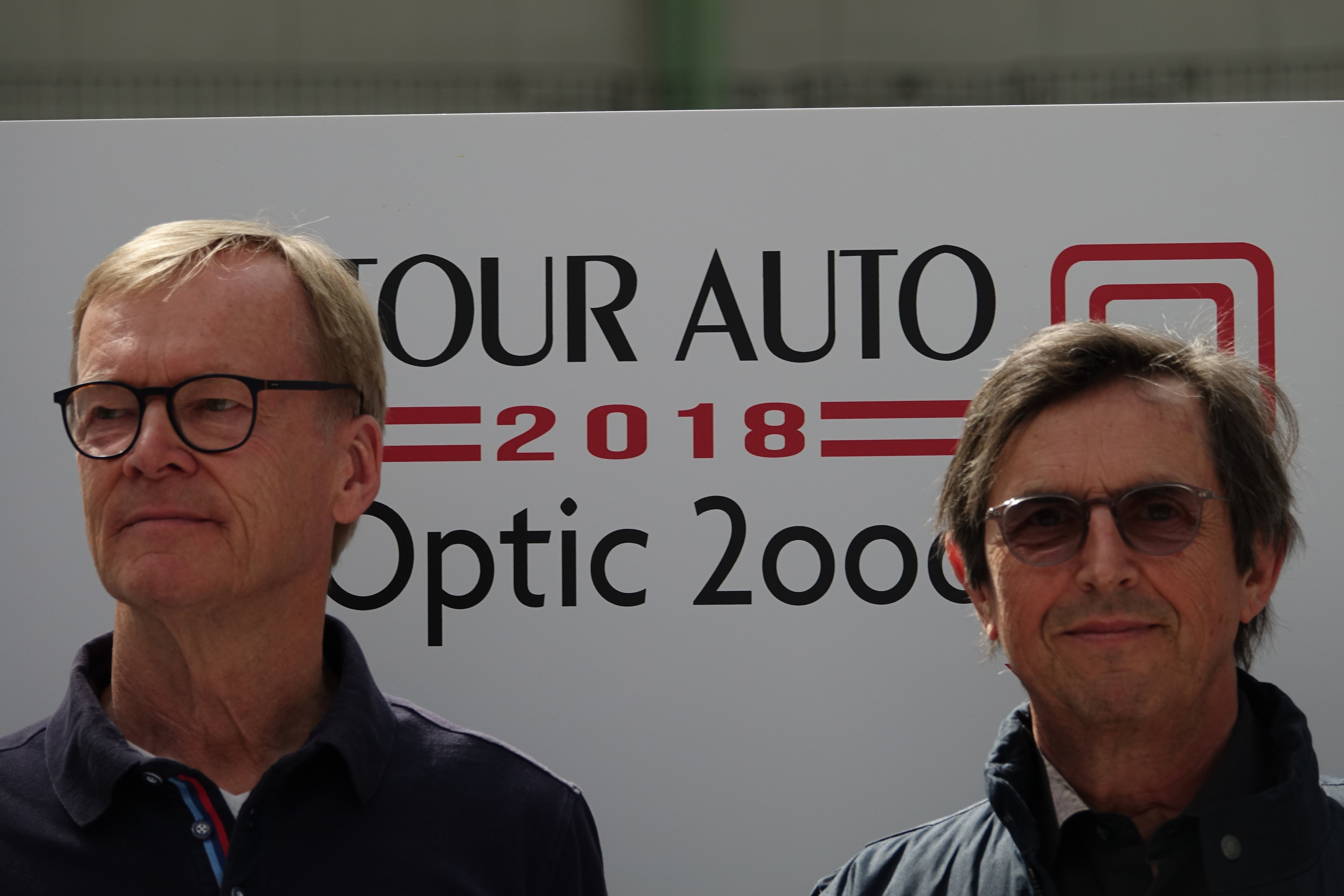
Ari Vatanen et François Chatriot

Le rallye 2018 parcourt environ 2 050 km de Paris à Nice, avec Ari Vatanen et François Chatriot qui ouvrent la route aux concurrents cette année.

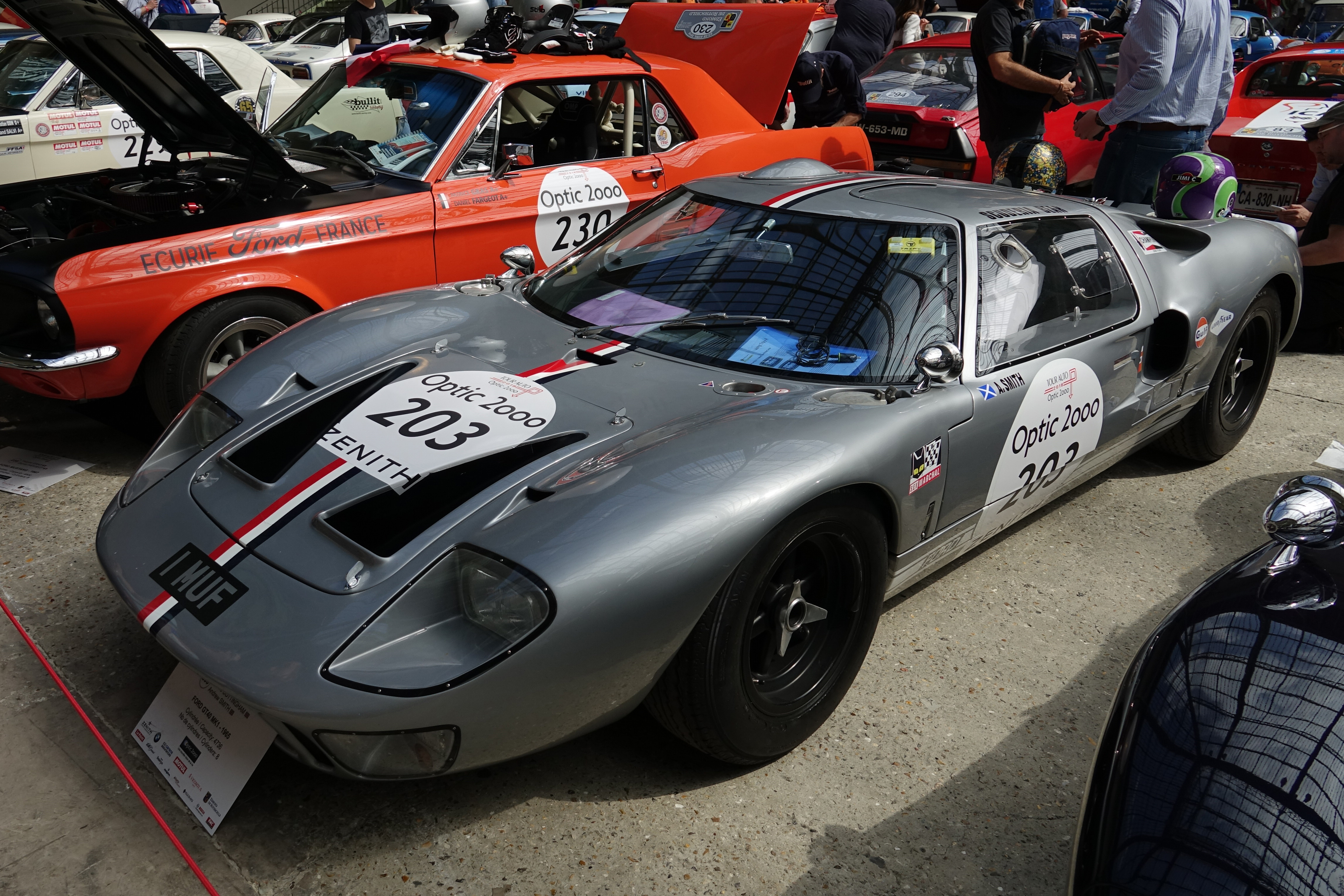
Ford GT40 vainqueure en 2017

Troisième sur les quatre premières journées du rallye, l'équipage no 211 composé de Raphaël Favaro et Yves Badan (Lotus Elan 26R de 1965) remporte la victoire finale à Nice, le duo Andrew Smith / James Cottingham connaissant des problèmes de boîtes de vitesses dans l’avant-dernière spéciale du rallye, tandis que Chris Ward et Andy Elcomb, second depuis le début, ont abandonné le vendredi sur le circuit Paul Ricard. Le dossard no 219 porté par la Shelby Cobra 289 des Français Frédéric Jousset et Paul Miliotis finit second suivi et de Damien Kohler et Sylvie Laboisne avec leur Lotus Elan 26R (no 216).

#### Classement

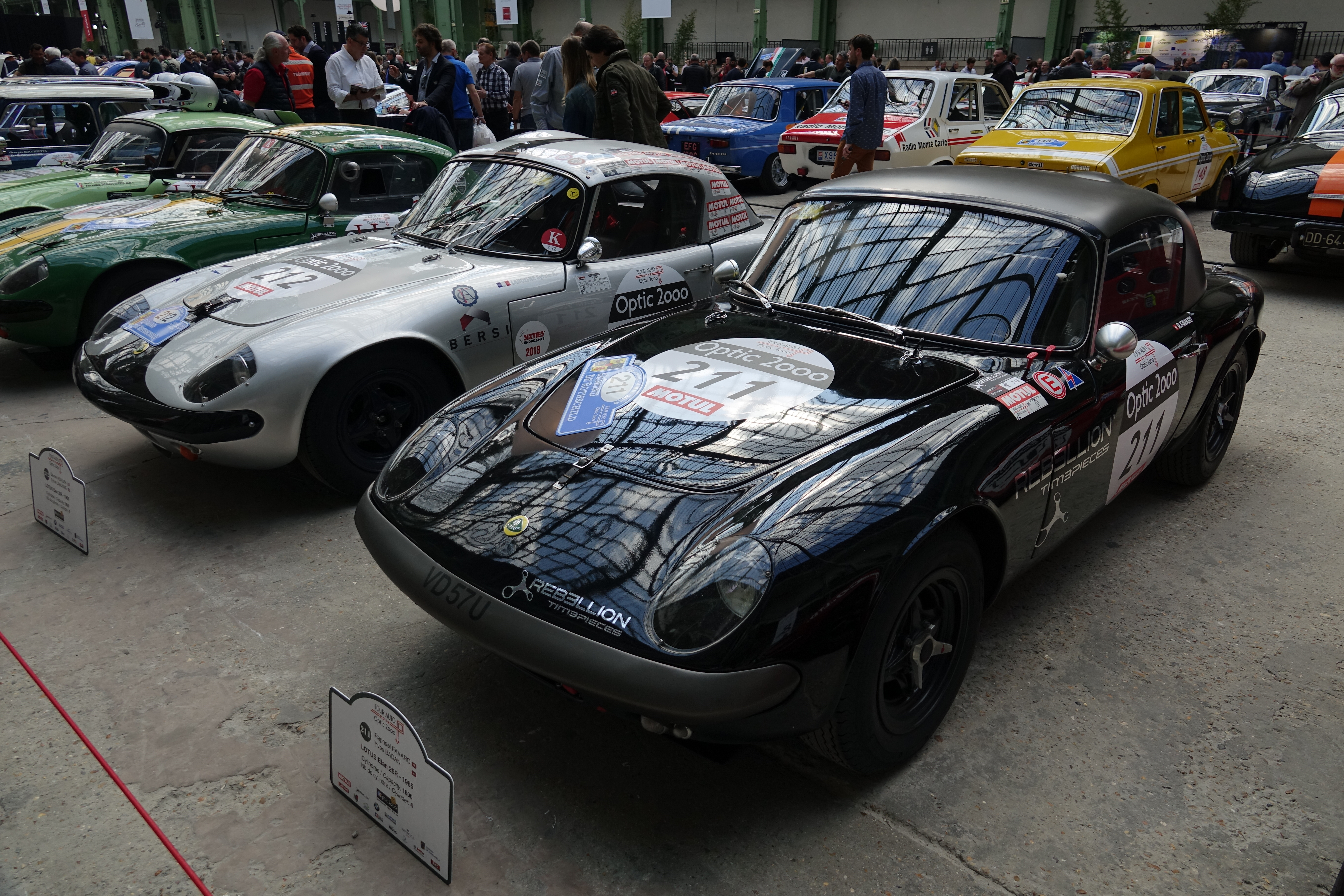
Lotus Elan 26R vainqueur de l'édition 2019

| Classement                          | Pilote                  | Copilote          | Voiture                              | Dossard |
| ----------------------------------- | ----------------------- | ----------------- | ------------------------------------ | ------- |
| Compétition VHC                     |                         |                   |                                      |         |
| 1er                                 | Raphaël FAVARO          | Yves BADAN        | Lotus Elan 26R                       | 211     |
| 2e                                  | Frédéric JOUSSET        | Paul MILIOTIS     | Shelby Cobra 289                     | 219     |
| 3e                                  | Damien KOHLER           | Sylvie LABOISNE   | Lotus Elan 26R                       | 216     |
| Compétition G/H/I                   |                         |                   |                                      |         |
| 1er                                 | Patrick HAUTOT          | Sylvain CANTREL   | Ford GT 40 Mk II                     | 272     |
| 2e                                  | Richard DEPAGNEUX       | Éric JOYAU        | BMW 2800 CS                          | 247     |
| 3e                                  | Timm MEINRENKEN         | Fynn SCHRODER     | Alfa Romeo 1750 GTAM                 | 221     |
| Compétition - Indice de Performance |                         |                   |                                      |         |
| 1er                                 | Jean-François PENILLARD | Chloe PENILLARD   | Porsche 356 Pre A                    | 160     |
| 2e                                  | Pierre MACCHI           | Isabelle MARTROU  | Alfa Romeo Giulietta Sprint Speciale | 157     |
| 3e                                  | Daniela ELLERBROCK      | Jackie ROHWER     | Alfa Romeo Giulia Sprint GTA         | 221     |
| Régularité VHC                      |                         |                   |                                      |         |
| 1er                                 | Jean RIGONDET           | Olivier SOUILLARD | CG 1200 S                            | 88      |
| 2e                                  | Nicolas PAGANO          | Michel PERIN      | Alfa Romeo 1750 GTV                  | 15      |
| 3e                                  | Tomas HINRICHSEN        | Solange MAYO      | Maserati 200 SI                      | 6       |
| Régularité - Indice de Performance  |                         |                   |                                      |         |
| 1er                                 | Tomas HINRICHSEN        | Solange MAYO      | Maserati 200 SI                      | 6       |
| 2e                                  | Jean RIGONDET           | Olivier SOUILLARD | CG 1200 S                            | 88      |
| 3e                                  | Nicolas PAGANO          | Michel PERIN      | Alfa Romeo 1750 GTV                  | 15      |

### 28eédition (2019)

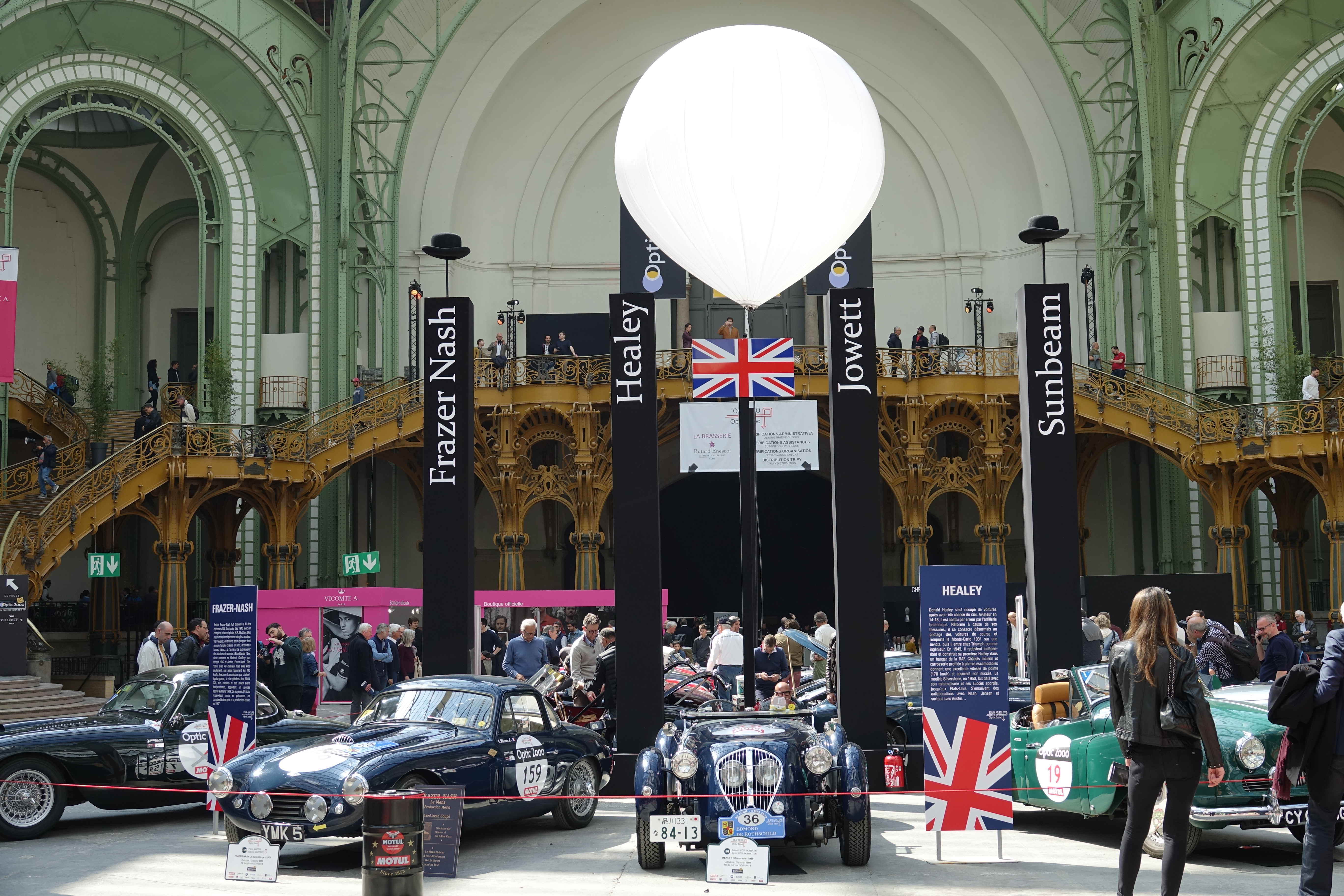
Les marques anglaises à l'honneur

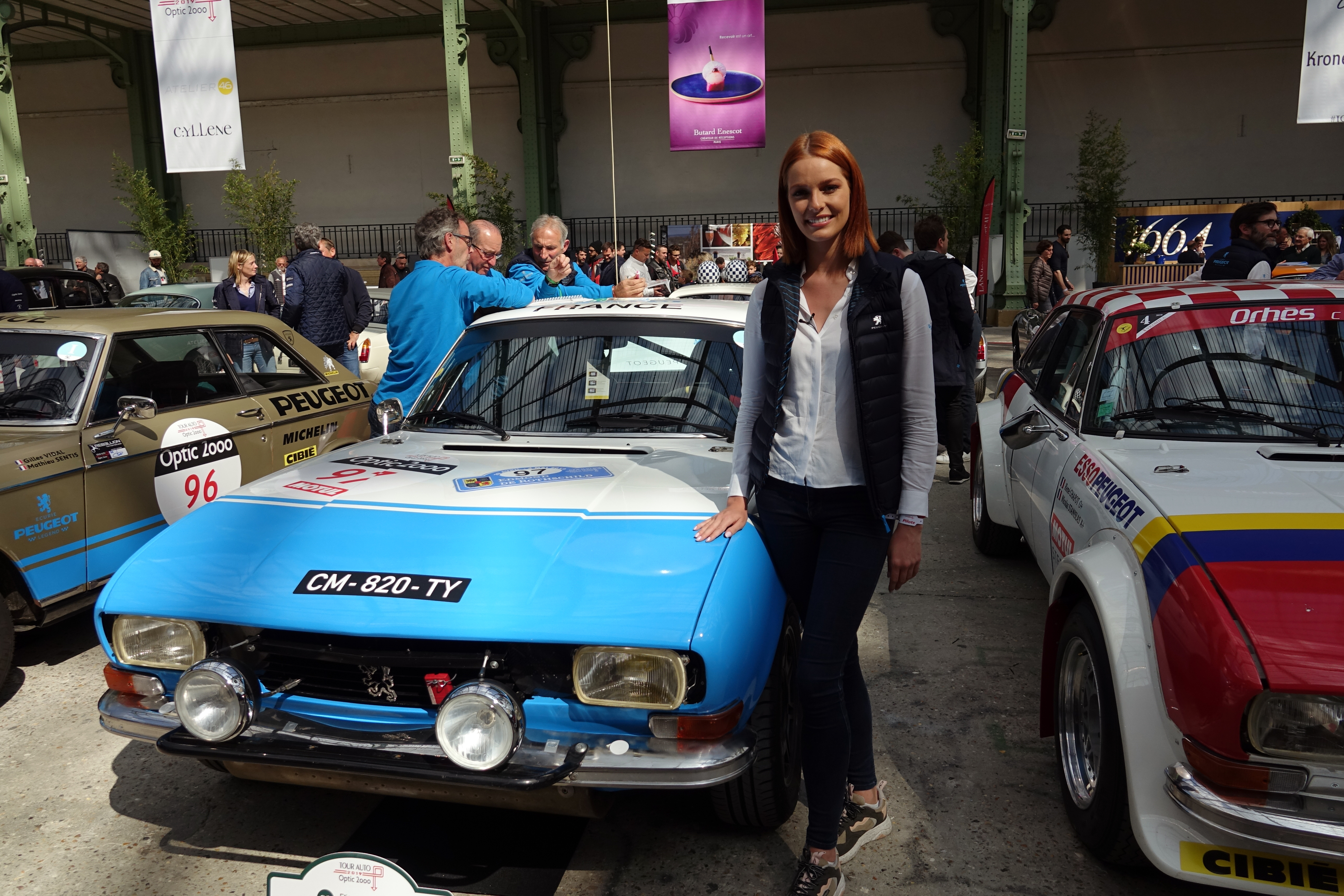
Maëva Coucke aux côtés de la Peugeot 504

La 28e édition du Tour Auto a lieu du 29 avril au 4 mai 2019 et met à l'honneur les marques anglaises disparues telles que AC, Austin Healey, BLMC, MG, Morris et Triumph, ou encore plus confidentielles comme Frazer-Nash, Jowett, Sunbeam-Talbot, Fairthorpe... Cette année Zenith laisse sa place à Rebellion Timepieces comme chronométreur officiel du Tour.

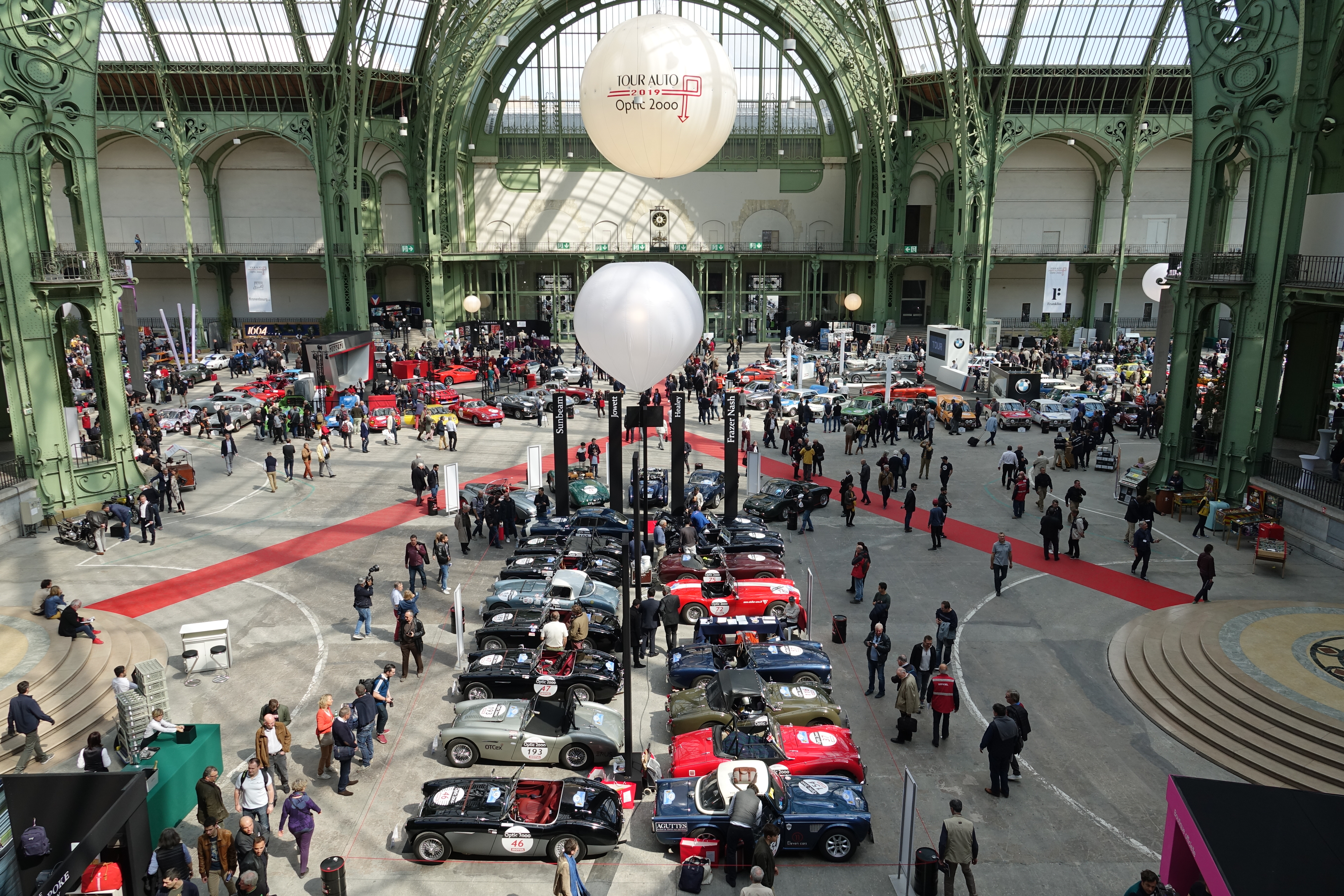
Exposition au Grand Palais

Toujours au départ du Grand Palais, cette édition inaugure un parcours inédit et fait étape à Dijon, Lyon, Vichy et Tours avec une arrivée sur la Côte Fleurie à Deauville. C'est aussi l'occasion d'un passage obligé sur les circuits de Dijon-Prenois, Nevers Magny-Cours, Charade et Le Mans pour les épreuves chronométrées. Au total, ce sont dix épreuves spéciales et quatre sur circuit qui sont programmées durant cette édition 2019 du Tour Auto Optic 2000, toujours accompagné par BMW France qui fournit les véhicules logistiques et les voitures ouvreuses.
Comme lors de la précédente édition, le journaliste Étienne Bruet de l'émission Turbo sur M6 prend le départ du Tour Auto à bord de la même Peugeot 504 coupé V6 de 1974, avec comme copilote la Miss France 2018 Maëva Coucke, qui avait participé à la première étape en 2018 et pour la compétition complète cette année. Le designer et responsable du style de Peugeot, Gilles Vidal, embarque sur la seconde Peugeot engagée, une 204 coupé de 1967, pilotée par Mathieu Sentis, journaliste-essayeur du journal automobile L'Argus, arrivé 4e en Régularité en 2017 en tant que copilote de la même 204. Le 4 mai, les deux Peugeot ont franchi la ligne d'arrivée en 4e position (Régularité H/I) pour la 504 et 5e position (Régularité G) pour la 204. Une troisième Peugeot, une 104 engagée par le journaliste Grégory Galiffi à terminer 18e en Régularité H/I.

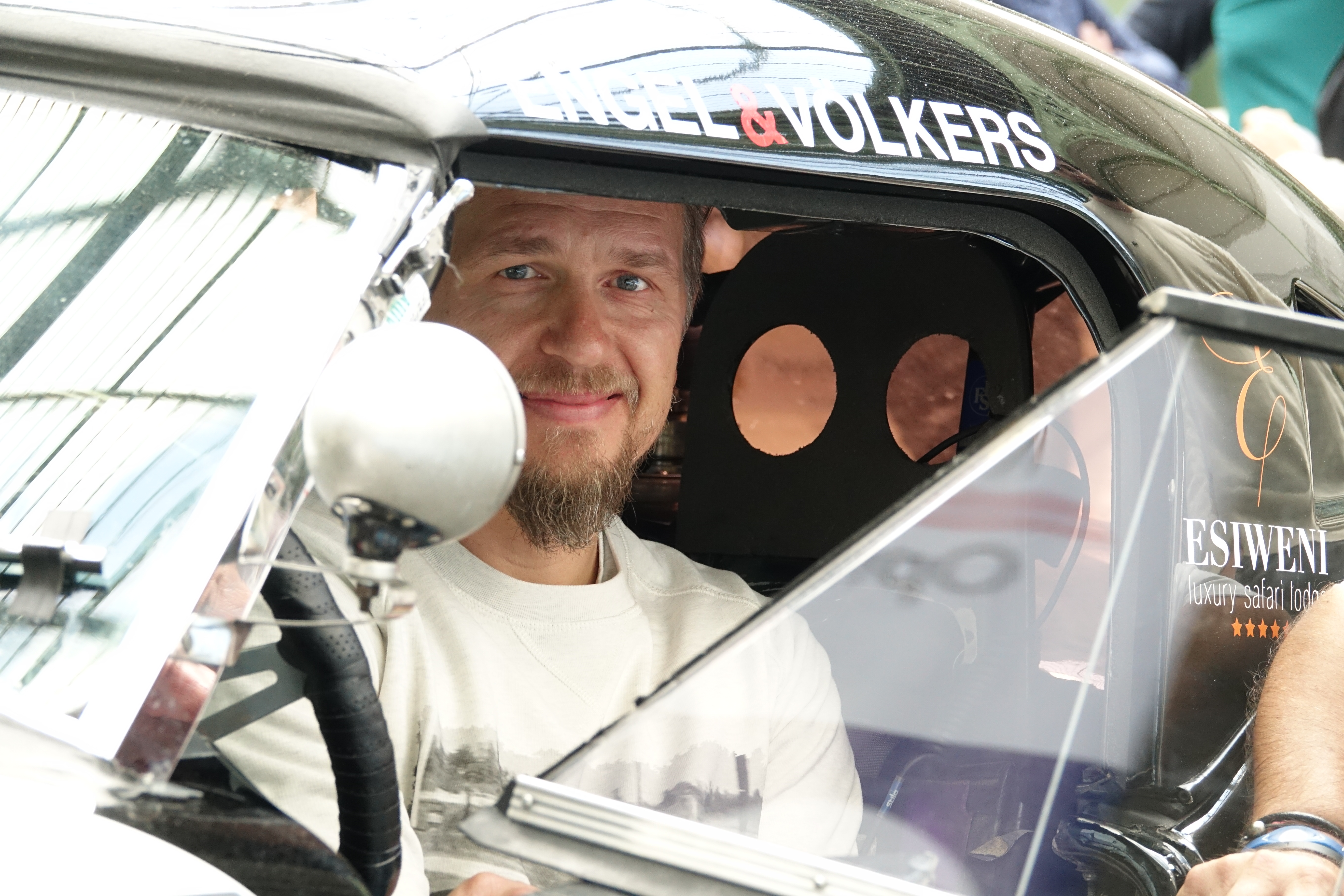
Jean-Pierre Gagick dans la Shelby Cobra 289

Le Tour Auto 2019 accueille des pilotes (Ari Vatanen, François Chatriot, Walter Röhrl, Margot Laffite) et quelques personnalités comme Bruno Solo, Dominique Chapatte ou Olivier Pernaut.
Le duo Andrew Smith / James Cottingham (no 203) est venu tenter de remporter un second titre qui leur a échappé l'année dernière dans la dernière journée du rallye pour un problème de boîte de vitesses, avec leur Shelby Cobra 289 de 1963. Tout comme Jean-Pierre Lajournade et Christophe Bouchet (no 206) avec leur Jaguar Type E 3.8 cabriolet hard-top ou encore Ludovic Caron cette fois accompagné de Jean-Pierre Gagick, eux aussi en Shelby Cobra 289 de 1963 (no 201), qui vont tenter le troisième titre cette année. Mais à la fin de cette édition, aucun des favoris n'est à l'arrivée. Jean-Pierre Lajournade ayant subi une sortie de route lors de la spéciale au départ du Col de la Croix Saint-Robert. C'est finalement la Lotus Elan 26R des suisses Raphaël Favaro et Yves Badan qui termine sur le podium pour la deuxième année consécutive.
Le constructeur Ferrari, partenaire du rallye, présente en avant-première la Ferrari F8 Tributo au sein du Grand Palais.

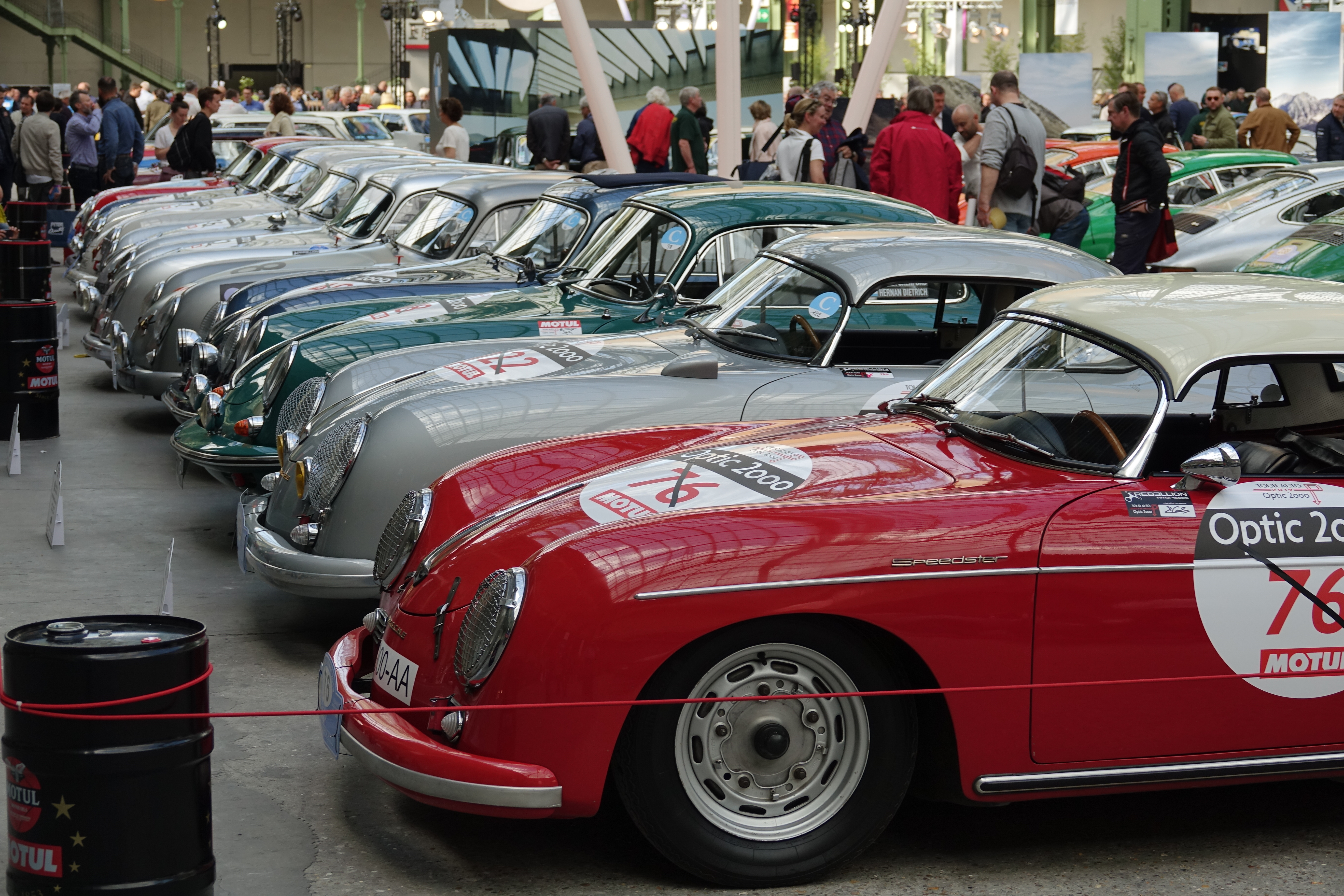

Tour Auto édition 2019
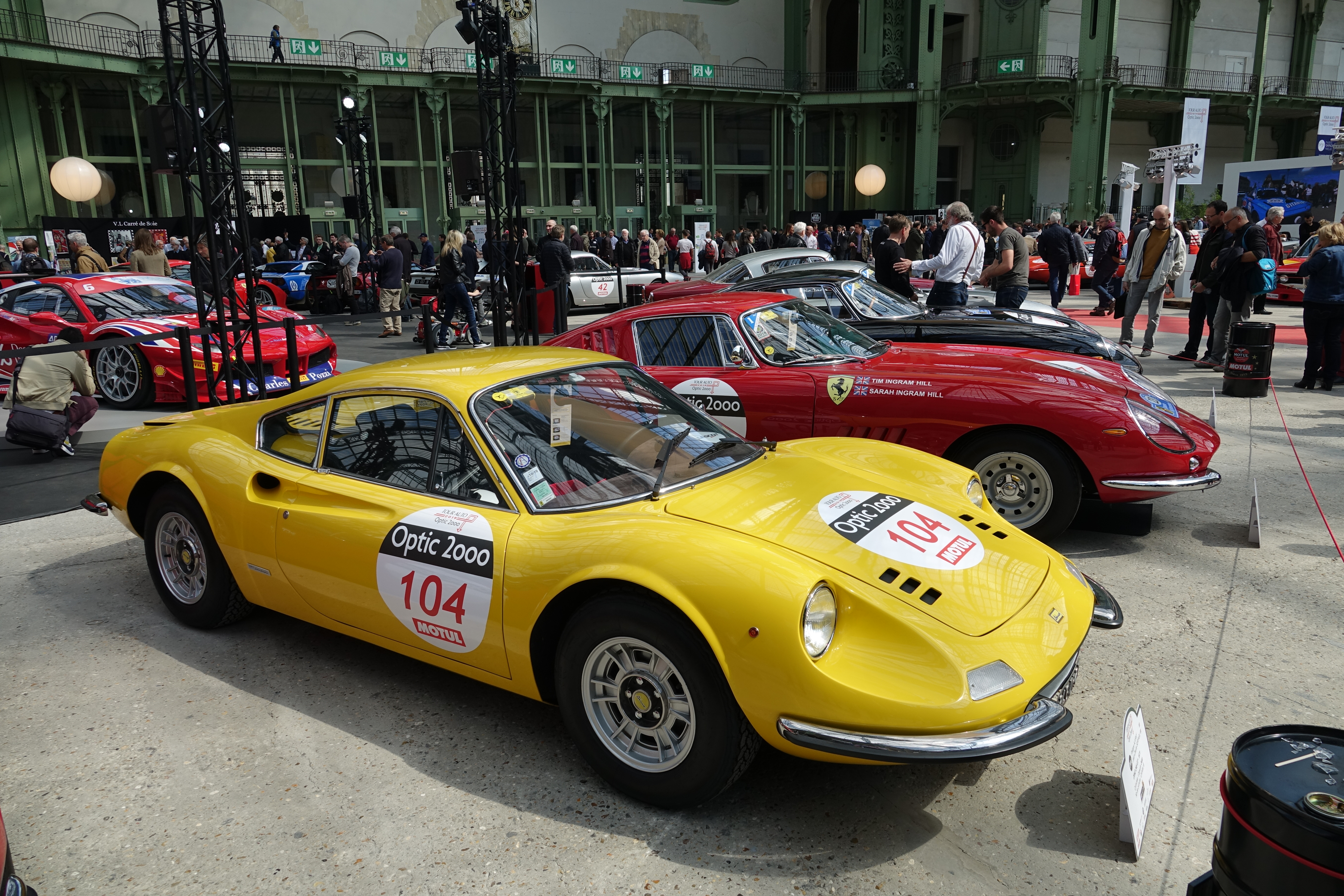
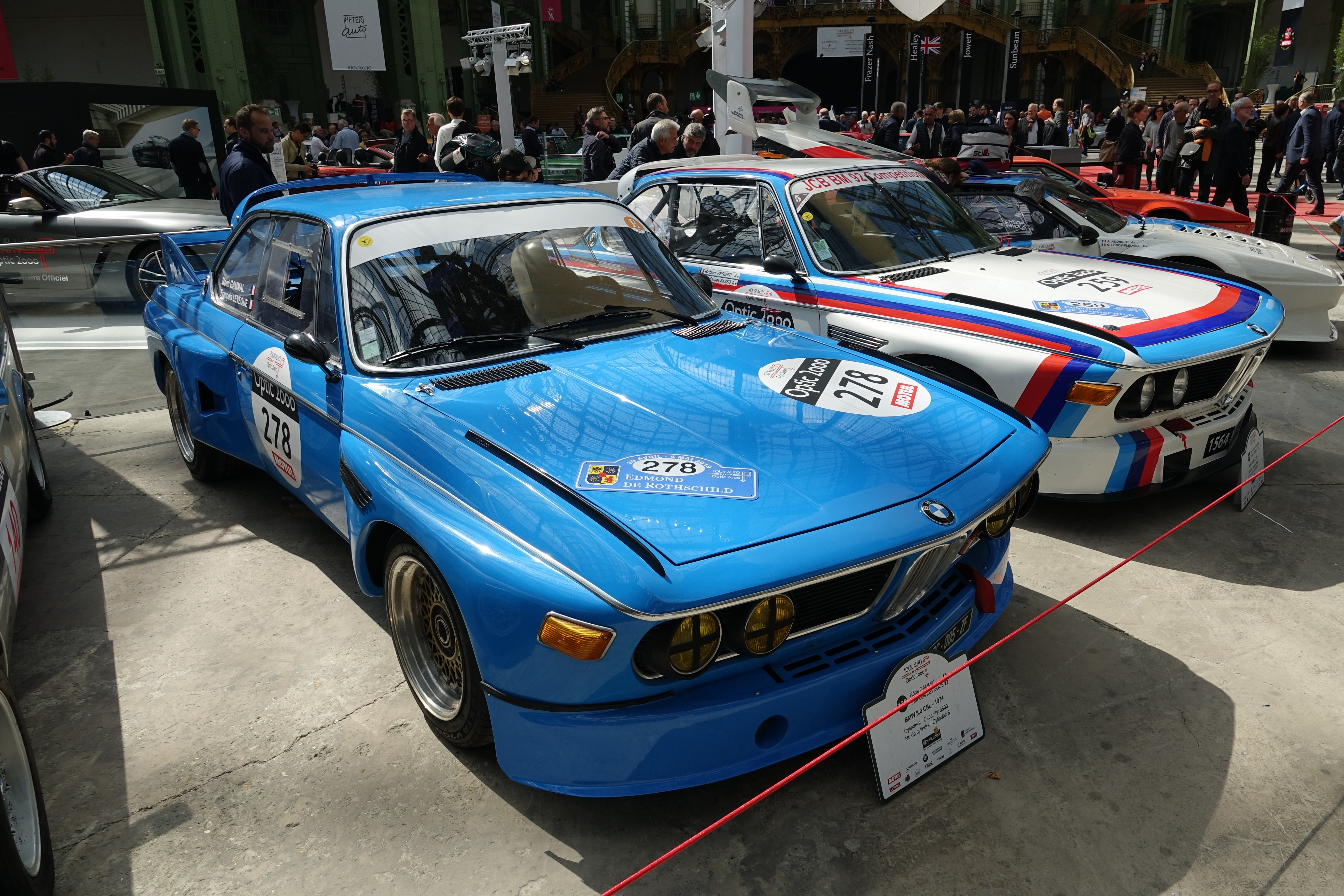
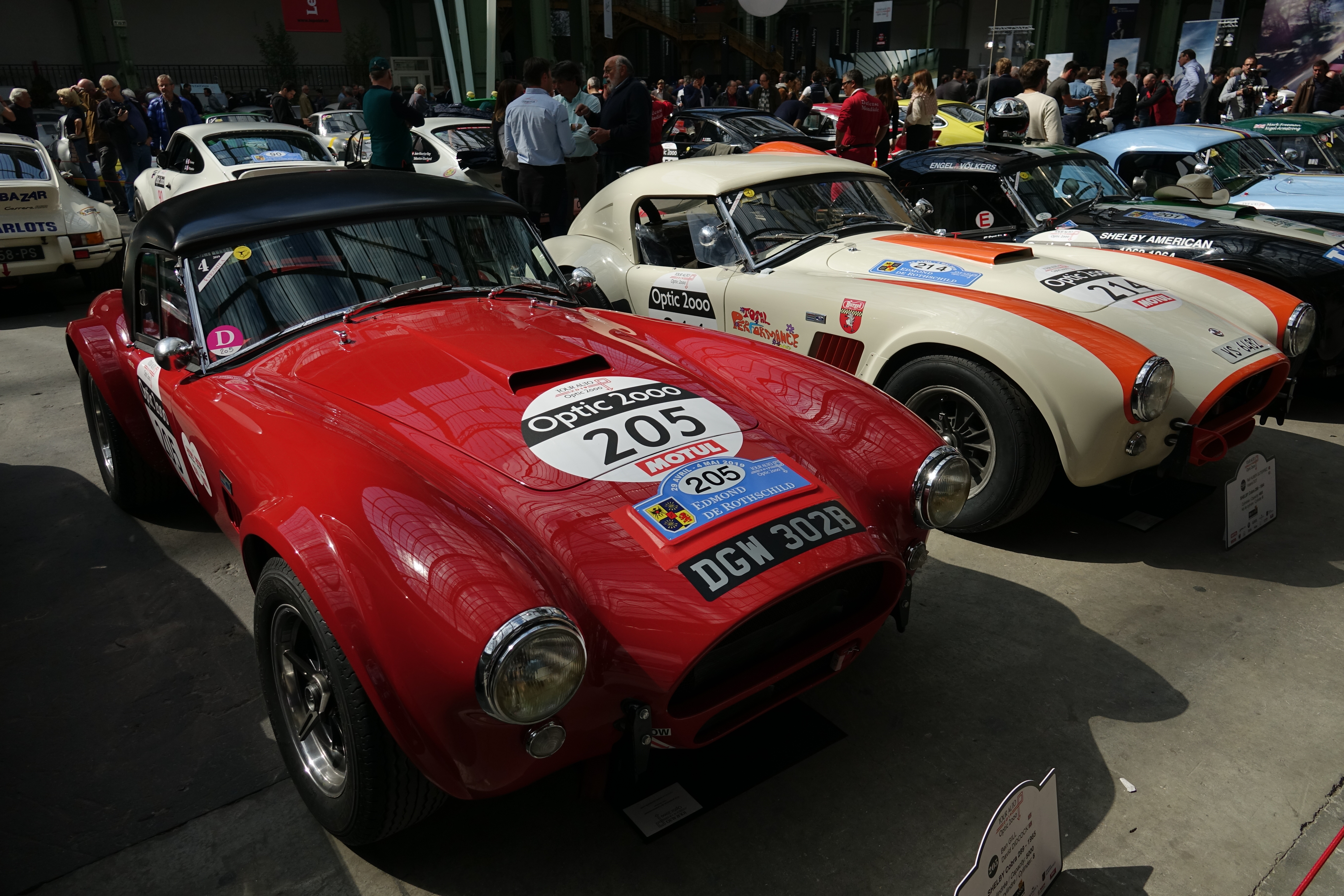
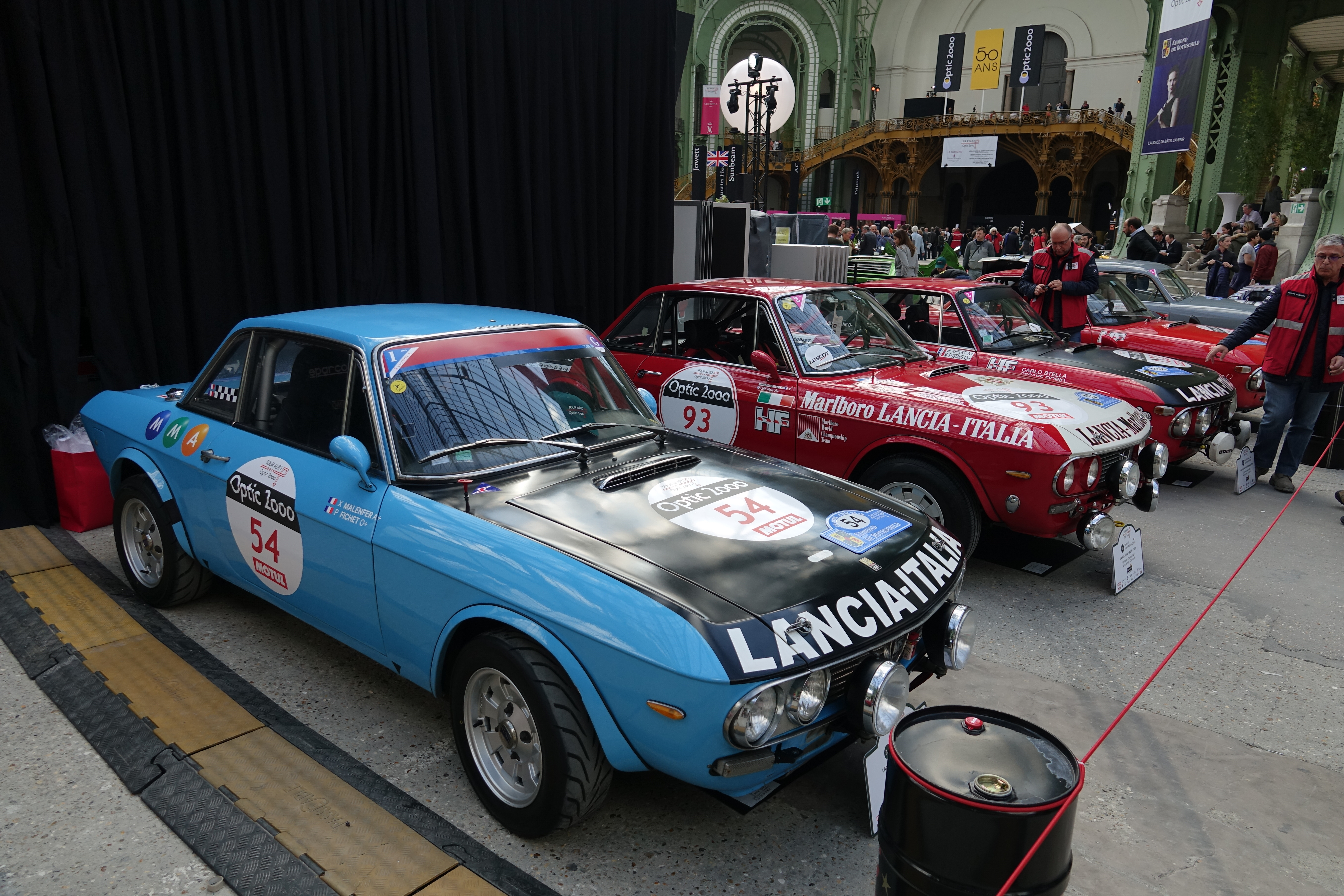
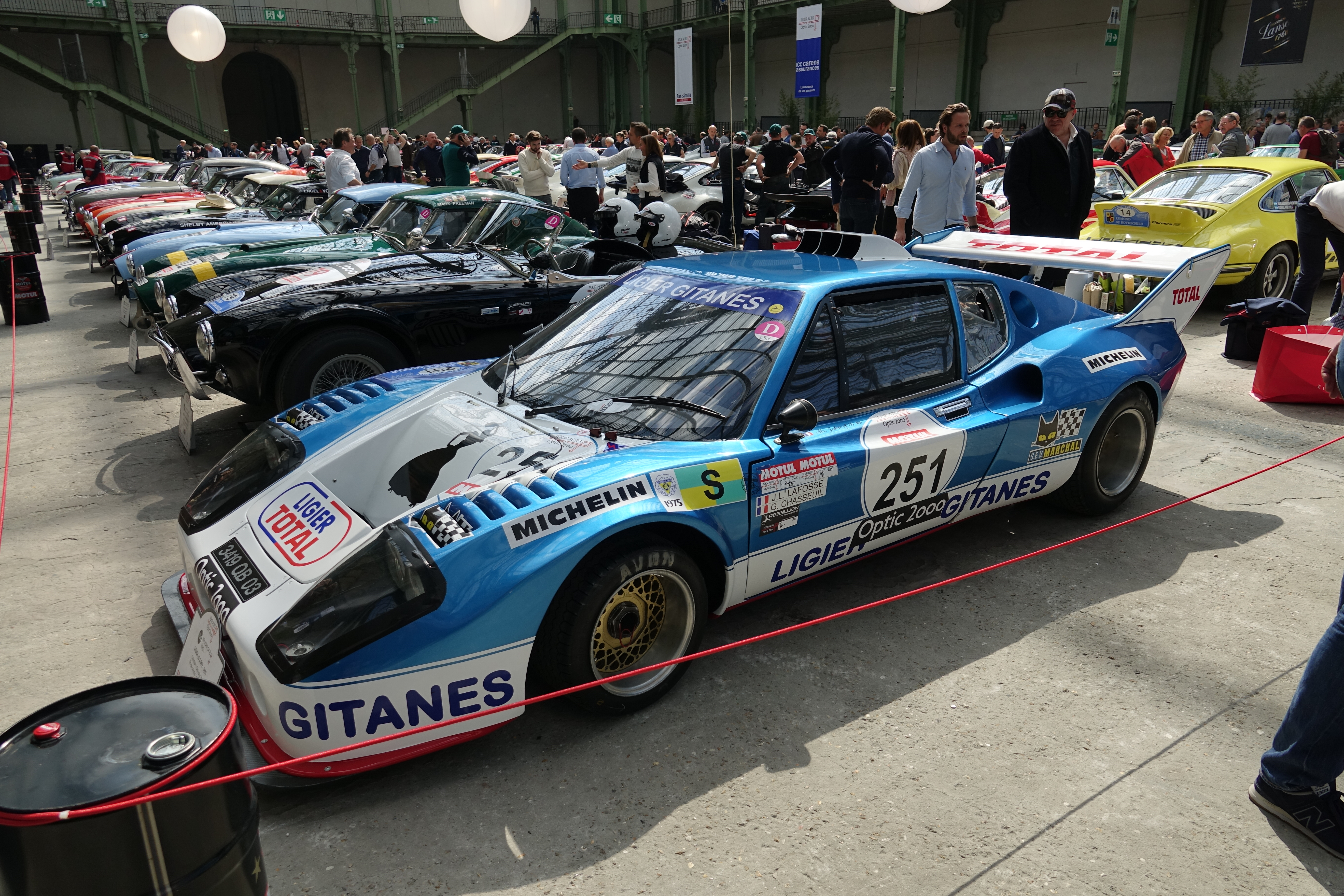
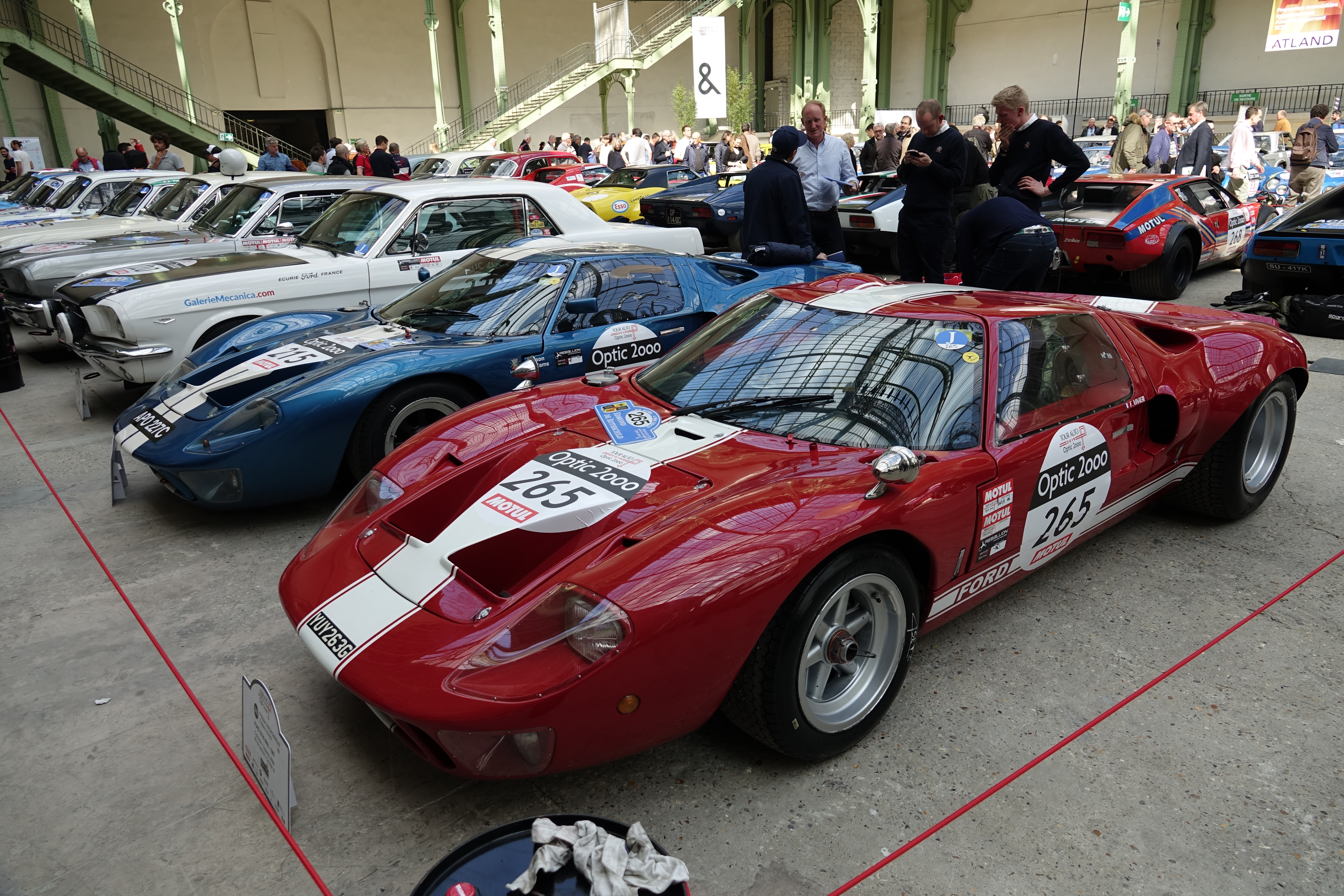

#### Classement
| Classement                          | Pilote                      | Copilote                   | Voiture                         | Dossard |
| ----------------------------------- | --------------------------- | -------------------------- | ------------------------------- | ------- |
| Compétition VHC                     |                             |                            |                                 |         |
| 1er                                 | Raphaël FAVARO              | Yves BADAN                 | Lotus Elan 26R                  | 211     |
| 2e                                  | Damien KOHLER               | Sylvie LABOISNE            | Lotus Elan 26R                  | 212     |
| 3e                                  | Bertrand PENLAE             | Anne PENLAE                | Porsche 911 2.0 L               | 217     |
| Compétition G                       |                             |                            |                                 |         |
| 1er                                 | Timm MEINRENKEN             | Lara MEINRENKEN-SCHWIERING | Alfa Romeo 1750 GTAM            | 232     |
| 2e                                  | Lucien GUITTENY             | Olivier GUITTENY           | Alfa Romeo 1750 GTAM            | 273     |
| 3e                                  | Alexandre DELAYE            | Grégoire MAUCHAMP          | BMW 2800 CS                     | 262     |
| Compétition H-I                     |                             |                            |                                 |         |
| 1er                                 | Didier SIRGUE               | Jean-Michel CARRIERE       | De Tomaso Pantera Gr. IV        | 282     |
| 2e                                  | John of B                   | SIBEL                      | Ligier JS 2 DFV                 | 251     |
| 3e                                  | François-Xavier ENTREMONT   | Jacques ENTREMONT          | Ferrari 308 Gr IV Michelotto    | 252     |
| Compétition - Indice de Performance |                             |                            |                                 |         |
| 1er                                 | Jean-François PENILLARD     | Chloé PENILLARD            | Porsche 356 Pre A 1300          | 158     |
| 2e                                  | Gabriel BALTHAZARD          | Cyril OLIOT                | Porsche 356 Pre A 1500          | 162     |
| 3e                                  | Jean-Michel VILLOT          | Mylène ROBERT              | Porsche 356 Pre A 1500          | 176     |
| Régularité VHC                      |                             |                            |                                 |         |
| 1er                                 | Éric HAMONIAU               | Edouard LOTTHE             | Ferrari 250 GT Lusso            | 14      |
| 2e                                  | Alejandro OXENFORD          | Jose Luis CELADA           | Ferrari 275 GTB                 | 42      |
| 3e                                  | Tomas HINRICHSEN            | Solange MAYO               | Maserati 200 SI                 | 3       |
| Régularité G                        |                             |                            |                                 |         |
| 1er                                 | Éric ANDRÉ                  | Ugo ANDRÉ                  | Volvo 122 S                     | 113     |
| 2e                                  | Ruben MAES                  | Aswin PYCK                 | Porsche 911 T                   | 107     |
| 3e                                  | Dominique BRIE              | Marc MICHEL                | Alfa Romeo Giulia 1600 TI Super | 67      |
| Régularité H/I                      |                             |                            |                                 |         |
| 1er                                 | Patrick BONNARDEL           | Alexandre BONNARDEL        | Ford Escort Mexico              | 73      |
| 2e                                  | Juan Jorge Eduardo OXENFORD | Gabriel MOCCIOLA           | Porsche 911 Carrera RS 2.7 L    | 14      |
| 3e                                  | Marc JAY                    | Yves BROSSARD              | Lancia Fulvia 1600 HF           | 93      |

### 29eédition (2020)
La 29e édition du Tour Auto devait se tenir du 20 au 25 avril 2020 mais à la suite de la pandémie de Covid-19, celle-ci est reportée du 31 août au 5 septembre 2020. Cette édition 2020 est la première de l'histoire du Tour Auto à se dérouler après la fin Août et elle met à l'honneur les prototypes Porsche (550 Spyder, 356 Carrera Abarth 1600, 356 Carrera Abarth 2000, 904 GTS, 910, 906 ou 907).
Après un départ officiel de l'Autodrome de Linas-Montlhéry, les engagés parcourent 2 140 km en passant par Clermont-Ferrand, Limoges, Toulouse et le Pont du Gard pour arriver à Marseille. Des épreuves chronométrées se déroulent sur les circuits de Magny-Cours, Charade, d'Albi et Ledenon.

#### Classement
| Classement                          | Pilote                 | Copilote               | Voiture                            | Dossard |
| ----------------------------------- | ---------------------- | ---------------------- | ---------------------------------- | ------- |
| Compétition VHC                     |                        |                        |                                    |         |
| 1er                                 | Raphaël Favaro         | Lucien-Charles Nicolet | Jaguar Type E 3.8 L                | 201     |
| 2e                                  | Jean-Pierre Lajournade | Christophe Bouchet     | Jaguar Type E 3.8 L                | 202     |
| 3e                                  | Damien Kohler          | Sylvie Laboisne        | Shelby Cobra 289                   | 212     |
| Compétition G                       |                        |                        |                                    |         |
| 1er                                 | Richard Depagneux      | Arnaud Anjoras         | BMW 2800 CS                        | 244     |
| 2e                                  | Philippe Vandromme     | Frédéric Vivier        | Ford GT40 MkIII                    | 265     |
| 3e                                  | Patrick Baigneres      | Christophe Chapon      | Alfa Romeo Giulia 2000 GTV         | 200     |
| Compétition H-I                     |                        |                        |                                    |         |
| 1er                                 | Florent Jean           | Yves Jean              | Ferrari 308 Gr IV Michelotto       | 253     |
| 2e                                  | Jean-Maurice Rey       | Sébastien Eberhard     | Porsche 911 Carrera RSR 3,0L       | 254     |
| 3e                                  | Gérard Besson          | Bruno Mainguet         | Porsche 911 Carrera RS 3,0L        | 260     |
| Compétition - Indice de Performance |                        |                        |                                    |         |
| 1er                                 | Gilles Couraudon       | Marielle Couraudon     | Porsche 356 Pre A 1500             | 164     |
| 2e                                  | Diego Meier            | Giacomo Amoroso        | Ferrari 225S Vignale Berlinetta    | 158     |
| 3e                                  | Jean-Yves Beaupigny    | Geraud Dumesne         | Alfa Romeo Giulietta Sprint Veloce | 177     |
| Régularité VHC                      |                        |                        |                                    |         |
| 1er                                 | Jean-François Nicoules | François Nicoules      | Ford Mustang 289                   | 65      |
| 2e                                  | Jean Rigondet          | Olivier Souillard      | Porsche 356 B Coupé 1600 S         | 38      |
| 3e                                  | Patrick Bonnardel      | Alexandre Bonnardel    | Triumph TR4                        | 53      |
| Régularité G                        |                        |                        |                                    |         |
| 1er                                 | Victor Fernandes       | Gael Escribe           | Lancia Fulvia 1300 HF              | 102     |
| 2e                                  | Philippe Champeroux    | Sébastien Adam         | Matra Bonnet Djet 5S               | 109     |
| 3e                                  | Pierre Morel           | Pierre Lenfant         | Chevrolet Corvette C3              | 42      |
| Régularité H/I                      |                        |                        |                                    |         |
| 1er                                 | Marc Jay               | Thomas Jay             | Lancia Fulvia 1600 HF              | 95      |
| 2e                                  | Melina Priam           | Anne-Chantal Pauwels   | Opel 1900 GT                       | 91      |
| 3e                                  | Étienne Bruet          | Clémence de Bernis     | Peugeot 504 V6 Gr. IV              | 88      |

### 30eédition (2021)
En raison de la pandémie de Covid-19, l'édition 2021 du Tour Auto prévue initialement du 19 au 25 avril 2021 est reportée du 30 août au 24 septembre 2021.
Le Tour Auto fête ses 30 ans lors de cette édition 2021 avec une arrivée symbolique à Nice, ville historique du Tour Auto où l'Automobile Club de Nice avait redonné vie au Tour de France Automobile de 1951 à 1986. Le parcours se déroule entre Paris et Nice en passant par les villes étapes de Beaune, Aix-les-Bains, Valence et Nîmes. Les circuits empruntés sont au nombre de quatre : Dijon-Prenois, Bresse, Lédenon et Paul-Ricard.
Cette année, ce sont deux voitures mythiques qui sont mises à l'honneur : la Ferrari 250GT Berlinetta et la Jaguar MK II.

#### Classement
| Classement                          | Pilote                  | Copilote              | Voiture                                     | Dossard |
| ----------------------------------- | ----------------------- | --------------------- | ------------------------------------------- | ------- |
| Compétition VHC                     |                         |                       |                                             |         |
| 1er                                 | Christophe Van Riet     | Éric Werner           | Shelby AC Cobra 289 (1963)                  | 210     |
| 2e                                  | Sébastien Berchon       | Sébastien Bordier     | Jaguar Type E 3.8 L (1963)                  | 203     |
| 3e                                  | Damien Kohler           | Sylvie Laboisne       | Shelby AC Cobra 289 (1965)                  | 212     |
| Compétition G                       |                         |                       |                                             |         |
| 1er                                 | John of B               | SIBEL                 | Matra MS 650 (C) (1972)                     | 251     |
| 2e                                  | Urs Beck                | Christina Schaffner   | Porsche 911 2.3l ST (1970)                  | 272     |
| 3e                                  | Olivier Pernaut         | Grégory Cohen         | Alfa Romeo 1750 GTAM (1969)                 | 278     |
| Compétition H-I                     |                         |                       |                                             |         |
| 1er                                 | Emmanuel Brigand        | Yann Albert           | Porsche 911 Carrera RSR 3.0 L (1974)        | 258     |
| 2e                                  | Olivier Barret          | Sébastien Crubile     | Porsche 911 Carrera RSR 2,8 L (1973)        | 259     |
| 3e                                  | Émile Breittmayer       | Maxime Vilmot         | Alpine A110 1800 Groupe IV (1972)           | 265     |
| Compétition - Indice de Performance |                         |                       |                                             |         |
| 1er                                 | Jean-François Pénillard | Pierre-Paul Pénillard | Porsche 356 Pre A Coupé 1300 (1954)         | 166     |
| 2e                                  | Pierre Macchi           | Isabelle Martrou      | Alfa Roméo Giulietta Sprint Speciale (1961) | 162     |
| 3e                                  | Antoine Blanc           | Didier Vest           | Lotus Elite S2                              | 175     |
| Régularité VHC                      |                         |                       |                                             |         |
| 1er                                 | Jean-François Nicoules  | François Nicoules     | Mercedes-Benz 300 SL (1956)                 | 55      |
| 2e                                  | Nicolas Pagano          | Gérald d'Incau        | Jaguar Type E 3.8 L (1964)                  | 26      |
| 3e                                  | Jean Rigondet           | Olivier Souillard     | Porsche 356 B coupé 1600 S (1963)           | 20      |
| Régularité G                        |                         |                       |                                             |         |
| 1er                                 | Oscar Brocades Zaalberg | Vincent Drapeau       | Ferrari 275GTB 6C (1966)                    | 52      |
| 2e                                  | Georges-Henri Meylan    | Benoît Clivio         | Alpine A110 1800 Groupe IV (1970)           | 56      |
| 3e                                  | Stéphane Péculier       | Victor Péculier       | Porsche 914/6 (1970)                        | 84      |
| Régularité H/I                      |                         |                       |                                             |         |
| 1er                                 | Marc Jay                | Thomas Jay            | Lancia Fulvia 1.6 L HF (1972)               | 94      |
| 2e                                  | Mélina Priam            | Anne-Chantal Pauwels  | Opel 1900 GT (1972)                         | 36      |
| 3e                                  | Tommy Eriksson          | Erwin Siesling        | Porsche 911 2.5 L ST Groupe IV (1972)       | 147     |

### 31eédition (2022)
La trente-et-unième édition du Tour Auto se déroule du 25 au 30 avril 2022 à partir de Paris en passant par La Baule, Limoges, Bordeaux et Pau, pour terminer à Andorre-la-Vieille où le Tour Auto était passé il y a 20 ans, en 2002. Cette année, l'événement rend hommage aux grandes marques ayant participé aux premières éditions du Tour Auto d’après-guerre.
Pour la première fois de son histoire, l'exposition des 230 véhicules de collection du Tour Auto 2022 se déroule dans le Pavillon 6 du Parc des expositions de la Porte de Versailles à Paris, sur deux jours (24 au 25 avril).

#### Classement
| Classement                          | Pilote               | Copilote            | Voiture                                 | Dossard |
| ----------------------------------- | -------------------- | ------------------- | --------------------------------------- | ------- |
| Compétition VHC                     |                      |                     |                                         |         |
| 1er                                 | Thierry Boutsen      | Hervé Ordioni       | Shelby Cobra 289 (1963)                 | 218     |
| 2e                                  | Raphaël Favaro       | Thomas De Saulieu   | Lotus Elan 26R (1965)                   | 211     |
| 3e                                  | Damien Kohler        | Sylvie Laboisne     | Shelby Cobra 289 (1965)                 | 212     |
| Compétition G                       |                      |                     |                                         |         |
| 1er                                 | Jérémy Lancksweert   | Christophe Van Riet | Ferrari 365 GTB/4 Gr.IV (1971)          | 273     |
| 2e                                  | Urs Beck             | Christina Haffner   | Porsche 911 2,3L ST (1970)              | 276     |
| 3e                                  | Olivier Guitteny     | Erwhan Cordelet     | Alfa Romeo 1750 GTAm (1971)             | 279     |
| Compétition H-I                     |                      |                     |                                         |         |
| 1er                                 | Mr John Of B         | Le Commandeur       | Ligier JS2 (1975)                       | 251     |
| 2e                                  | Florent Jean         | Yves Jean           | Porsche 911 SC Gr.IV (1981)             | 253     |
| 3e                                  | Emmanuel Brigand     | Yann Albert         | Porsche 911 Carrera RS 3.0 (1974)       | 262     |
| Compétition - Indice de Performance |                      |                     |                                         |         |
| 1er                                 | Jean-Michel Villot   | Sébastien Villot    | Porsche 356 (Pre-A) 1500 coupé (1954)   | 158     |
| 2e                                  | Gilles Couraudon     | Marielle Couraudon  | Porsche 356 (pré-A) 1500 S Coupé (1954) | 170     |
| 3e                                  | Carlos de Miguel     | Luis Delso          | Alfa Romeo Giulietta Sprint (1961)      | 178     |
| Régularité VHC                      |                      |                     |                                         |         |
| 1er                                 | Jean-Jacques Martens | Aswin Pyck          | Volvo PV 444 (1957)                     | 34      |
| 2e                                  | Gérald d'Incau       | Nicolas Pagano      | Jaguar E-Type 3.8 (1964)                | 22      |
| 3e                                  | Martin H. Sucari     | Francisco Sucari    | Porsche 356 (A) 1600 coupé (1958)       | 41      |
| Régularité G                        |                      |                     |                                         |         |
| 1er                                 | Jean Rigondet        | Olivier Souillard   | Simca CG B1200 (1971)                   | 95      |
| 2e                                  | Victor Fernandes     | Gael Escribe        | Lancia Fulvia HF (1971)                 | 19      |
| 3e                                  | Stéphane Peculier    | Stéphanie Viellard  | Porsche 914/6 (1970)                    | 103     |
| Régularité H/I                      |                      |                     |                                         |         |
| 1er                                 | Tommy Eriksson       | Erwin Siesling      | Porsche 911 2,5L ST GR4 (1972)          | 132     |
| 2e                                  | Laurent Grangier     | Maia Grangier       | Alfa Romeo 2000 GTV (1972)              | 63      |
| 3e                                  | Jack Oxenford        | Gabriel Mocciola    | Porsche 911 Carrera RS 2.7 (1973)       | 51      |

### 32eédition (2023)
La trente-deuxième édition du Tour Auto se déroule du 16 au 23 avril 2023 à partir de Paris en passant par Beaune, Clermont-Ferrand et Valence pour terminer à Cannes. Quatre circuit sont empruntés au cours de cette édition :  Dijon-Prenois, Bresse, Charade et Paul-Ricard et 10 spéciales sur routes fermées sont programmées.
Cette édition marque également le retour du départ fictif au Grand Palais éphémère et ce sont les vieilles voitures anglaises qui sont mises à l'honneur. Le départ réel est quant à lui donné depuis le Château de Vaux-le-Vicomte en Seine-et-Marne.

#### Classement
| Classement      | Pilote                 | Copilote                 | Voiture                            | Dossard |
| --------------- | ---------------------- | ------------------------ | ---------------------------------- | ------- |
| Compétition VHC |                        |                          |                                    |         |
| 1er             | Sébastien Berchon      | Sébastien Bordier        | Jaguar E-Type 3.8 (1963)           | 203     |
| 2e              | Frederic Wakeman       | Patrick Blakeney-Edwards | Shelby Cobra 289 (1965)            | 211     |
| 3e              | Patrick Bonnardel      | Alexandre Bonnardel      | Jaguar E-Type 3.8 (1964)           | 210     |
| Compétition G   |                        |                          |                                    |         |
| 1er             | Claudio Roddaro        | Michel Speyer            | Porsche 911 2,3L ST (1970)         | 269     |
| 2e              | Timm Meinrenken        | Fynn Schroder            | Alfa Romeo 1750 GTAm (1968)        | 185     |
| 3e              | Mr John Of B           | Antoine Gibert           | Porsche 911 2,3L ST (1971)         | 257     |
| Compétition H-I |                        |                          |                                    |         |
| 1er             | Olivier Pernaut        | Gerry Blyenberg          | Ford Capri RS 2600 (1975)          | 253     |
| 2e              | Richard Hywel Evans    | Richard Chapman          | Porsche 911 Carrera RSR 3.0 (1974) | 267     |
| 3e              | Nicolas Leroy-Fleuriot | Adrien Audibert          | BMW M1 Procar (1979)               | 265     |
| Régularité VHC  |                        |                          |                                    |         |
| 1er             | Eric Hamoniau          | Jérôme Dupard            | Ferrari 250 GT Lusso (1963)        | 76      |
| 2e              | Jean-Jacques Martens   | Aswin Pyck               | Morris Mini Cooper S 1275 (1964)   | 35      |
| 3e              | Dominique Poels        | Stéphane Prat            | Mercedes 300 SL Coupé (1955)       | 65      |
| Régularité G    |                        |                          |                                    |         |
| 1er             | Pedro San Martin       | Herman Dietrich          | Porsche 911 2.2 L S (1973)         | 47      |
| 2e              | Julien Vagner          | Nathalie Vagner          | Opel GT 1900 (1969)                | 53      |
| 3e              | Frédéric Iovleff       | Benoit Lohisse           | Porsche 914/6 (1971)               | 30      |
| Régularité H-I  |                        |                          |                                    |         |
| 1er             | Mélanie Astles         | Marc Jay                 | Lancia Fulvia HF (1972)            | 74      |
| 2e              | Jack Oxenford          | Ricardo Diaz             | Porsche 911 Carrera RS 2.7 (1973)  | 46      |
| 3e              | Manuel Elicabe         | Alec Daly                | Porsche 911 Carrera RS 2.7 (1973)  | 48      |

### 33eédition (2024)
La trente-troisième édition du Tour Auto se déroule du 22 au 27 avril 2024 à partir de Paris pour se terminer à Biarritz, en passant par les villes étapes de Tours (La Grange de Meslay), Limoges, Carcassonne, et Pau.
Pour la seconde fois de son histoire, après l'édition 2022, les vérifications et l’exposition des voitures du Tour Auto 2024 se déroule dans le Pavillon 6 du Parc des expositions de la Porte de Versailles à Paris.

#### Classement
| Classement                          | Pilote               | Copilote                 | Voiture                                   | Dossard |
| ----------------------------------- | -------------------- | ------------------------ | ----------------------------------------- | ------- |
| Compétition VHC                     |                      |                          |                                           |         |
| 1er                                 | Emmanuel Brigand     | Yann Albert              | Jaguar E-Type 3.8 (1963)                  | 202     |
| 2e                                  | Patrick Bonnardel    | Alexandre Bonnardel      | Jaguar E-Type 3.8 (1964)                  | 206     |
| 3e                                  | Frederic Wakeman     | Patrick Blakeney-Edwards | Shelby Cobra 289 (1965)                   | 211     |
| Compétition G                       |                      |                          |                                           |         |
| 1er                                 | Urs Beck             | Christina Schaffner      | Porsche 911 2,3L ST (1970)                | 279     |
| 2e                                  | Franck Izidi         | Matthieu Izidi           | Porsche 906 (1966)                        | 248     |
| 3e                                  | Alain Charrier       | Alain Gandon             | BMW 2002 TI (1971)                        | 00      |
| Compétition H-I                     |                      |                          |                                           |         |
| 1er                                 | Jérémy Mennechet     | Laurent Loubet           | Ferrari 308 Gr.IV Michelotto (1983)       | 264     |
| 2e                                  | Gauthier Gheysen     | Flavia Marinho           | De Tomaso Pantera Gr. IV (1972)           | 263     |
| 3e                                  | Aurélien Letheux     | Gerry Blyenberg          | Ford Capri RS 2600 (1975)                 | 298     |
| Compétition - Indice de Performance |                      |                          |                                           |         |
| 1er                                 | Gilles Couraudon     | Marielle Couraudon       | Porsche 356 (pré-A) 1500 S Coupé (1954)   | 164     |
| 2e                                  | Jean-Jacques Gravier | Dany Seigneurin          | Alfa Romeo Giulietta SVZ (1957)           | 152     |
| 3e                                  | Patrick Veyrat       | Jean-François Vergeot    | Alfa Romeo Giulietta Sprint Veloce (1958) | 176     |
| Régularité VHC                      |                      |                          |                                           |         |
| 1er                                 | Marc Jay             | Étienne Bruet            | MG A 1500 (1958)                          | 50      |
| 2e                                  | Gérald D'Incau       | Nicolas Pagano           | Jaguar E-Type 3.8 (1964)                  | 43      |
| 3e                                  | Martin H. Sucari     | Francisco Sucari         | Jaguar E-Type 3.8 (1964)                  | 39      |
| Régularité G                        |                      |                          |                                           |         |
| 1er                                 | Jean Rigondet        | Olivier Souillard        | Simca CG B1200 (1971)                     | 100     |
| 2e                                  | Manuel Elicabe       | Alec Daly                | Porsche 911 2,2L S (1970)                 | 38      |
| 3e                                  | Jean-Paul Lacombe    | Adrien Lacombe           | BMW 2002 TI (1971)                        | 79      |
| Régularité H-I                      |                      |                          |                                           |         |
| 1er                                 | Jack Oxenford        | Ricardo Diaz             | Porsche 911 Carrera RS 2.7 (1973)         | 36      |
| 2e                                  | Tommy Eriksson       | Erwin Siesling           | Porsche 911 2,5L ST GR4 (1972)            | 134     |
| 3e                                  | Christian Haas       | Jean-David Haas          | Porsche 911 Carrera RS 2.7 (1973)         | 64      |

## Concurrents ayant participé au rallye
Parmi les inconditionnels de l'événement, deux concurrents se distinguent particulièrement :
- l’Américain John Logan qui a participé à toutes les éditions du Tour Auto de 1992 à 2019 ;
- le Britannique Brandon Wang qui a participé à quasiment toutes les éditions du Tour Auto, de 1992 à 2017.

### Pilotes
- Rauno Aaltonen - 2014
- Jean-Claude Andruet - 2000, 2004, 2007
- Pierre-César Baroni - 2015
- Jürgen Barth - 1995, 2013, 2014, 2015, 2016
- Derek Bell - 2017
- Anthony Beltoise - 2016
- Jean-Pierre Beltoise - 1992
- Mark Blundell - 2014
- Thierry Boutsen - 2020
- Kenny Bräck - 2013
- Erik Carlsson - 2000, 2007
- François Chatriot - 2016
- Érik Comas - 2005, 2006, 2009, 2013, 2014 (vainqueur du Tour Auto Optic 2000 en 2013)
- Bernard Consten - 2006
- Yannick Dalmas - 2015[65]
- Bernard Darniche - 1993
- François Delecour - 2014
- Cyril Despres - 2012
- Romain Dumas - 2020
- Guy Fréquelin - 2016 (vainqueur du Tour de France Automobile 1983)
- Lucien Guitteny - 2015
- Phil Hill
- Juha Kankkunen - 2014
- Robert Kauffman - 2018
- Jacques Laffite - 2013
- Margot Laffite - 2010, 2018
- Gérard Larrousse - 2014, 2015, 2020 (triple vainqueur du Tour de France Automobile)
- Jochen Mass - 2015, 2016
- David McErlain - 1996, 2004
- Stirling Moss - 2000[66], 2001, 2004, 2007
- Raymond Narac - 2019
- Olivier Panis - 2013, 2014, 2015
- Henri Pescarolo - 1997 (vainqueur du Tour Auto 1997), 2023
- Emanuele Pirro - 2014
- Hervé Poulain - 2011
- Jean Ragnotti - 2002, 2003, 2004, 2005, 2006, 2007[67], 2009, 2012
- Pierre Ragues - 2014
- Bobby Rahal - 2002, 2013
- Walter Röhrl - 2000, 2007
- Armin Schwarz - 2014[68]
- Alain Serpaggi - 2018
- Andrew Smith - 2017 (vainqueur du Tour Auto Optic 2000 en 2017)
- Danny Sullivan - 2004
- Patrick Tambay
- Pierre de Thoisy - 2004
- Ari Vatanen - 2016, 2017

Pilotes ayant participé au Tour Auto
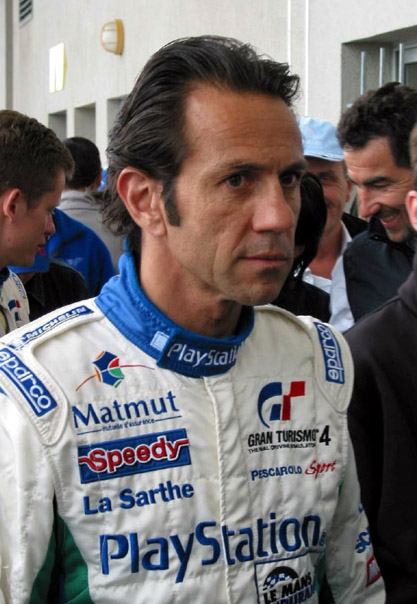
Érik Comas
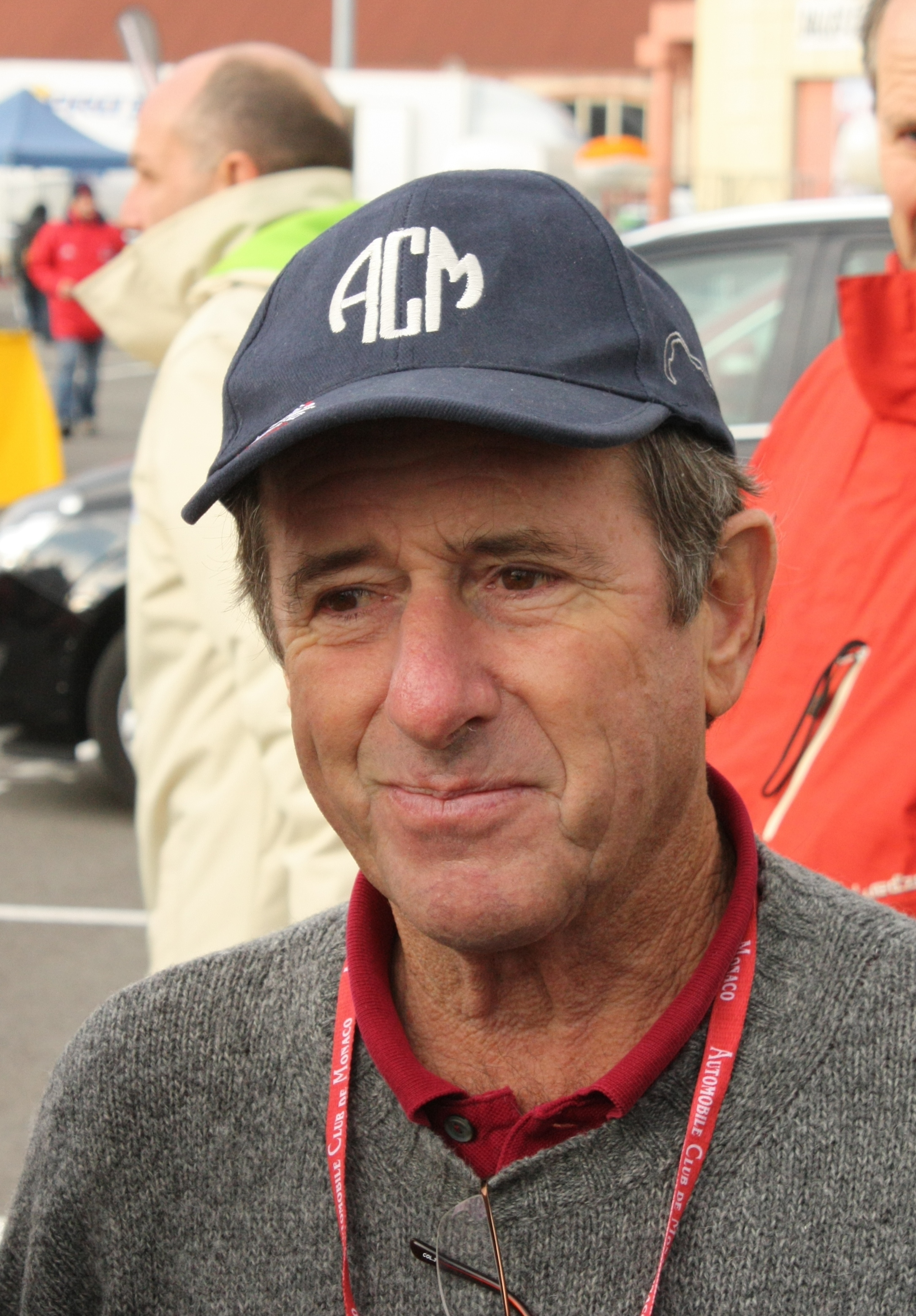
Jean Ragnotti
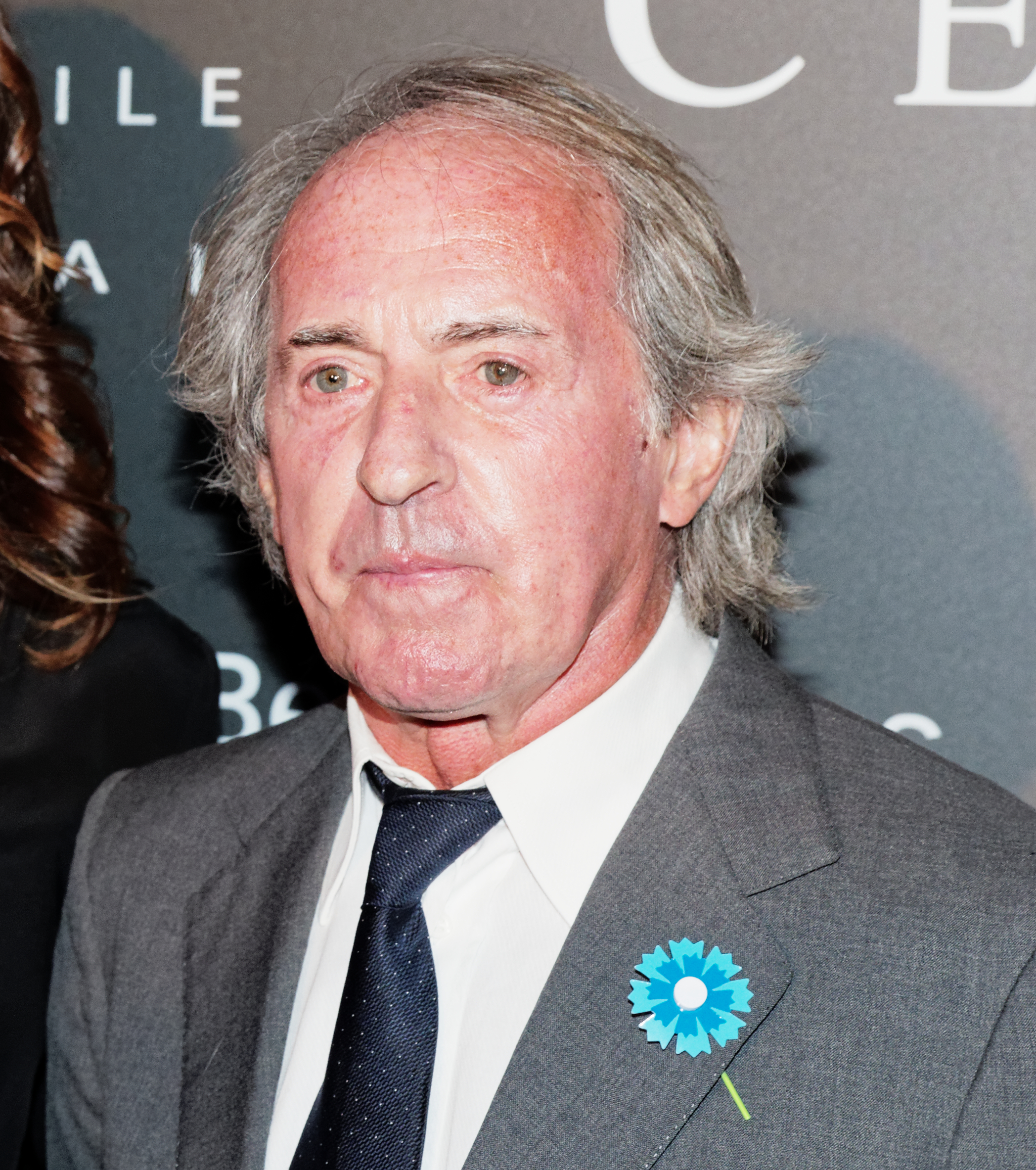
Jacques Laffite
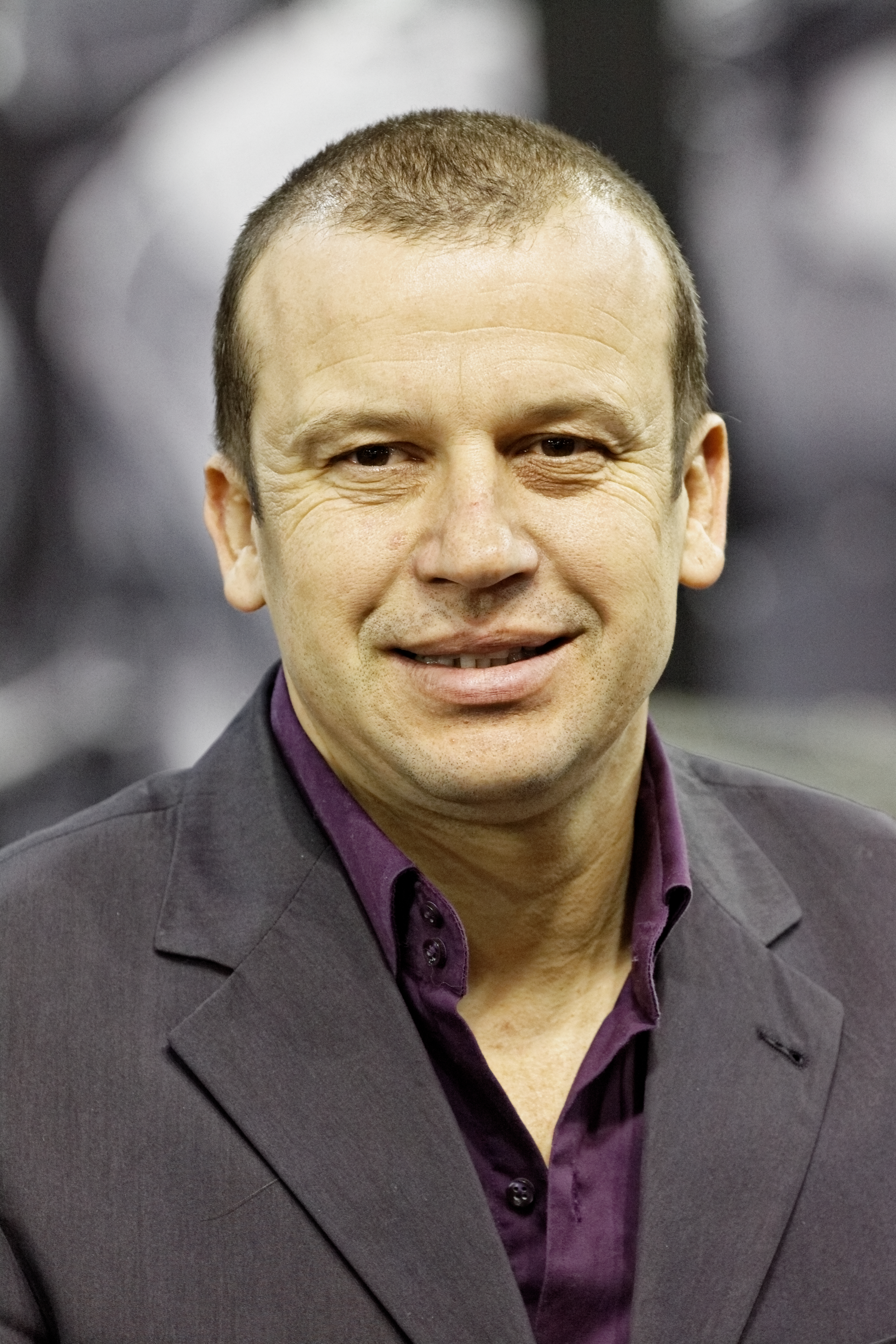
Olivier Panis
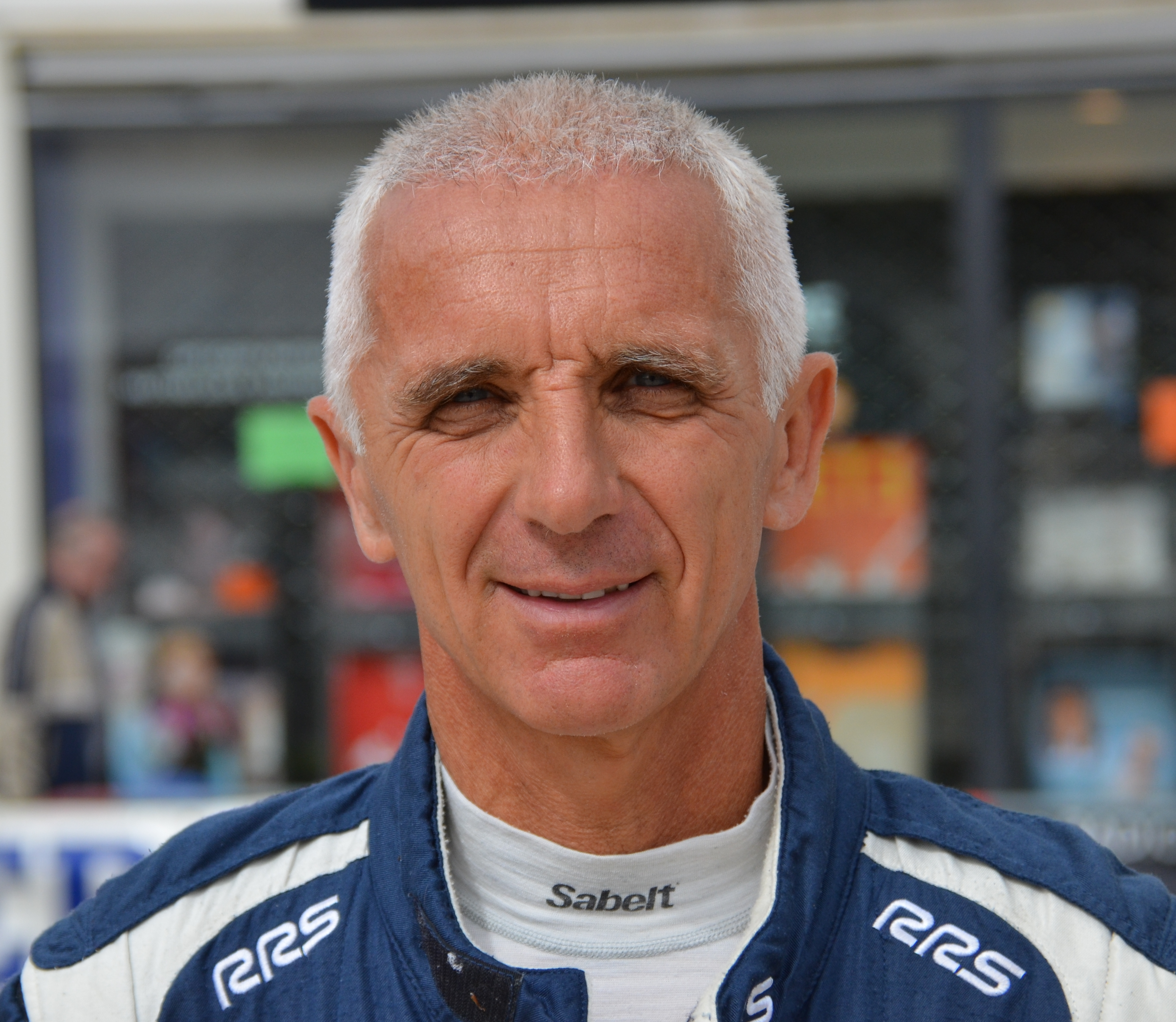
François Delecour
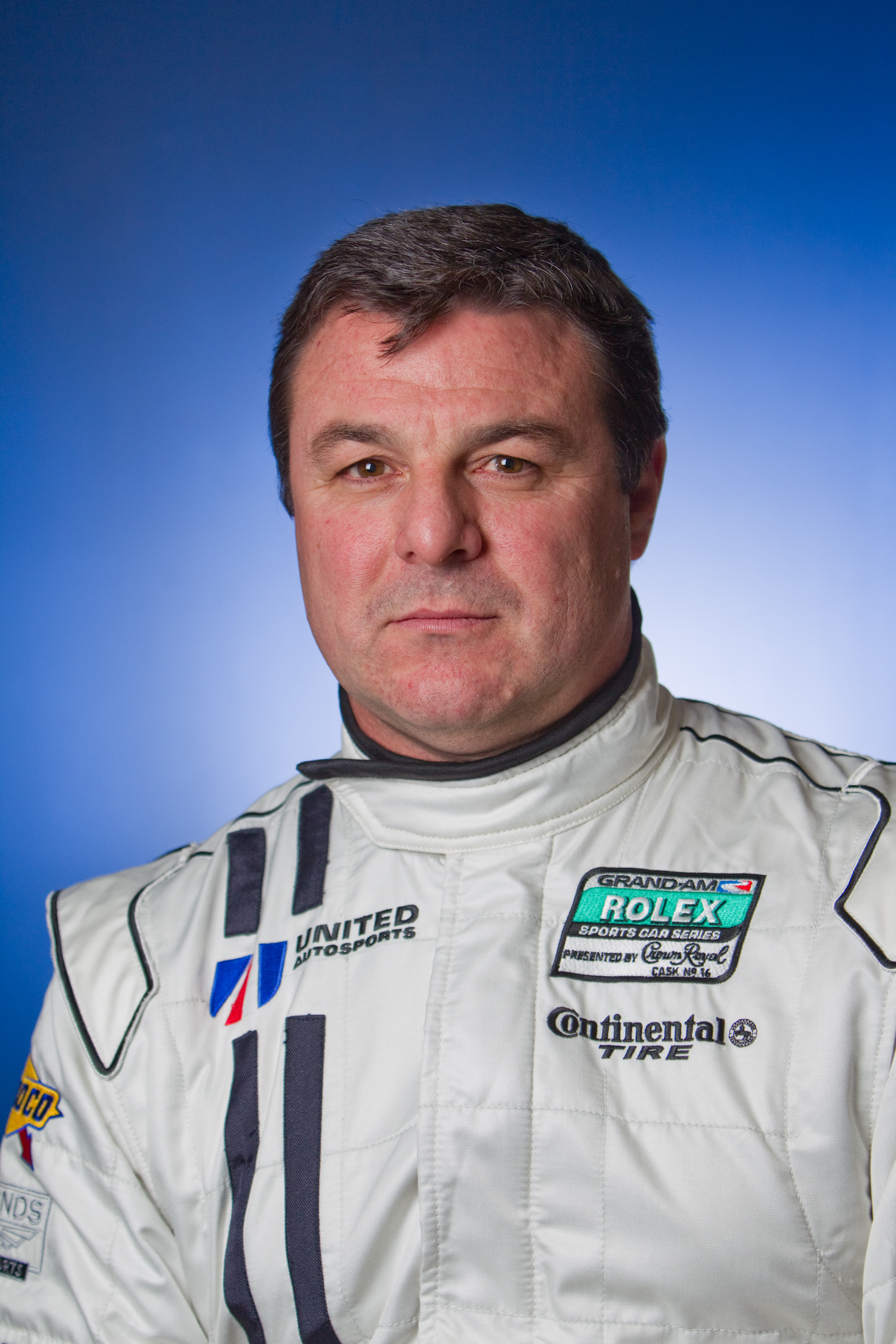
Mark Blundell
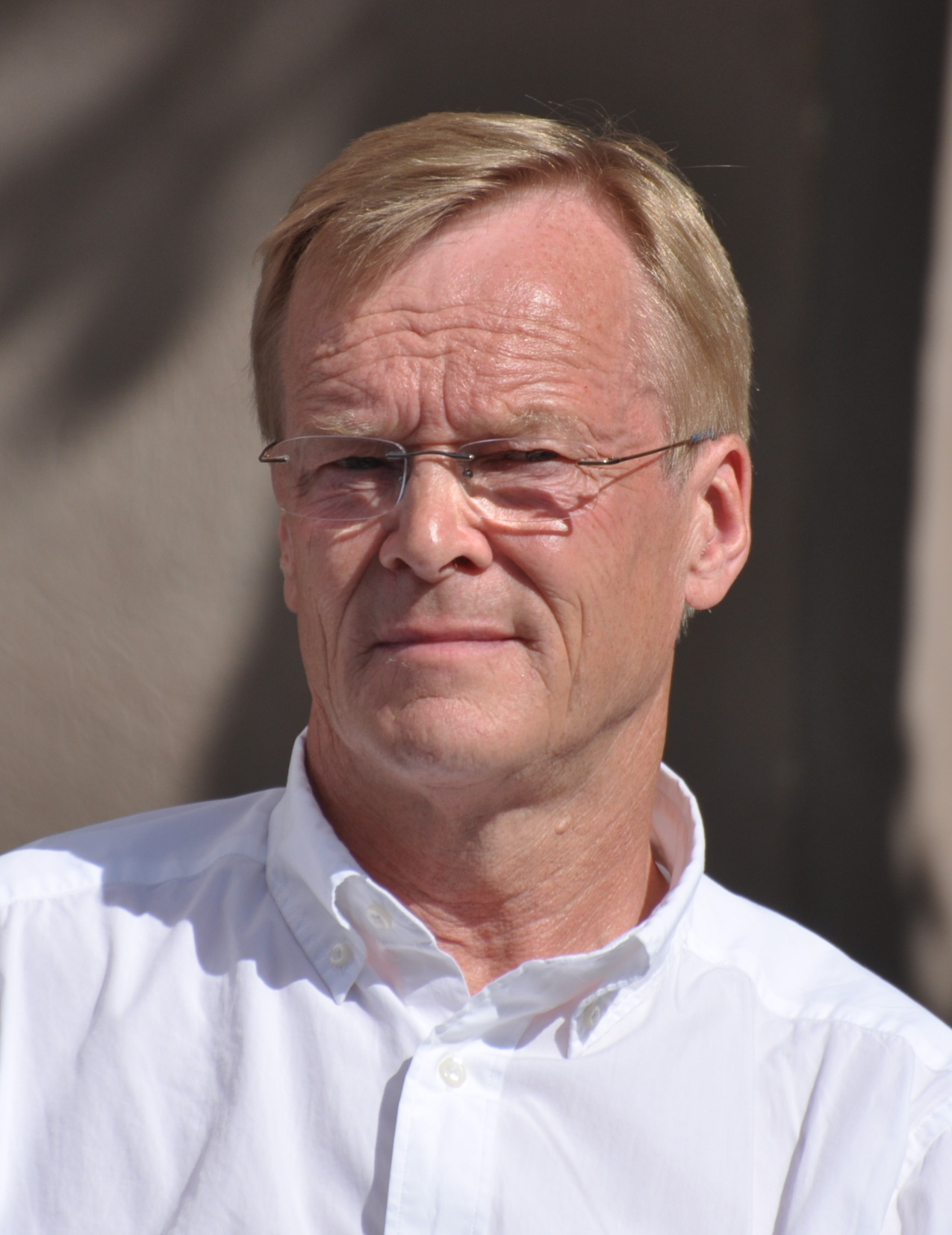
Ari Vatanen

### Personnalités
- Mélanie Astles - 2015
- Rowan Atkinson - 2000, 2007
- Felix Baumgartner - 2015
- Guy Berryman - 2017
- Alexandre Brasseur - 2013, 2014, 2015
- Didier Calmels - 2018
- Vincent Cerutti - 2013
- Dominique Chapatte - 2018, 2019
- Maëva Coucke - 2018, 2019[47]
- Jean-Paul Driot - 2015
- Luc Ferry - 2015
- Jean-Pierre Gagick - 2019, 2020, 2023
- Grégory Galiffi - 2014, 2016, 2017, 2018, 2019, 2020[69], 2023
- Denis Giraudet - 2015
- Gérard Holtz - 2013, 2014, 2015, 2016
- Arsène Jiroyan - 2014
- Jean-Pierre Lajournade - 2010, 2015, 2016, 2018, 2019 (vainqueur du Tour Auto 2010 et 2015)
- Simon Le Bon - 2015
- Nick Mason
- Jean-Pierre Pernaut - 2016, 2017, 2018[70]
- Claude Picasso - 2001
- Paloma Picasso - 2000, 2001, 2007
- Gilles Vidal - 2019
- S. Robson Walton
- Bruno Solo - 2019

Personnalités ayant participé au Tour Auto
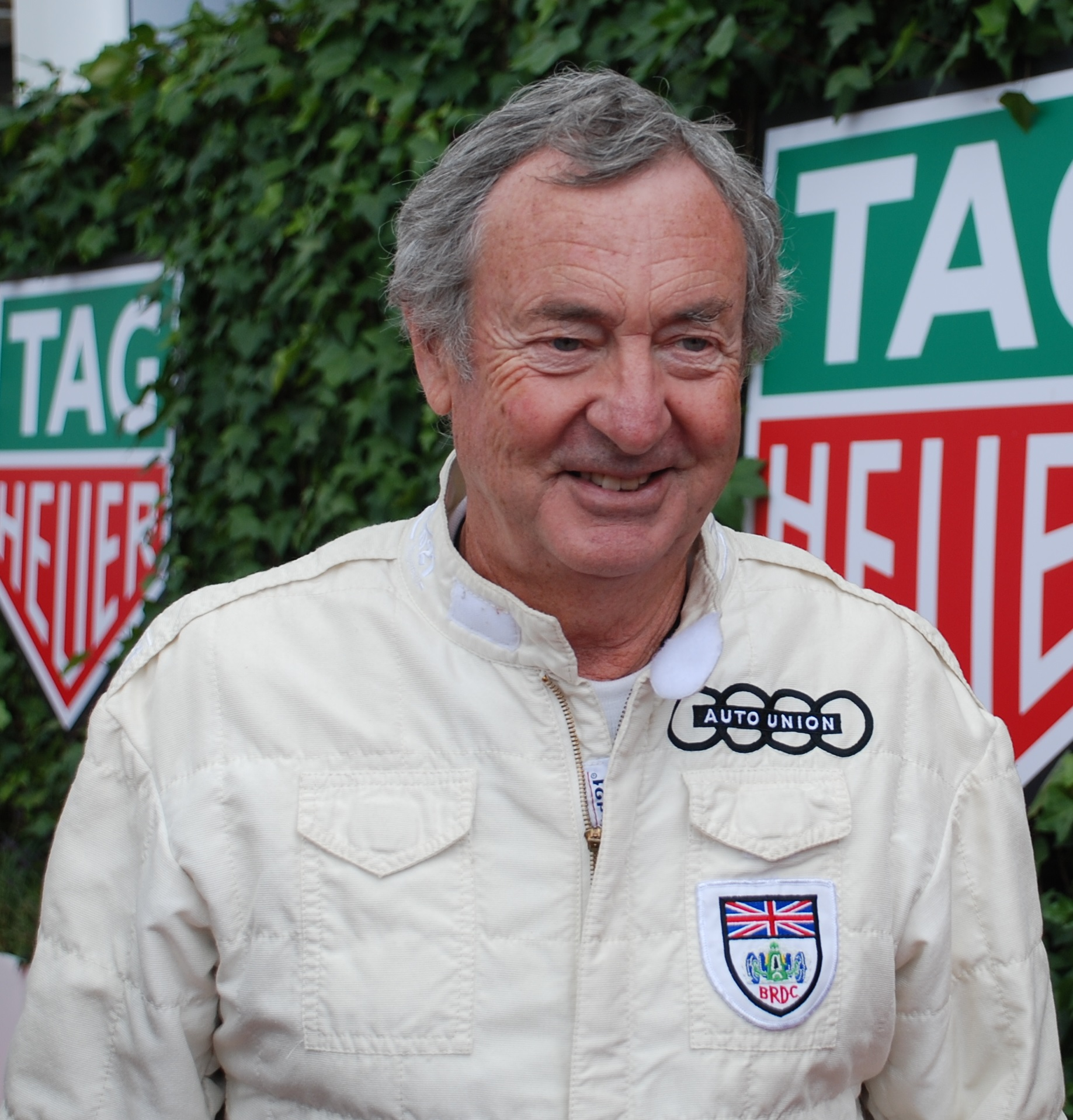
Nick Mason (Pink Floyd)
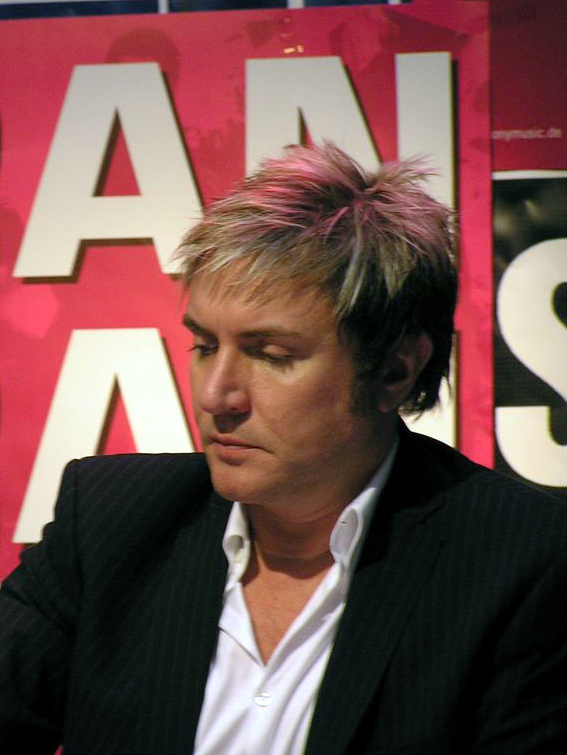
Simon Le Bon (Duran Duran)
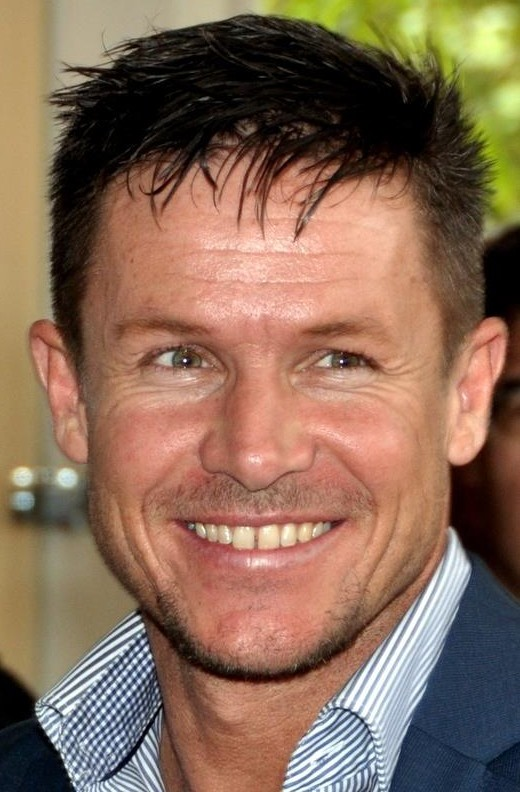
Felix Baumgartner (Parachutiste)
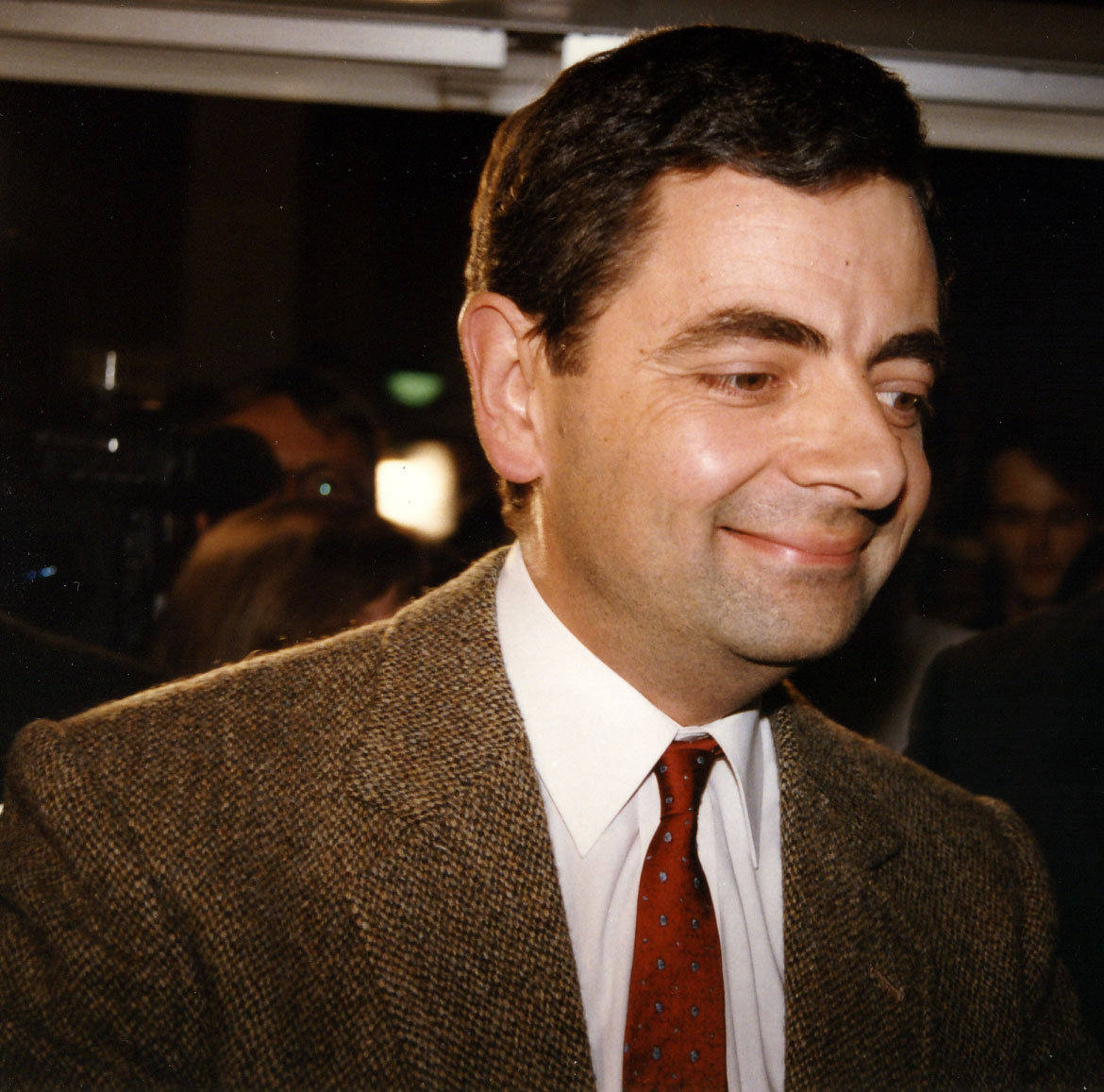
Rowan Atkinson (Mr.Bean)
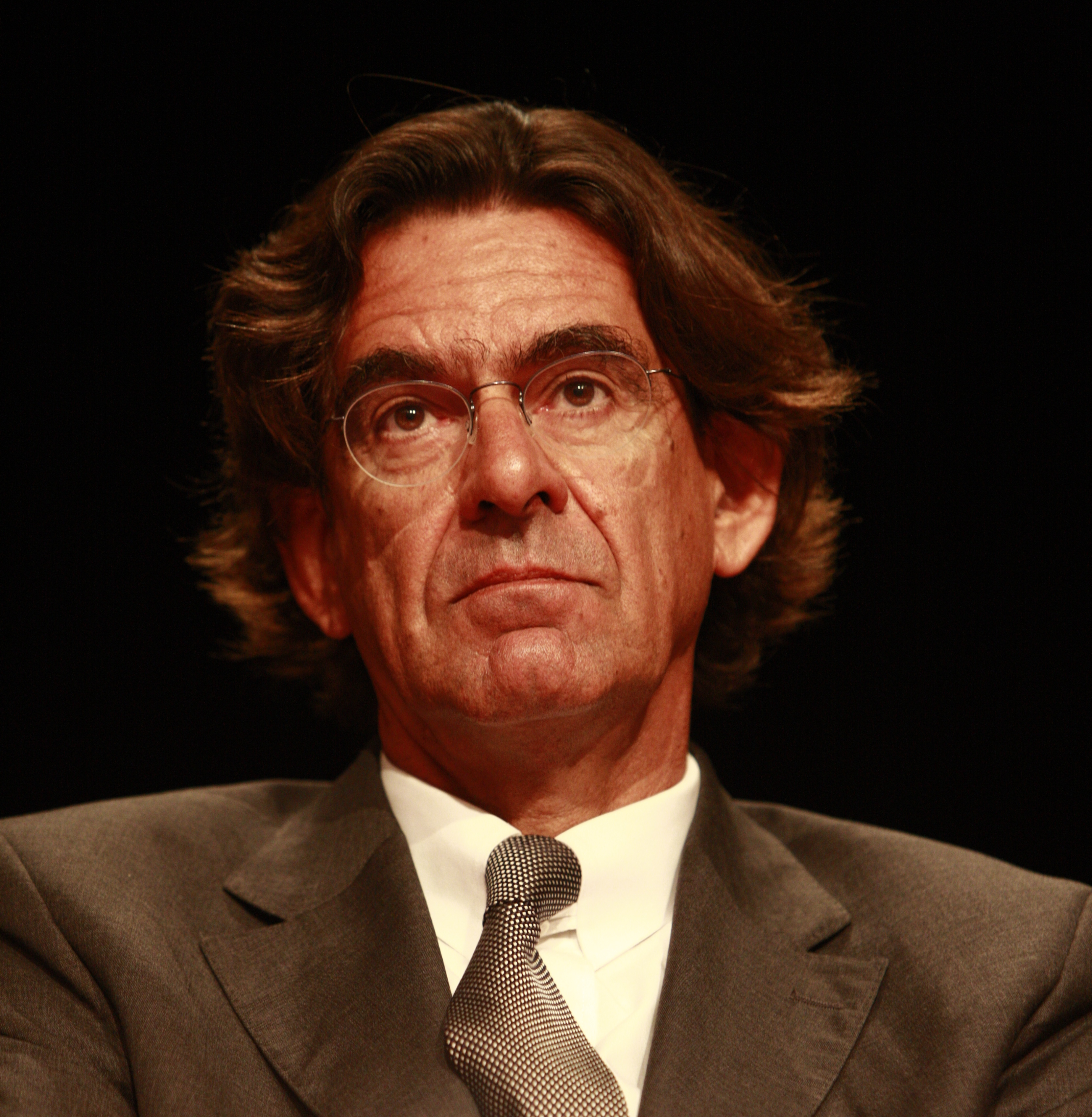
Luc Ferry (Ancien ministre)
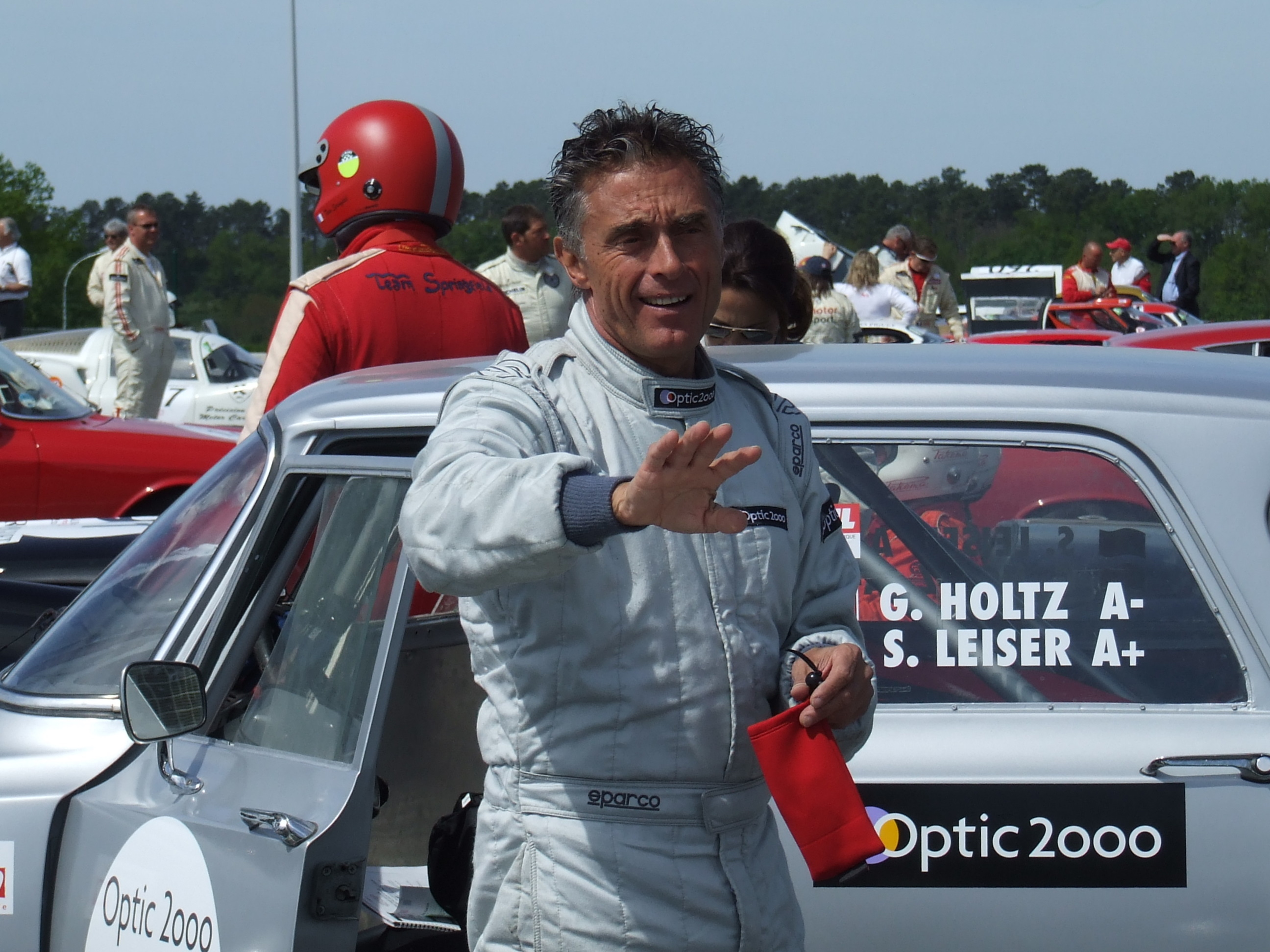
Gérard Holtz (Journaliste et présentateur)
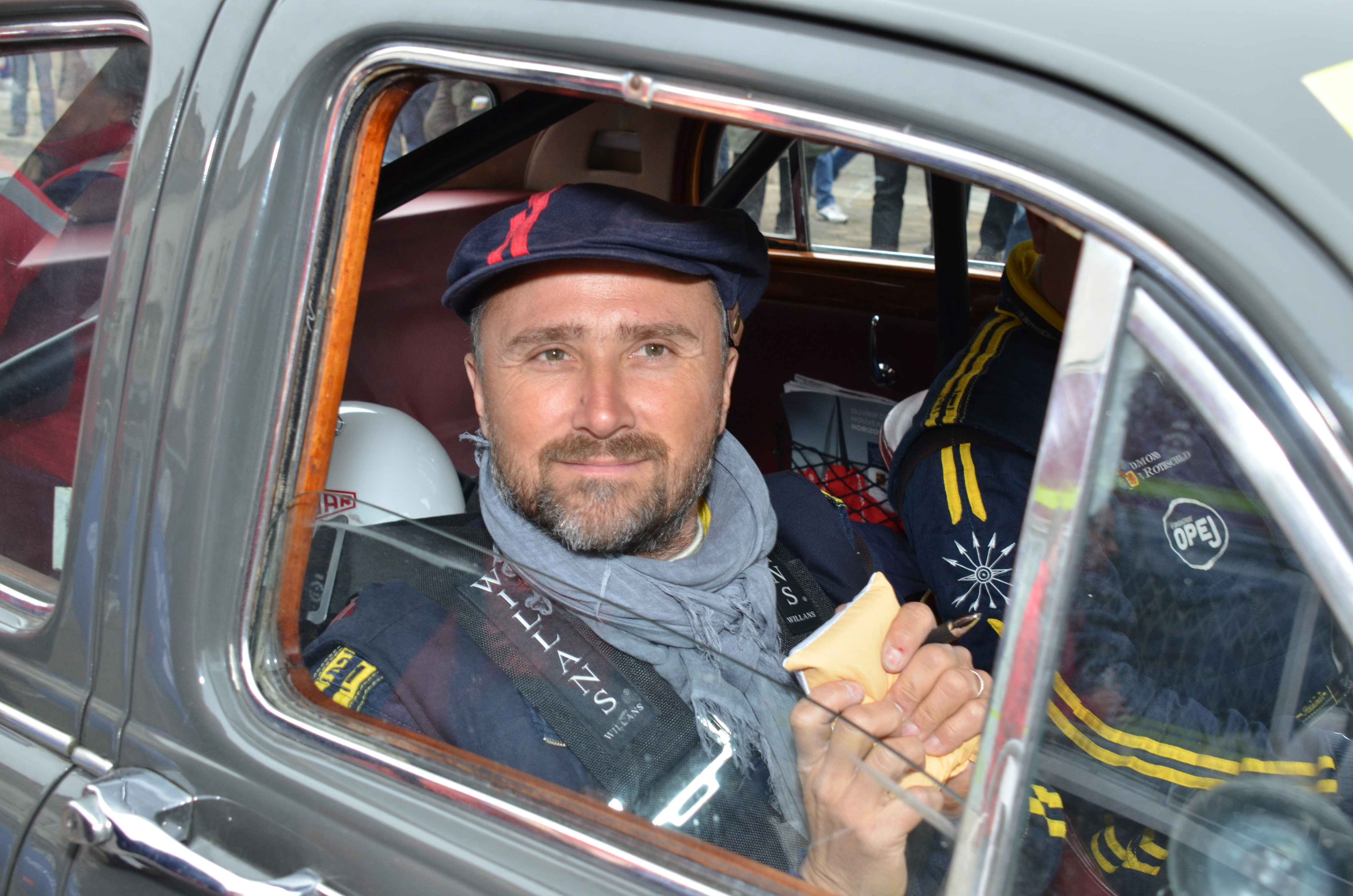
Alexandre Brasseur (Acteur)
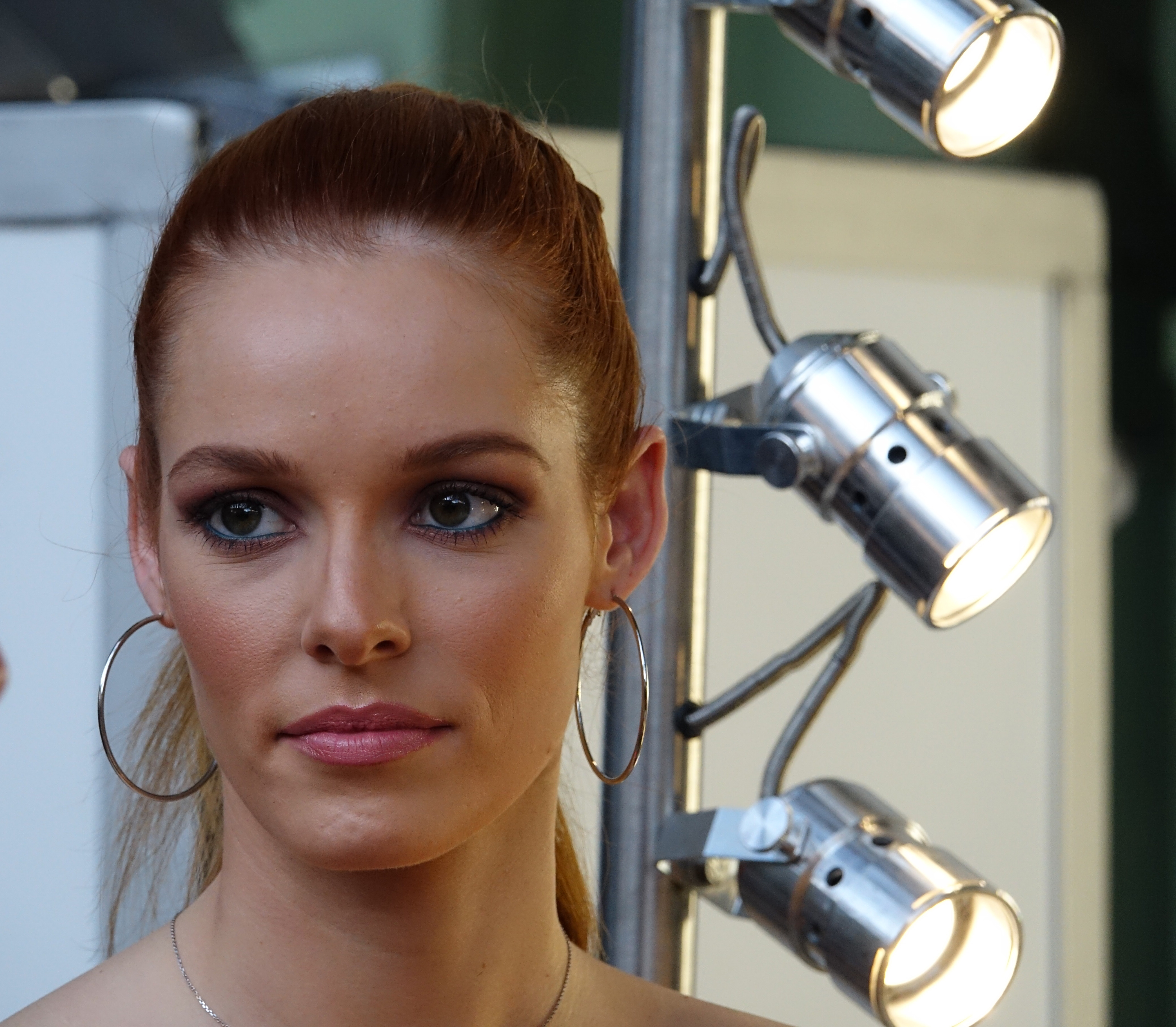
Maëva Coucke (Miss France)